# الجيش الوطني الشعبي الجزائري
الجيش الوطني الشعبي هو الاسم الرسمي الذي أُطلِقَ على جيش الجمهورية الجزائرية الديمقراطية الشعبية منذ الاستقلال، يضم الجيش الوطني الشعبي كل الفروع العسكرية المسلحة ممثلة بالقوات البرية والقوات الجوية والقوات البحرية وقوات الدفاع الجوي عن الإقليم والحرس الجمهوري وقوات النخبة والدرك الوطني، تحت إشراف قيادة هيئة الأركان برئاسة السعيد شنقريحة قائد الأركان نائب وزير الدفاع الوطني، احتل الجيش الجزائري المرتبة الأولى عربيا والتاسعة عالميا من حيث تعداد العناصر الجاهزة والمستعدة للقتال بـ603 ألف جندي، فيما حل في المرتبة الثانية عربيا و15 عالميا من حيث القدرة القتالية والتجهيزات سنة 2017.
يشارك الجيش الجزائري في عدة عمليات مدنية وعسكرية وطنيًا مثل: السد الأخضر ودوليًا مثل مقاومة الكوارث الطبيعية كالزلازل والفيضانات والقيام بعمليات عسكرية، إلى جانب المشاركة في عمليات حفظ السلام تحت غطاء الأمم المتحدة.
كما تملك الجزائر قاعدة للتصنيع والتصليح العتاد العسكري (BCL) صناعة عسكرية جزائرية والتي تصنع العربات المدرعة (Rheinmetall) (Fuchs) و (Puma) ومدرعة BCL-M5 وبعدها BCL-M54 و (نمر الجزائر) كما تقوم بتركيب وتصليح الآلات الحربية مثل الدبابات والعربات المدرعة وتطويرها مما يغني الجزائر عن إرسال دباباتها إلى الدول المصنعة لتطويرها كما تقوم بتطوير وتصدير عتاد عسكري لعدة دول عربية وإفريقية كما أنها مجهزة بكل إمكانيات تصنيع العربات والمدرعات والدبابات والمروحيات والسفن الحربية الصغيرة، كما تقوم الجزائر بتصنيع كل احتياجاتها من الأسلحة الخفيفة والمتوسطة مثل أسلحة الكلاشينكوف ورشاش بي كي وكذلك القناصات دراغونوف وآر بي جي7، آر بي جي 9 وكذلك الألغام المضادة للدبابات والملابس وسترة واقية من الرصاص وأشياء كثيرة أخرى بمصانع الأسلحة بولاية خنشلة كما بدأت بتشييد 3 مصانع جديدة لتصنيع أيه كيه-47 والأسلحة الخفيفة.
أصبح الخطاب الحربي في الجزائر، مكون أساسي في لغة الدولة، وهو خطاب ناتج عن وهم المؤامرات الخارجية التي تستدعي رفع ميزانية الجيش وغض النظر عن الأوضاع الداخلية المزرية.

## التاريخ

### الجيش في العصور القديمة

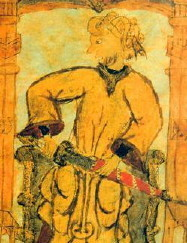
رسم تخيلي لِطارق أبن زياد أبن طاغاست الجزائرية

حارب الأمازيغ لمدة طويلة كل الغزاة من فينيقيين ورومان ووندال... و من أبرز القادة الأمازيغ ماسينيسا ، يوغرطة ، ديهيا ، أبناء طاغاست تاكفاريناس وطارق ابن زياد وهو القائد الذي فتح الأندلس.

### العهد العثماني
- معركة الجزائر (أكتوبر 1541)

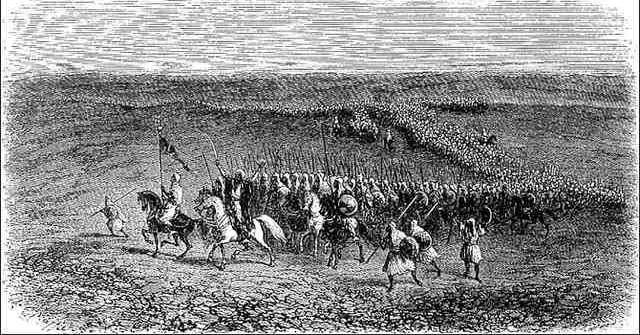
الجيش الجزائري في ضواحي وهران

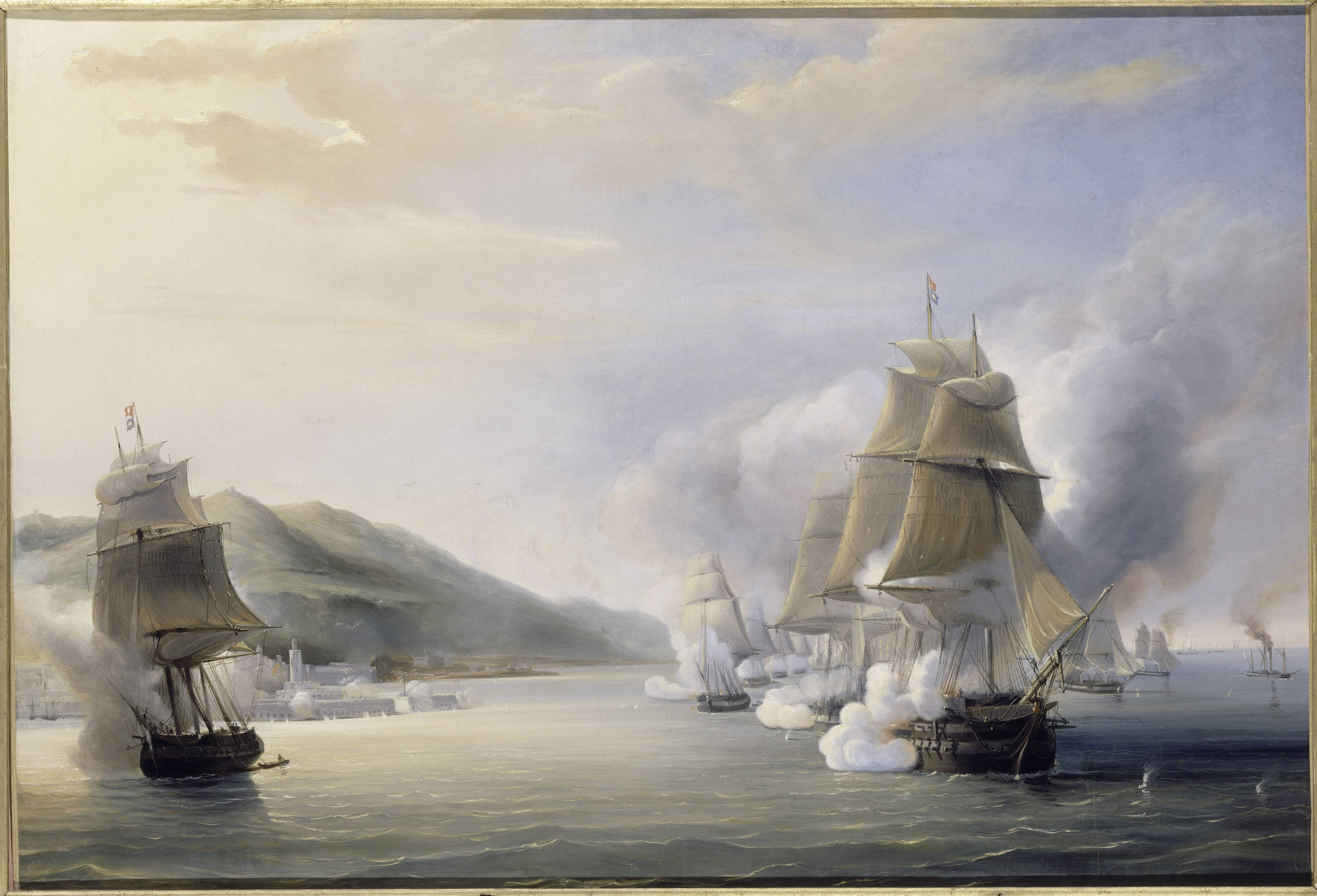
هجوم فرنسي على مدينة الجزائر

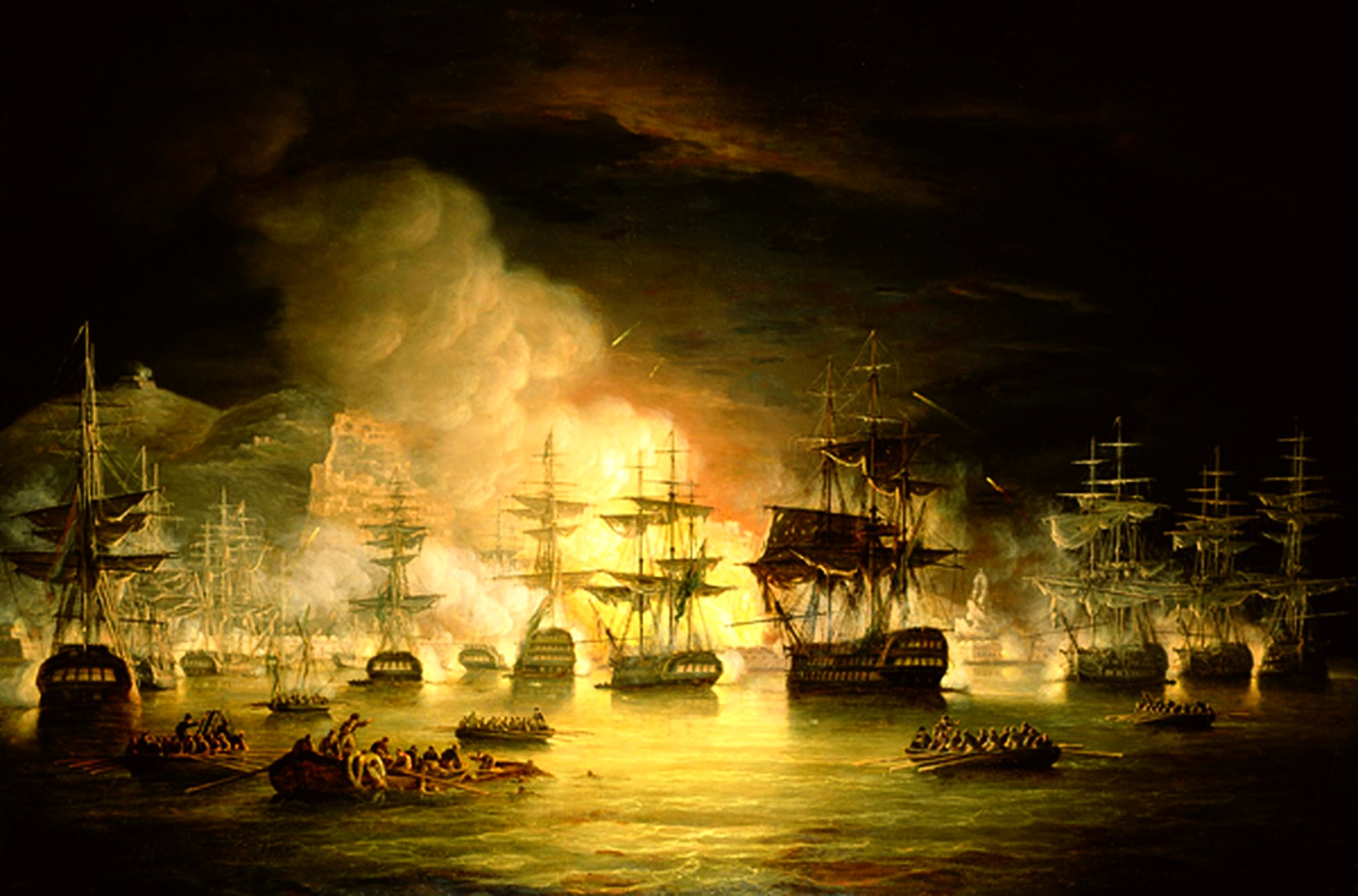
هجوم إنجليزي-هولندي على مدينة الجزائر

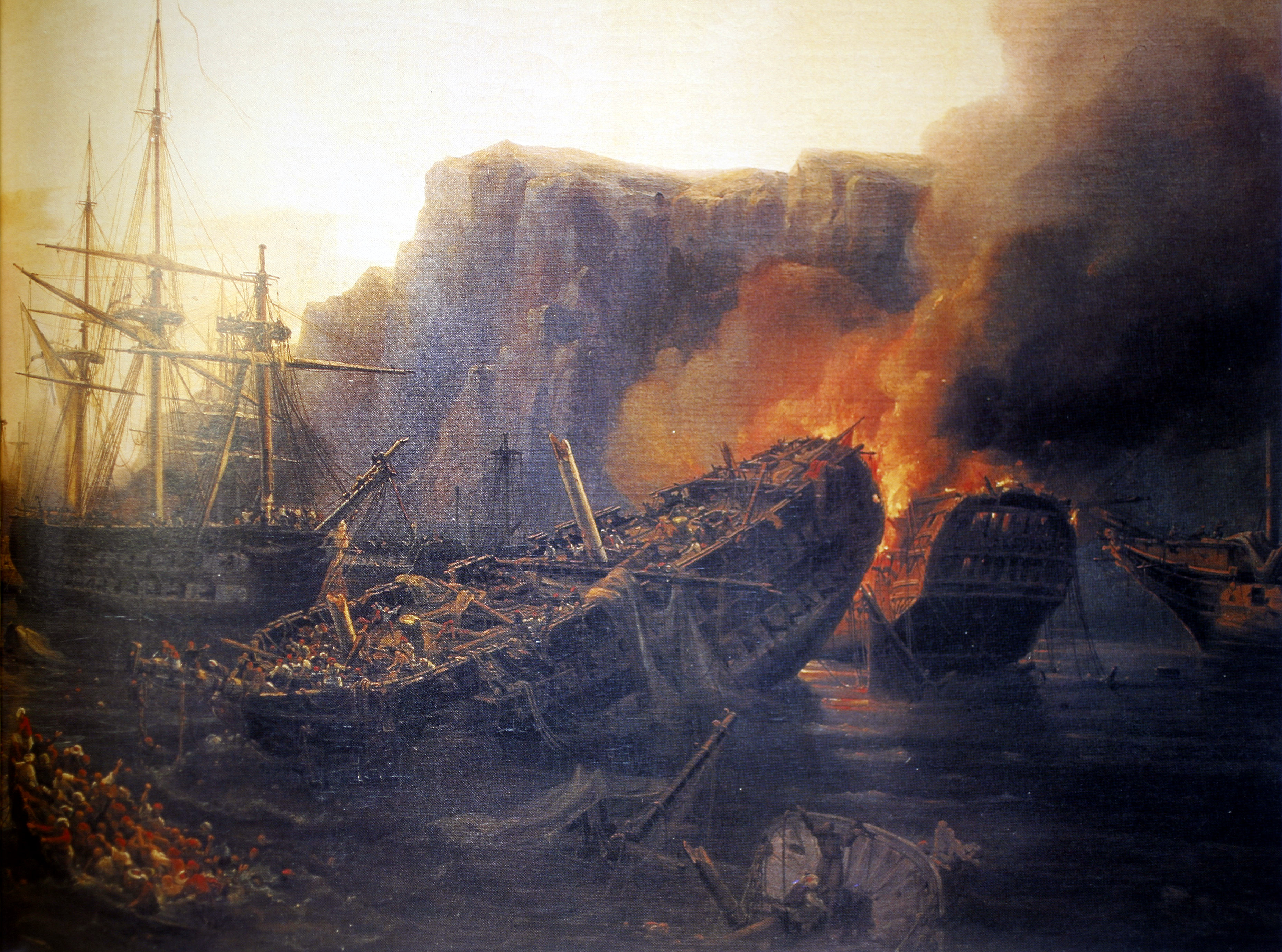
سفن الاسطول الجزائري تحترق في معركة نافارين

(معركة باب الواد[ ؟ ] - معركة الجزائر الكبرى) في السادس عشر من أكتوبرعام 1541م أقلع الاسطول الصليبي في اتجاه مدينة الجزائر العاصمة وكانت أخبار الاسطول تصل للجزائريين من حين لآخر، وفي يوم الأربعاء التاسع عشر ظهر الاسطول في مياه الجزائر فتعجب الجزائريون لكثرة سفنه، أرسل حسن آغا الطوشى (حاكم الجزائر ذلك الوقت) فرسانا الي جبل أبي زريعة لياتو بتحقيق الأسطول فرجعوا بعدم محصلة ما راو في الثالت والعشرين بدأ الصلبيون ينزلون بالحامة فمنعهم الجزائريون لكن الأسطول رماهم بالمدافع فأبعدوهم وفي تلك الليلة خرج الجزائريون بزعامة أحمد باشا فهجموا على المعسكر الذي أقام فيه العدو وقتلو منهم أكثر من ثلاثة آلاف ولقد أنتهت المعركة بانتصار الشعب الجزائري.

### الجيش الجزائري إبان الأمير عبد القادر

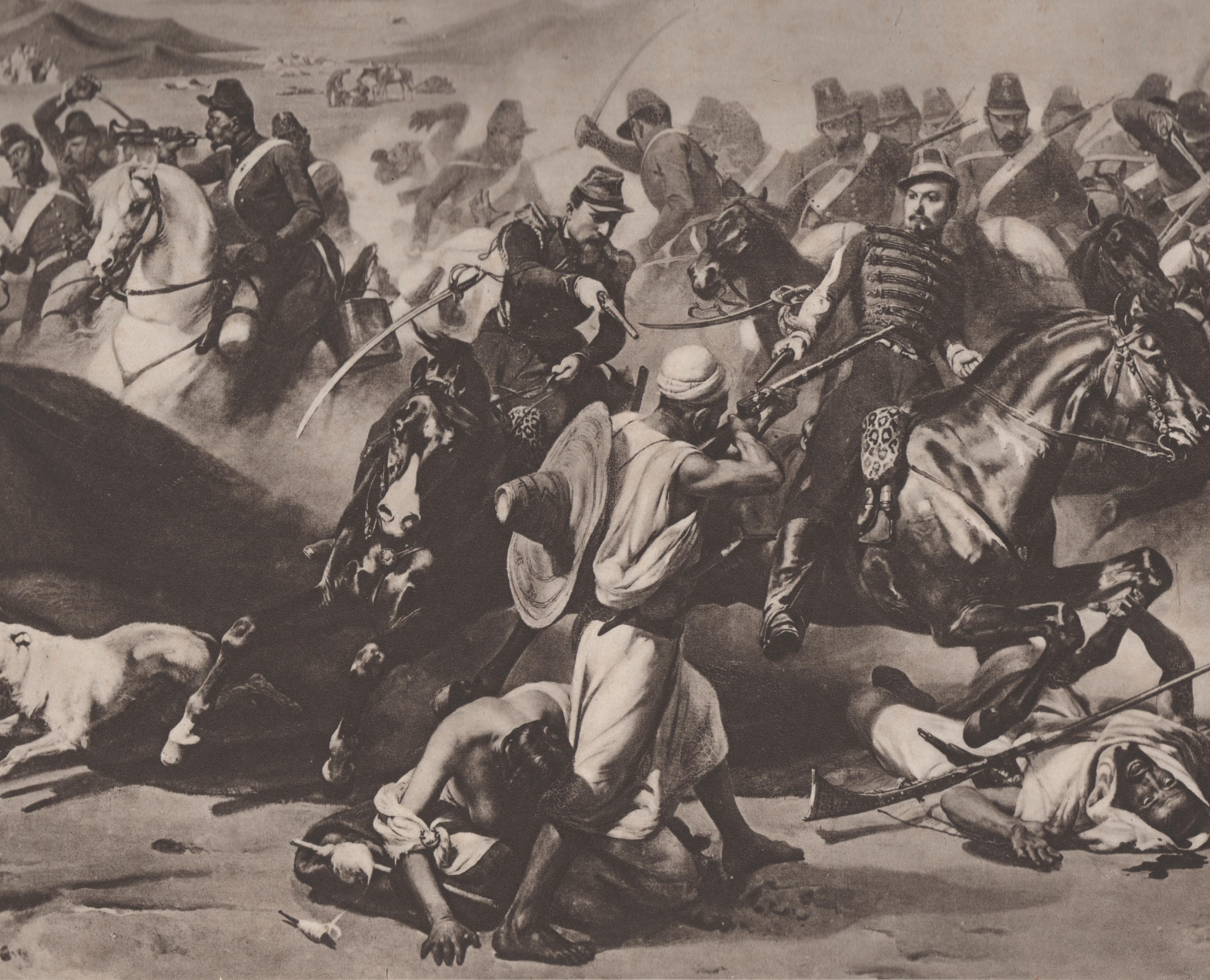
معركة زمالة

بعد المبايعة في 27 نوفمبر 1832م، شرع الأمير عبد القادر في بعث الدولة الجزائرية من جديد ولكن على أسس حديثة وعصرية ليقينه بأن تحرير البلاد يتحقق تحت راية النظام المحكم فقط، فقسم دولته إلى ثماني مناطق إدارية على أساس اللامركزية الإدارية، واضعا على رأس كل منطقة خليفة، يعملون جميعا من أجل تحقيق الوحدة الوطنية والعدالة وفق الشريعة الإسلامية، أما الجيش فقد كان متكونا من المتطوعين، ومن العناصر التي تلتزم القبائل والأعراش بتقديمهم، لقد أثبت الأمير عبد القادر رغم صغر سنه حنكة وكفاءة في تسيير الأمور وقيادة المعارك مما مكنه من الانتصار في العديد من المواجهات التي دارت بينه وبين قادة الجيش الفرنسي، اتبع الأمير في بداية مقاومته أسلوب الحرب النظامية ذلك أن العدو كان يتمركز في المدن فعمل الأمير على تحريرها، بل وأجبر السلطات الفرنسية في الجزائر على الاعتراف به في معاهدتين مختلفتين وذلك عندما اعترفت له بحق تعيين ممثلين عنه لدى هذه السلطات، وذلك في معاهدة دي ميشال في فيفري 1834م أولا، وفي معاهدة تافنة ثانيا، تمكن الأمير من توسيع نفوذ دولته في العديد من مناطق الوسط، ووصلت قواته إلى غاية مليانة والمدية ووادي سباو، ومن أبرز الانتصارات التي حققها الأمير على القوات الفرنسية عندما كان ينتهج أسلوب الحرب النظامية ذلك الذي حققه في المقطع بتاريخ 28 جوان 1835م، وبعد تمكن القوات الفرنسية من تخريب عاصمة الأمير معسكر وأحتلال تلمسان غير الأمير أسلوبه في المقاومة إذ شرع في انتهاج أسلوب الحرب الخاطفة فحقق انتصارات كثيرة من أبرزها معركة التافنا في رشقون يوم 25 أفريل 1836م، وبمسعى من الجنرال بيجو وقع الأمير عبد القادر على معاهدة تافنة يوم 20 ماي 1837م والتي استطاع بفضلها توسيع قواعده في البلاد، ومع استمرار الحرب وتدهور الأوضاع الاقتصادية والسياسية في البلاد وضخامة المعارك التي خاضها الأمير عبد القادر بدأ الوهن يدب في صفوف القوات الجزائرية بحيث لم يجد مفرا من وضع حد لمقاومته، يوم 23 ديسمبر 1847م في معاهدة معاهدة لاموريسيير.
كان الأمير يرمي إلى هدفين: تكوين جيش منظم وتأسيس دولة موحّدة، وكان مساعدوه في هذه المهمة مخلصون..لقد بذل الأمير وأعوانه جهدًا كبيرا لاستتباب الأمن، فبفضل نظام الشرطة الذي أنشأه قُضِي على قُطّاع الطرق الذين كانوا يهجمون على المسافرين ويتعدّون على الحرمات، فأصبح الناس يتنقّلون في أمان وأنعدمت السرقات.

### حرب التحرير الوطني

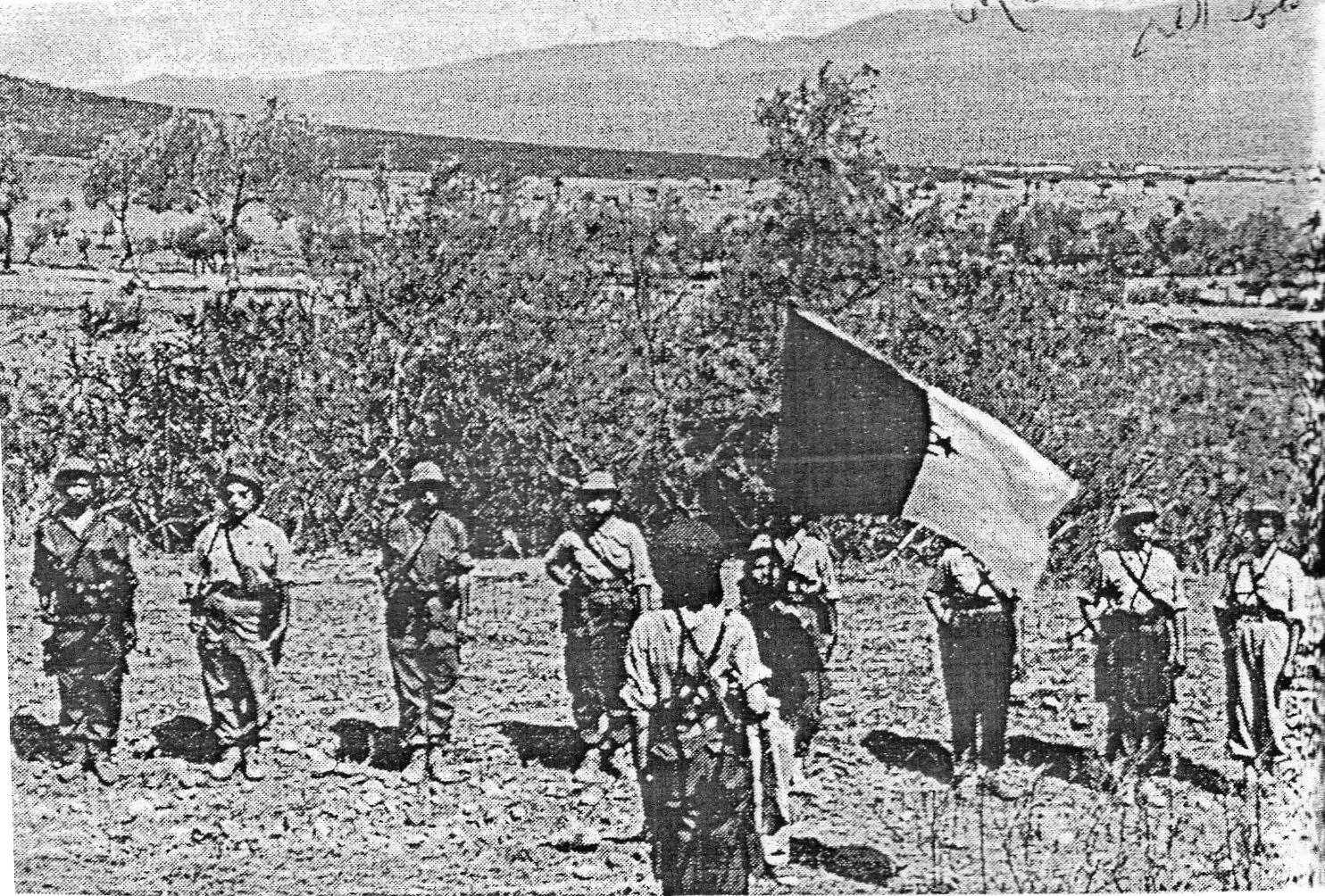

الجيش الوطني الشعبي هو وريث جيش التحرير الوطني (ALN) الذراع العسكرية جبهة التحرير الوطني (FLN) الذي حارب الاحتلال الفرنسي من سنة 1954م إلى سنة 1962م، حيث أنضم عدد كبير من المجاهدين كجنود وضباط في الجيش الوطني الشعبي لتكوين جيش نظامي حديث.

### ثورة التحرير الجزائرية
- لم يكن الاحتلال الفرنسي للجزائر مقبولا لدى أبنائه وكانت قوة فرنسا عظيمة ومنذ ان وطأت أقدام المستعمر أرض الجزائر هب الشعب الجزائري للدفاع عن بلده وبالبداية كانت مع المقاومات المسلحة.
- وقد قاوم الجزائريون بشدة الأحتلال الفرنسي وتمثلت هذه المقاومة في الغرب بمقاومة الأمير عبد القادر وفي الشرق بمقاومة احمد باي[ ؟ ].

أولا: مقاومة الأمير عبد القادر
قامت بالغرب الجزائري بين سنتي (1832م -1847م) وقدها عبد القادر بن محي الدين الشاعر والأديب والمتصوف.
1/: مراحل مقاومة الأمير عبد القادر:
أ/: مرحلة القوة (1830م - 1837م):
وتميزت بتحقيق أنتصارات باهرة من طرف الأمير على فرنسا في عدة معارك أشهرها معركة خنق النطاح الأولى والثانية ومعركة برج العين.
ب/: مرحلة الهدوء المؤقت (1837م - 1839م): وتميزت بتوقيف القتال بين الطرفين بفضل عقد معاهدة التافنة في 30 ماي 1837م.
- وقد استغل الأمير المعاهدة في:

- بناء الحصون حول المدن
- تنظيم دولته
- فرض ضرائب للحرب
- تنظيم الجيش وبناء مصانع للسلاح
•استغلت فرنسا المعاهدة في:
- التفرغ لأحمد باي
- إعداد فرق لحرب الجبال والصحراء
ج/: مرحلة الإبادة والاستسلام (1839م - 1847م):
بعد القضاء على احمد باي[ ؟ ] نقضت فرنسا المعاهدة وجددت الحرب مع الأمير فضاعفت من قواتها العسكرية ومارست حرب الإبادة والأرض المحروقة واكتشفت عاصمة الأمير المتنقلة (الزمالة) مما بالأمير للانتقال للمغرب طلبا للمساعدة لكنه لم يحصل عليها بالإضافة إلى موت أهم أعوانه، مما جعله يستسلم سنة 1847م ويسجن في باريس ثم ينفى إلى سوريا إلى أن يتوفى هناك سنة 1883م.
- مقاومة أحمد باي[ ؟ ]: قامت بالشرق الجزائري بين سنتي (1832م -1837م) وقد قادها والي قسنطينة احمد باي[ ؟ ] الذي اعتبر نفسه الوريث الشرعي للأتراك بالجزائر ولما زحفت فرنسا نحو قسنطينة أشتبكت معه وهزمها سنة 1836م، وقد ساعدته عدة عوامل على الانتصار وهي:
- اعتماده على جيش منظم
- صعوبة تضاريس المنطقة
- مساندة الأهالي له
- تشتت القوات الفرنسية بين الشرق والغرب

ولكن في سنة 1837م بعد أن حيدت فرنسا الأمير عبد القادر (معاهدة التافنة) استطاعت أن تهزم أحمد باي[ ؟ ] مما جعل أحمد باي يذهب إلى الصحراء آملا أن يعيد قوته لكنه لم يتمكن من ذلك مما جعله يستسلم سنة 1848م ويوضع تحت الإقامة الجبرية بالعاصمة إلى أن مات سنة 1852م.
ثالثا: الانتفاضات الشعبية:
- هي مقاومات عفوية قادتها القبائل الجزائرية ضد تقدم القوات الفرنسية ومن أشهرها:
- ثورة بومعزة (1845م - 1847م)

- الشلف الحضنة- التيطري (محمد بن عبد الله)
- مقاومة الزعاطشة (1848م - 1849م)

بسكرة والأوراس، (بوزيان).
- ثورة القبائل (1851م - 1857م)

منطقة القبائل (فاطمة نسومر وشريف بوبغلة)
- مقاومة أولاد سيدي الشيخ (1864م - 1880م) (البيض -التيطري)، (سليمان بن حمزة، احمد بن حمزة).
- مقاومة المقراني (1871م - 1872م)

الحضنة وبرج بوعريريج، (المقراني والحداد).
- مقاومة الكبلوتي وقبيلة الحنانشة (1871م - 1872م) ولاية سوق أهراس
- مقاومة بوعمامة (1881م - 1883م)

الجنوب الغربي (بوعمامة بن لعربي).
وبقي الشعب يقاوم إلى غاية سنة 1947م وتأسست (المنظمة السرية)، في وسط حركات سياسية وطلابية، فكانت هذه المنظمة العسكرية النواة الأولى لنظام جيش التحرير الوطني، التي تولدت بسبب الأوضاع السائدة في الجزائر قبل الثورة التحريرية لاسيما بعد المجازر التي إرتكبتها الإمبريالية الفرنسية يوم: مجازر 8 ماي 1945م.

## تنظيم جيش التحرير الوطني
تكوّن جيش التحرير الوطني 1200 مجاهد ب400 قطعة سلاح الذي أنطلقت به الثورة إلى أن وصل عدده حوالي 30 ألف جندي منتمين لخمسين فيلقا عند الاستقلال مجهز بمختلف الأسلحة والذخيرة.
كان جيش التحرير الوطني موزع على خمس مناطق عسكرية وقاعيداتين شرقية وغربية:
- منطقة الأولى الأوراس بقيادة مصطفى بن بولعيد.
- المنطقة الثانية الشمال القسنطيني تحت إشراف ديدوش مراد
- المنطقة الثالثة القبائل الكبرى تحت مسؤولية كريم بلقاسم
- المنطقة الرابعة الوسط تحت لواء رابح بيطاط.
- المنطقة الخامسة الغرب الوهراني يشرف عليها العربي بن مهيدي.
- القاعدة الشرقية سوق أهراس يشرف عليها عمارة العسكري 1957م.

في 20 أوت 1956م انعقاد مؤتمر الصومام برئاسة العربي بن مهيدي وعبان رمضان، كان محطة تاريخية لتقييم أنجاز مرحلة الانطلاق من عمر الثورة ووضع إستراتيجية موحدة وشاملة للثورة على الصعيد الداخلي والخارجي، وكذلك تنصيب خلايا ومؤسسات ترعى شؤون الشعب أثناء الثورة، كذلك ثم إنشاء «المجلس الوطني للثورة الجزائرية» الذي يوجه سياسة جبهة التحرير الوطني الداخلية والخارجية، ويشرف المجلس على لجنة التنسيق والتنفيذ التي تمثل «السلطة التنفيذية للثورة» تحت مسؤولية العربي بن مهيدي، وهي مسؤولة أمام المجلس الوطني للثورة، وكانت تضم إلى جانب العربي بن مهيدي كل من بن يوسف بن خدة وكريم بلقاسم وعبان رمضان وسعد دحلب، وتشرف اللجنة على تنفيذ القرارات الصادرة عن المجلس الوطني للثورة، إذ يتعلق الأمر بالتنسيق بين الولايات وبين الداخل وخارج.
- موقف الجزائر المناهض للاستعمار والتحاقها بالتيار الاشتراكي، عزز تقاربها مع الاتحاد السوفياتي، وهو ما جعل الجزائر بعد استقلالها تصبح البلد الإفريقي الأول الذي يحصل على أكبر المساعدات العسكرية من موسكو، يجدر التذكير بأن علاقة الجزائر بالاتحاد السوفياتي كانت قائمة حتى أثناء حرب التحرير، فقد كانت هناك وحدات من جيش التحرير ماكثة بقواعد عسكرية خلفية لها في كل من ليبيا ومصر وتونس وتحصل على دعم خبراء عسكريين سوفيات.
- شهدت مرحلة ما بعد الاستقلال مباشرة تصفية حسابات دموية بين جيش الحدود المرابط بالمغرب وتونس والمقاومين بالولايات من أجل السيطرة على مقاليد الحكم.
- في 19 جوان 1965م أطيح بالرئيس احمد بن بلة بانقلاب عسكري قاده «هواري بومدين» الذي أطلق فيما بعد على هذا التاريخ التصحيح الثوري.

## حرب أكتوبر

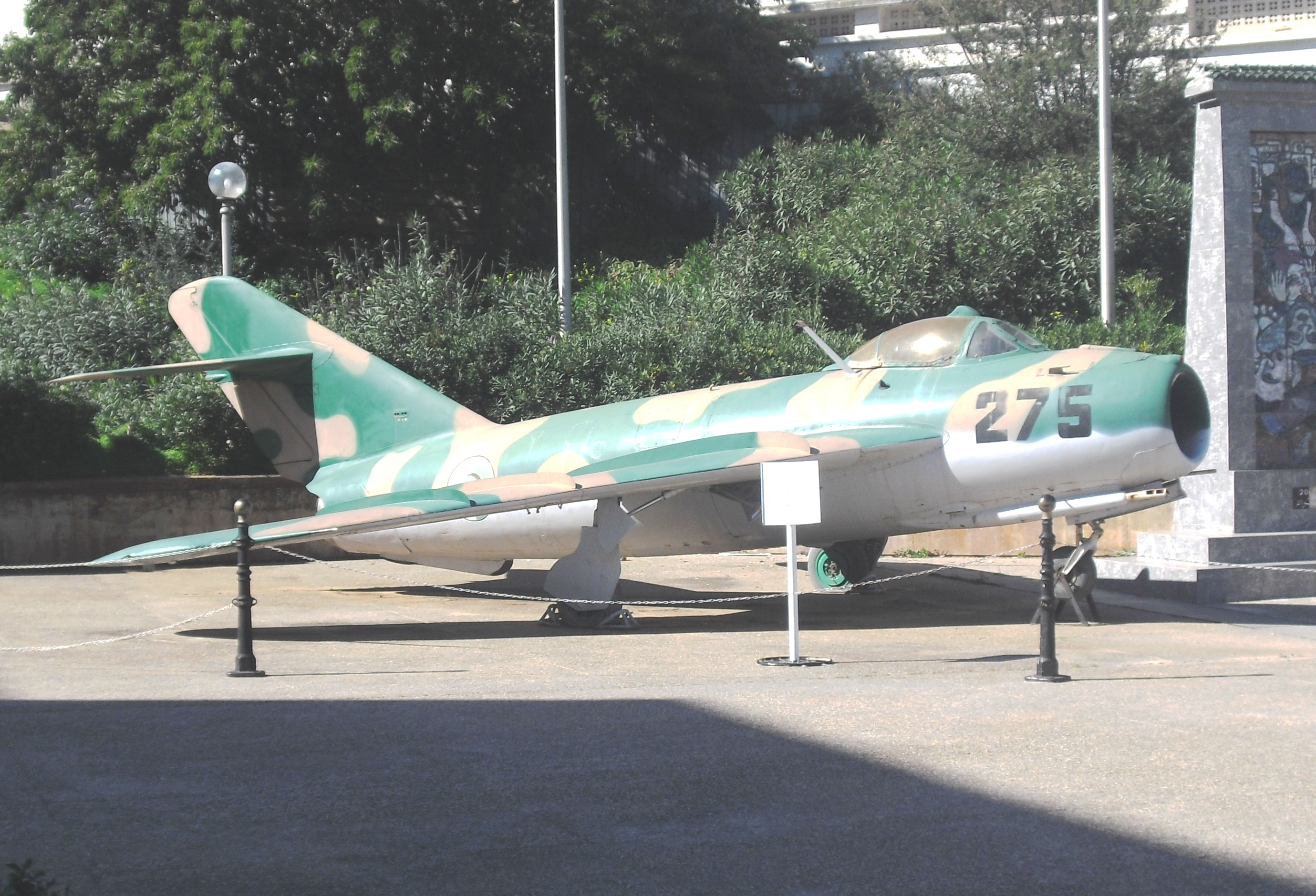
الطائرة الحربية الجزائرية التي شاركت في حرب أكتوبر في متحف الجيش الجزائري

فقد كانت الجزائر من أوائل الدول التي ساعدت المصريين في حرب أكتوبر 1973م وقد شاركت بالفوج الثامن للمشاة الميكانيكية، كان الرئيس الجزائري الراحل هواري بومدين قد طلب من الاتحاد السوفييتي شراء طائرات وأسلحة لإرسالها إلى المصريين عقب وصول معلومات من جاسوس جزائري في أوروبا قبل الحرب مفادها أن إسرائيل تنوي الهجوم على مصر وباشر اتصالاته مع السوفيات لكن السوفياتيين طلبوا مبالغ ضخمة فما كان على الرئيس الجزائري إلى أن أعطاهم شيك فارغ وقال لهم أكتبوا المبلغ الذي تريدونه، وهكذا تم شراء الطائرات والعتاد اللازم ومن ثم إرساله إلى مصر، وهذه بعض إحصائيات لما قدمته الجزائر لهذه الحرب التي كانت هي ثاني دولة من حيث الدعم للحرب.
- التعداد البشري: 2115 جندي، 812 ضابط صف، 192 ضابط.
- الوحدات: 3 فيالق دبابات، فيلق مشاة ميكانيكية، فوج مدفعية ميدان، فوج مدفعية مضادة للطيران، 7 كتائب للإسناد.
- العتاد البري: 96 دبابة، 32 آلية مجنزرة، 12 مدفع ميدان، 16 مدفع مضاد للطيران.
- القوة الجوية: سرب من طائرات (ميغ 21)، سربان من طائرات (ميغ 17)، سرب من طائرات (سوخوي7).

## عقيدة الجزائر الدبلوماسية الرافضة للتدخل خارج حدودها
لأن مهمة الجيش الأولى والأخيرة هي الحفاظ على الوحدة الترابية، ومنذ الاستقلال إلى يومنا هذا، شارك الجيش مرتين خارج الحدود، سنتي 1967م و 1973م، ضد الجيش الإسرائيلي، وبعدها رفض أي تدخل في شؤون الدول، وهذا ينبع من أساس العقيدة العسكرية الجزائرية.
كما نجد نص المادتين 28 و 29 من الدستور الجزائري كالآتي:
- المــادّة 28: تنتظم الطّاقة الدّفاعيّة للأمّة ودعمها وتطويرها حول الجيش الوطنيّ الشّعبيّ. تـتـمثّل المـهـمّة الـدّائـمة لـلـجيش الـوطـنيّ الـشّـعبيّ في المحـافـظة عـلى الاسـتـقلال الـوطـني والـدّفـاع عن السّيادة الوطنيّة، كـما يـضطلع بـالدّفاع عن وحدة البلاد وسلامـتها الـتّرابيّة وحـماية مـجالها الـبرّيّ والجوّي ومـختلف مناطق أملاكها البحريّة.
- المـادّة 29: تــمــتـنع الجــزائـر عن الــلّــجـوء إلى الحـرب من أجل المـسـاس بــالـسّــيـادة المــشــروعـة لــلـشّــعـوب الأخرى وحرّيّتها، وتبذل جهدها لتسوية الخلافات الدّوليّة بالوسائل السّلميّة.

## الأوسمة
- وسام نجمة سيناء (مصر)

## المعاهدات الدولية
قامت الجزائر بالتوقيع على معاهدات دولية منها:
- معاهدة الحد من انتشار الأسلحة النووية
- منظمة حظر الأسلحة الكيميائية
- الاتفاقية الدولية للحد من انتشار الصواريخ الباليستية
- معاهدة أوتوا أو معاهدة حظر الألغام وبحسب اسمها الرسمي اتفاقية حظر استعمال أو تخزين أو إنتاج أو نقل الألغام المضادة للأشخاص.

### إتفاقية حماية التراب التونسي
ترتبط تونس باتفاقية صداقة مع الجزائر  تعود إلى سنة 1983م وتنص على تدخل الجيش الجزائري في حال تعرضت تونس إلى أي هجوم من ليبيا، وتم بالفعل تفعيل هذه الاتفاقية سنة 1985م عندما هدد معمر القذافي باجتياح تونس وأرسلت الجزائر حينها 2500 جندي على الحدود التونسية استعدادا للتدخل.

## مجموعة 5+5
مجموعة 5+5 أو مجموعة خمسة زائد خمسة هي مجموعة دول غرب البحر الأبيض المتوسط، تعمل تحت غطاء الإتحاد الأوروبي وتهتم بمسائل الشراكة الاقتصادية، التنمية، الأمن التعاون العسكري في المنطقة وتنظيم الهجرة وقمع الهجرة غير الشرعية. تضم مجموعة «خمسة زائد خمسة» خمس دول أوروبية هي إسبانيا وفرنسا وإيطاليا والبرتغال ومالطا، ودول اتحاد المغرب العربي الخمس، وتسعى هذه المجموعة أيضا إلى تطوير العلاقات الاجتماعية والثقافية والتبادل العلمي والتكنولوجي بين أعضائها، وتسعى المجموعة التي أنشئت سنة 1990م بروما إلى تكثيف التشاور بين البلدان الأعضاء وتعزيز التعاون الإقليمي والحوار السياسي وتحقيق التوافق بشأن المقاربات الممكنة للقضايا والإشكاليات ذات الاهتمام المشترك.

## التعاوّن الروسي الجزائري في المجال العسكري

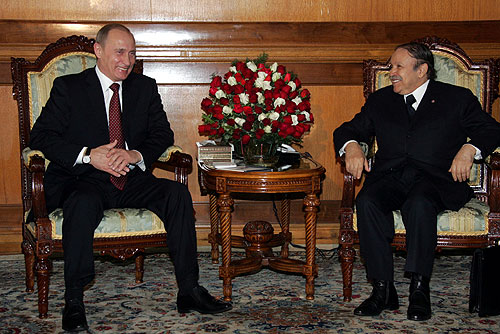
بوتين وبوتفليقة عام 2006

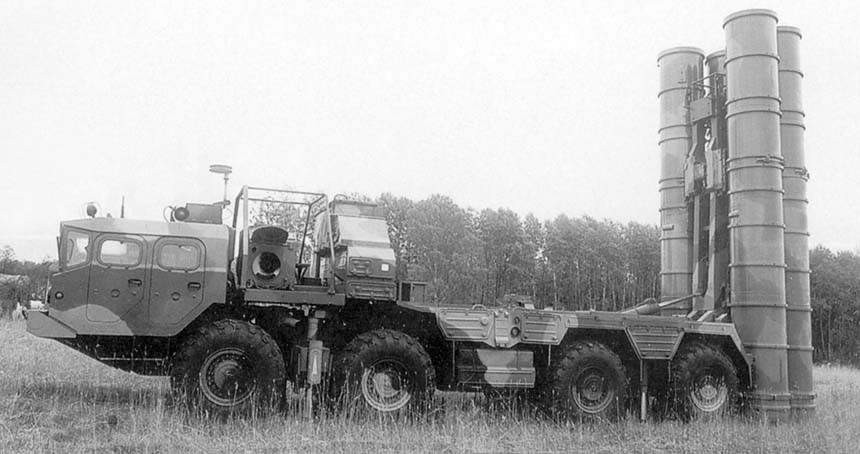
بطاريات دفاع جوي أس - 300

بما أن الجيش الجزائري كان في حينه مجهزا على نحو شبه كامل بالسلاح والعتاد الروسي، فهو اليوم بأمس الحاجة لإعادة التأهيل والتحديث، ولذلك فان التعاون في المجال التقني العسكري أصبح ضرورة ملحة في وقتنا الراهن، وقعت روسيا والجزائر أثناء زيارة الرئيس فلاديمير بوتين للجزائر في مارس/آذار من العام 2006 على صفقة سلاح بقيمة 7,5 مليار دولار، مقابل شطب الديون الجزائرية إلى روسيا، وتضمنت الصفقة حصول الجزائر على 36 مقاتلة حربية من طراز (ميكويان ميج-29 س. م. ت) و 28 مقاتلة من طراز سوخوي 30 وكذلك 14 طائرة تدريب قتالي من طراز ياك130 إلى جانب 8 بطاريات دفاع جوي أس - 300 ومضادات الدبابات «ميتيس» و«كورنيت»، و300 دبابة من طراز تي-90، كما تم التوقيع على إتفاقية لتحديث 36 مقاتلة ميغ 29 كانت الجزائر قد إشترتها في التسعينات من القرن الماضي من بيلاروسيا وأوكرانيا فضلا عن 250 دبابة من طراز تي-72، فقد عرضت على الجزائر بدلا من الطائرات المعادة طائرات (ميكويان ميج-2 -ام2) الأكثر حداثة أو أسلحة ومعدات غير جوية، ولكن ذلك سيكلف الجزائر مبالغ كبيرة ولا يستبعد المصدر احتمال زيادة عدد طائرات سوخوي -30م.ك.ي""A التي سيجري تسليمها للجزائر، علما بأنه وقع عقد بقيمة مليار و286 مليون دولار لتوريد 28 طائرة (ميغ-29 م.س.ت) ذات مقعد واحد و6 مقاتلات ذات مقعدين من طراز ميغ 29- و.ب في إطار حزمة اتفاقيات حول التعاون العسكرى التقني مع الجزائر بمبلغ إجمالي يصل إلى حوالي 8 مليارات دولار وبموجب هذه الاتفاقيات تعهدت روسيا بأن تشطب تدريجيا ديون الجزائر المستحقة للاتحاد السوفيتي البالغة زهاء 4 مليارات و 700 مليون دولار وذلك مع تنفيذ حزمة الطلبيات الجزائرية المذكورة، أن القفزة النوعية في علاقات روسيا مع الجزائر وخاصة في ميدان التعاون العسكري أثارت ردود فعل قوية من الجانب الفرنسي وازداد ذلك بصورة خاصة بعد وصول نيكولا ساركوزي لسدة الرئاسة، وقتها، وتجدر الإشارة إلى أن فرنسا تقوم على نحو نشيط بعرض مقاتلاتها من طراز «رافال» في منطقة المغرب العربي، بلغ عدد خريجي الجامعات والمعاهد الروسية المدنية والعسكرية من أبناء الجزائر 13 ألف شخص، روسيا تسلم الجزائر ترسانة عسكرية من مختلف الأسلحة، كشفت صحيفة ” كوميرسانت” الروسية عن فحوى الزيارة التي قام بها الوزير الأول عبد المالك سلال إلى روسيا اليوم، والتي توجت حسب الصحفية بعدد من الاتفاقيات خاصة في المجال العسكري بين البلدين منها تسليم الجزائر 8 طائرات سوخوي من أصل 16 طائرة سوخوي تم الإتفاق عليها خلال السنة الجارية، وحسب نفس الصحفية الروسية فان الجزائر ستستسلم نظام “الدفاع الجوي البعيد المدى S-300VM Antey 2500 ”، ما يعني أن المفاوضات بين الجزائر وروسيا في هذا المجال انتهت باتفاق الطرفين، كذلك تسليم نظام الدفاع الجوي “المتوسط المدى Buk-M2 ” هاته السنة تنفيذا لعقد سنة 2013 مع 42 مروحية صياد الليل مي 28 مع تسليم طلبية جديدة من نظام الدفاع الجوي “بانستير إس 1 جانوس” وتسليم طائرتي نقل من أحدث نسخ إليوشن إي أل-76 (IL-76TD-90VD) وهذا النموذج تم تزويده بمحركات (بي اس -90) لتتفق اليوشن مع المعايير الأوربية لحدود الضوضاء، كما تمت المباحثات بين سلال ونظيره الروسي حول[؟] كما تم المباحثات حول العقود الجديدة لدفعة أولى بـ12 سوخوي سو-34 وعقد جديد لسوخوي سو-35، وحسب الصحفية الروسية فإن العلاقات الجزائرية الروسية في مجال التعاون العسكري تعرف نجاحا كبيرا بين البلدين حيث صنفت الجزائر من كخامس أكبر سوق للأسلحة الروسية في العالم.

## قوات حفظ السلام
لقد استدعي الجيش الوطني الشعبي تحت إشراف هيئة الأمم المتحدة،  وفي إطار مهام حفظ السلم للمشاركة في عمليات مختلفة في العديد من دول العالم نلخصها فيما يلي:

### البعثة الأممية الأولى للتحقيق في أنغولا
شارك ممثلوا الجيش الوطني الشعبي في هذه البعثة الأممية ابتداء من جانفي 1989 إلى غاية 25 ماي 1991 بأنغولا.

### البعثة الأممية الثانية للتحقيق في أنغولا
شارك ممثلو الجيش الوطني الشعبي أيضا في هذه البعثة التي امتدت مهمتها من ماي 1991 إلى غاية فيفري 1995.

### البعثة الأممية الثالثة للتحقيق في أنغولا
أدت البعثة المذكورة مهمتها في أنغولا في الفترة ما بين فيفري 1995 إلى جوان 1997، كان هدفها التوسط بين الحكومة الكنغولية وحركة «يونيتا» من أجل ضمان إستتباب الأمن وتحقيق المصالحة الوطنية على أساس إتفاقيات «باز» المبرمة في 31 ماي 1991، وبروتوكول «لوزاكا» المبرم في 20 نوفمبر 1994 وكذا بعض قرارات مجلس الأمن وتتمثل مهام البعثة في النقاط التالية:
- توفير الدعم والعون للأطراف الأنغولية.
- المراقبة والتحقق من انتشار الإدارة العمومية عبر التراب الأنغولي وتدعيم مسار المصالحة الوطنية.
- الإشراف، المراقبة والتحقق من سحب القوات وكذا مراقبة وقف إطلاق النار.
- التدقيق في المعلومات المتحصل عليها من طرف الحكومة وحركة «يونيتا» المتعلقة بالقوات وتحركاتها.
- الإشراف على جمع وتخزين الأسلحة الموجودة بحوزة «يونيتا».
- تجريد المدنيين من السلاح.
- تنسيق وتسهيل وتدعيم الأعمال الإنسانية المتعلقة مباشرة بمسار السلام.
- تدعيم، ومراقبة المسار الانتخابي في أنغولا.
- البعثة الأممية بهايتي:

أدت البعثة الأممية مهامها في هايتي من سبتمبر 1993 إلى غاية جوان 1996. وقد أنشئت هذه البعثة في البداية من أجل المساهمة في تطبيق مضمون الإتفاق المبرم بين الأطراف الهايتية في 3 جويلية 1993.
كلفت هذه البعثة بالمساهمة في عصرنة القوات الهايتية وتوفير الظروف الملائمة لذلك.

### بعثة الدعم الأممي
أدت البعثة مهمتها في هايتي بين جويلية 1997 قصد تدعيم التزام الحكومة الهايتية بالحفاظ على اللأمن والإستقرار بغية تطوير الكفاءات المهنية للشرطة وتعزيز المؤسسات والنهوض بالاقتصاد الهايتي.

### البعثة التحضيرية الأممية بكمبوديا
أرسلت البعثة الأممية إلى كمبوديا بين أكتوبر 1991 ومارس 1992 وتمثلت في مساعدة الأطراف الكمبودية الأربعة في المحافظة على وقف إطلاق النار خلال المرحلة التي سبقت إنشاء ونشر السلطة المؤقتة للأمم المتحدة في كمبوديا، كما باشرت تنظيم حملات تحسيسية لفائدة المجتمع المدني حول أخطار الألغام.

### السلطة المؤقتة الأممية في كمبوديا
شارك ممثلوا الجيش الوطني الشعبي الجزائري في هذه البعثة الأممية تمت هذه المهمة في كمبوديا بين فيفري 1992 وسبتمبر 1993 وتمثلت مهامها في ضمان تطبيق الإتفاق المتعلق بالتسوية السياسية الشاملة للنزاع الذي أبرم في باريس بتاريخ 23 أكتوبر 1991.
كما كلفت هذه البعثة أيضا بالمسائل المتعلقة بحقوق الإنسان وتنظيم وتسيير انتخابات عامة حرة ونزيهة، وكذا المسائل العسكرية والإدارة المدنية وحفظ النظام.
- إعادة المبعدين واللاجئين الكمبوديين إلى الوطن وإسكانهم والنهوض بالمؤسسات الأساسية للبلاد خلال المرحلة الانتقالية.

هذه باختصار البعثات الأممية للمحافظة على السلم الأممي التي شارك فيها الجيش الوطني الشعبي الجزائري، والتي مكنت أفراده من اكتساب الخبرة في مجال حفظ الأمن وفي المهام الإنسانية التي تشرف عليها هيئة الأمم المتحدة، وأثبتت بما لا يدع مجالا للشك كفاءة عناصر الجيش الوطني الشعبي وحرصهم على آداء المهام الموكلة إليهم على أكمل وجه.

## معاهدة أوتوا
الجيش الجزائري نزع ودمّر أكثر من مليون لغم مضاد للأشخاص، في عمليات تطهير لأراض شاسعة انطلقت في نوفمبر 2004م، وامتدت إلى 31 ديسمبر 2015.
وتعود المواد المتفجرة إلى فترة الاستعمار الفرنسي (1830-1962)، وزرعتها قوات الاحتلال على الحدود الشرقية والغربية، للحيلولة دون تنقل المقاومين إلى المغرب وتونس للتزود بالسلاح وهذا في مجال مكافحة الألغام المضادة للأفراد التي تمت مباشرتها في مرحلة أولى بعد الاستقلال من سنة 1963م إلى غاية 1988م، أن نشاط الجيش في هذا الإطار "سمح بتطهير وتسليم مساحة إجمالية من الأراضي مقدرة بأكثر من 447 ألف هكتار إلى السلطات المحلية"، "إن هذه المعطيات تعكس بوضوح احترام بلادنا الراسخ لالتزاماتها الدولية، لا سيما إثر مصادقتها على معاهدة أوتوا يوم 17 ديسمبر 2001م، بعد أن تبنتها في 03 ديسمبر 1997م.

## الميزانية
ميزانية وزارة الدفاع لسنة 2017م التي فاقت 13 ملايير دولار  تعتبر أضخم ميزانية بمنطقة شمال أفريقيا ومؤشر حقيقي لرغبة قوية للجزائر في حشد وتعزيز قدراتها العسكرية للحفاظ على أمنها.

## دائرة الاستعلام والأمن
هي دائرة المخابرات الجزائرية، تأسس إبان ثورة التحرير الكبرى في الجزائر على يد عبد الحفيظ بوصوف، لعبت دورا كبيرا أثناء الثورة وبعد الاستقلال ورغم قلة الإمكانات آنذاك إلا أنها استطاعت أن تزرع جواسيس في الخارج وتجند جواسيس لها في الجزائر، من أبرز رجالها الأبطال مسعود زقار. بعد أن أصبح هواري بومدين على رأس البلاد في عام 1965، شهدت أجهزة الاستخبارات الجزائرية تغييرا كبيرا في التنظيم الداخلي لها، مستوحى إلى حد كبير من الاتحاد السوفياتي وبالتالي تم تسميته باسم الأمن العسكري (SM) مع المهام الرئيسية التالية:
- مكافحة جميع أشكال التجسس.
- الحفاظ على الأمن الداخلي للبلد.
- حماية المصالح الحيوية للجزائر في الخارج.

## الحروب إلكترونية

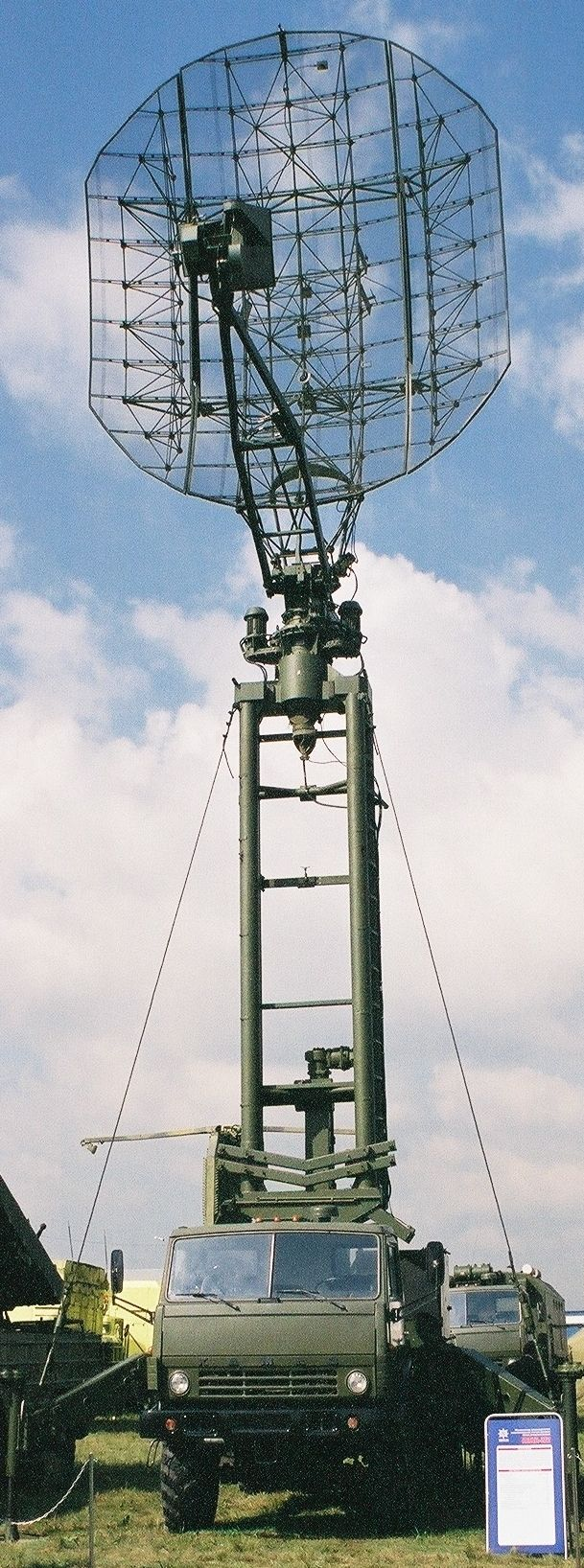
الرادار بعيد المدى (Kasta-2E2)

أنشئ سلاح الحرب الإلكترونية للقوات البرية سنة 2010م ولقد تم اقتناء منظومة حرب إلكترونية روسية صينية للجزائر منظومتين روسيتين للحرب الإلكترونية:
- الرادار بعيد المدى (كاستا-2E2)

Kasta-2E2 هو نظام ELINT بالاساس يتكون من نظامين مختلفين
اولا /
Kvant 1L222 المسؤؤل عن التقاط الإشارات الإلكترونية المعادية المتمثلة في
- ردرات SLAR الخاصة بطائرات الاستطلاع الإلكتروني
- ردرات الجوية الخاصة بتوجيه الذخائر جو _ أرض
- ردرات الملاحة والتحكم بطيران على علو منخفض وهو متخصص في التقاط الإشارات الإلكترونية الصادرة من الردرات المحمولة جوا العاملة في النمط المسح الارضي GMTT _GMTI _GMT_SAR سواء للمقاتلات وطائرات الاستطلاع الإلكتروني.

أما النظام الثاني فهو (1L125M APUR) وهو نظام تشويش وحرب إلكترونية automated jamming control system، يقوم باستقاء المعلومات والبايانات من الإشارات التي يقوم بالتقاطها واعتراضها نظام (Kvant 1L222) وبالتالي التشويش عليها في ما بعد.
- استهداف طائرات الاستطلاع الإلكتروني التي تحاول رسم الخرائط الإلكترونية وهذا عن طريق التقاط إشاراتها الإلكترونية ثم تحليلها وبعدها تبادل البيانات مع نظام (1L125M APUR) المسؤول عن التشويش على الأهداف التي تم اعتراض إشارتها الإلكترونية.
- أهميتها: تعطيل عمل الرادارات المحمولة جوا، تعطيل عمل رادارات مراقبة الميدان، تعطيل عمل أنظمة التحكم في النيران، مرونتها للترقية بين النسخ دون الحاجة للحصول على المنظومة الأحدث.

### الأقمار الصناعية
آفاق الأقمار الصناعية في الجزائر نظرا إلى أهمية تكنولوجيا الفضاء والدور الكبير الذي تلعبه الأقمار الصناعية، أولت الدولة عناية لهذا القطاع، حيث خصصت مبلغا ماليا قدر بـ 82 مليار دج (1 مليار و38 مليون دولار) كحجم إستثمار للبرنامج الفضائي، فإلى جانب القمر الصناعي آلسات، هناك مشروعين آخرين في الأفق أحدهما على الصعيد الإفريقي ويتم بتعاون الوكالة الفضائية الجزائرية مع الوكالات الفضائية الإفريقية لكل من جنوب أفريقيا، نيجيريا وكينيا. أما الآخر فعلى الصعيد العربي، إذ تقرر خلال القمة السابعة عشرة لرؤساء الدول العربية وباقتراح من رئيس الدولة إنجاز قمر صناعي عربي مهمته محاولة الوقاية من الكوارث الطبيعية وكيفية التحكم فيها، التصحر، الفيضانات، مكافحة الجراد، مراقبة البيئة، نوعية الهواء، التلوث البحري، الرياح الرملية، تسيير الموارد الطبيعية والمحافظة عليها، وكذا التنقيب عن البترول والموارد المنجمية. مع تسهيل الحصول على معطيات فضائية للبلدان العربية. وفي دراسة تقنية أولية تم إنجازها من قبل الجزائر حول الجوانب التقنية والجدوى الاجتماعية والاقتصادية لهذا ألساتل، تم تحديد مجموعة الخصائص العامة والتقنية، إذ سيمكن من المسح المستمر لأغلب المناطق العربية، فحسب المدار الذي سيتم اختياره، سيكون هناك مسح مستمر من عمان[ ؟ ] إلى فلسطين ومن اليمن إلى العراق ومن مصر إلى المغرب. ولأن مساحة الوطن العربي شاسعة، فقمر صناعي واحد منة شأنه أن لا يفي بالغرض، لذلك تمكن معالجة هذه الإشكالية باللجوء إلى قمرين صناعيين أو أكثر في شكل مجموعة أقمار تؤدي نفس الغرض بإدارة موحدة.

## المناورات العسكرية
كل 6 أشهر تقريبا يقوم الجيش الجزائري بمناورات عسكرية بالذخيرة الحية، في منطقة تندوف خاصة، لاكتساب المهارة والتمرس والخبرة القتالية الضرورية بغرض إبقاء الوحدات في كامل جاهزيتها العملياتية والقتالية، علما أن العمليات تمت في ظروف قريبة من واقع المعركة الحقيقية، ولقد شارك الجيش الجزائري في عدد من المناورات العسكرية مشتركة مثل التي نظمها الجيش الأمريكي وحلف شمال الأطلسي كذلك مع تونس.

### المناورات الدولية

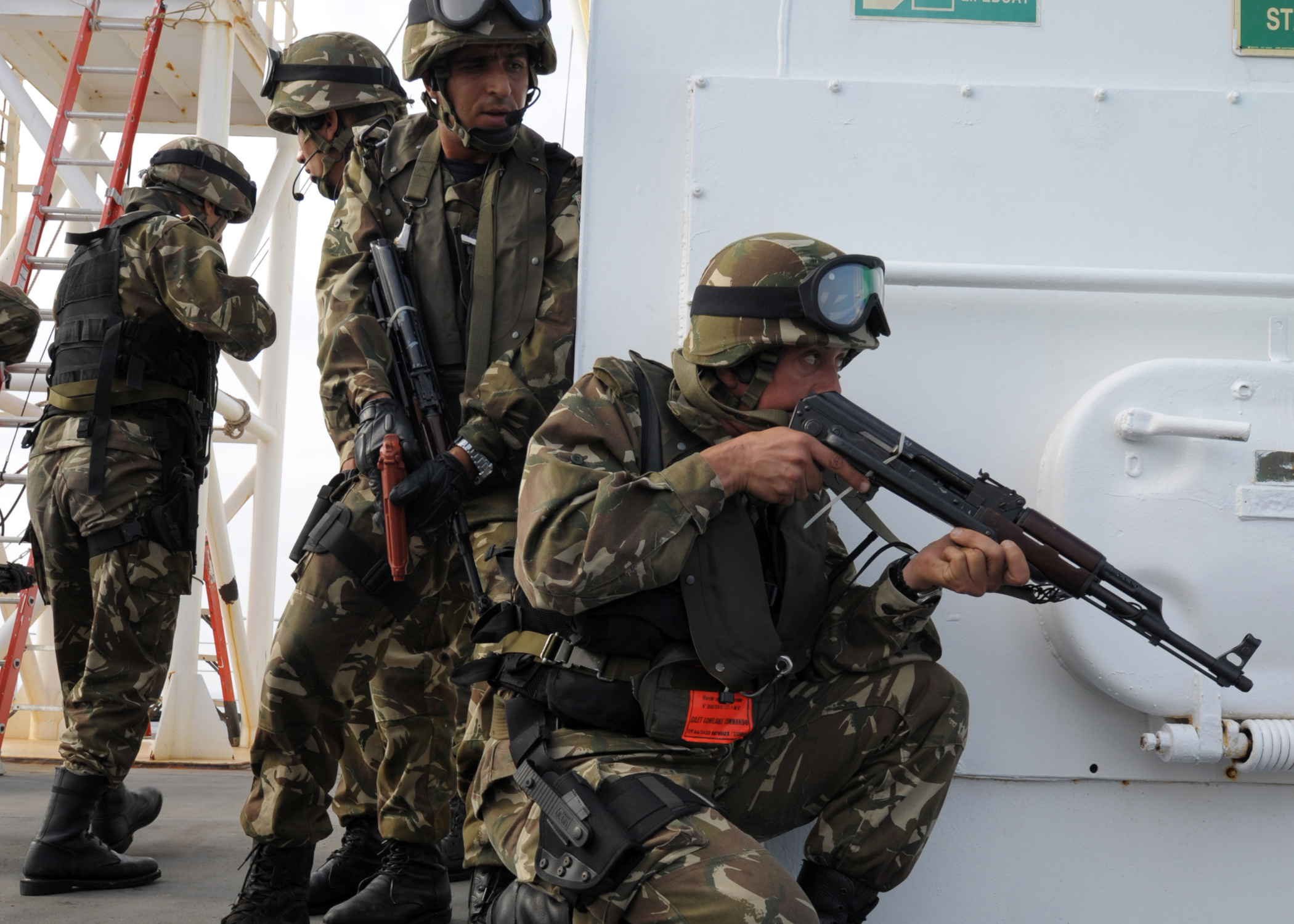
جنود جزائريين في مناورات عسكرية دولية

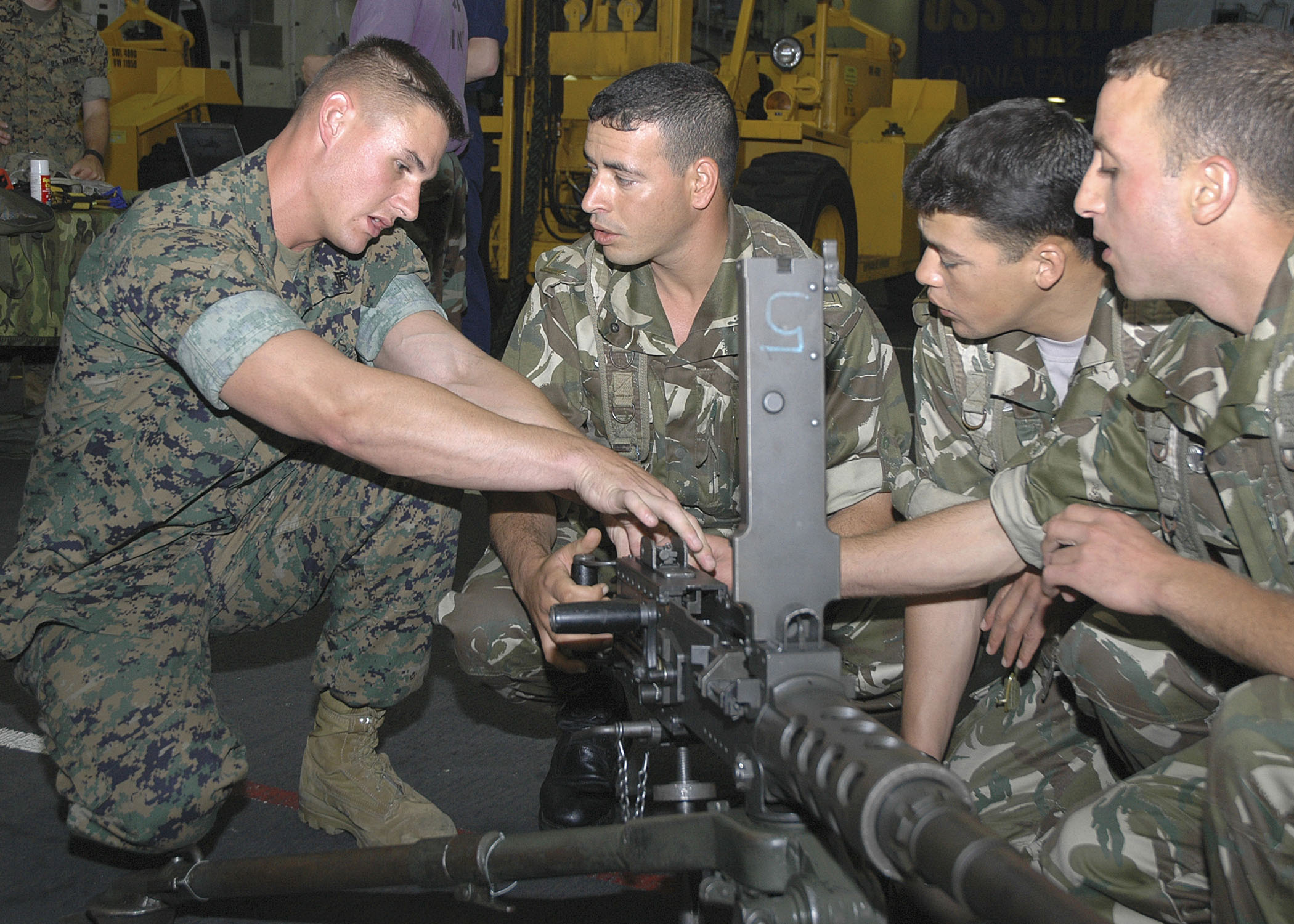
جنود جزائريين يتدربون على الأسلحة الأمريكية

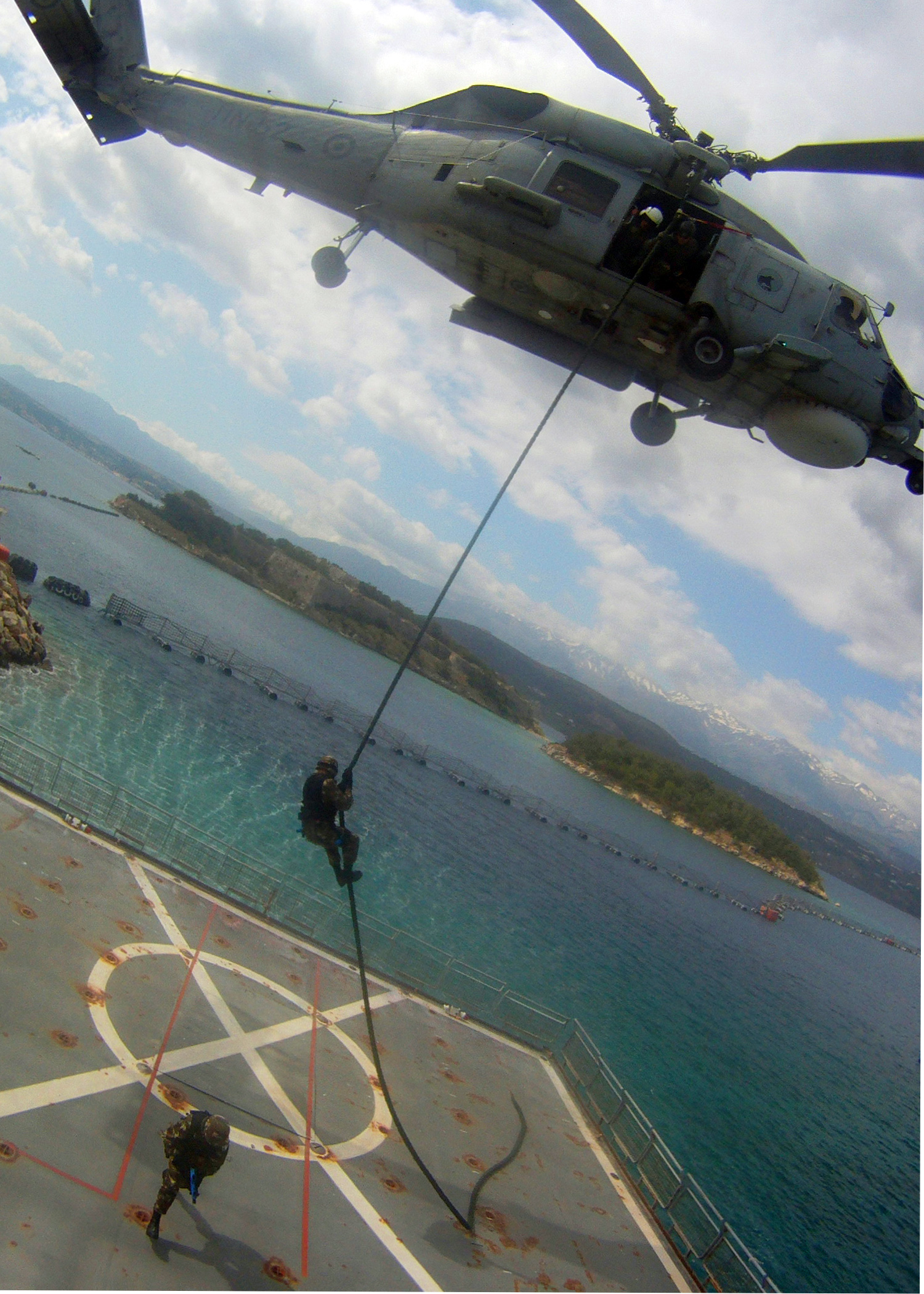
القوات الخاصة الجزائرية التابعة البحرية في مناورات عسكرية مع الناتو

يشارك الجيش الوطني الجزائري بفروعها المختلفة في العديد من المناورات العسكرية التدريبية لرفع مستوى الإستعداد القتالي وكفاءة القوات ومنها:
- مناورات كنال
- مناورات فلينتلوك
- مناورات أنديفور النشطة
- مناورات العنقاء السريعة
- مناورات بحرية مشتركة بين فرنسا والجزائر
- مناورات عسكرية مشتركة بين وحدات من البحرية التابعة للجيش الشعبي الوطني ونظيره التونسي.
- مناورات طوفان 2018، على مستوى الواجهة البحرية الغربية بوهران، وتعد هذه المناورات أضخم مناورات يقوم بها الجيش الوطني الشعبي الجزائري، وشارك فيها وحدات بحرية وبرية مسنودة بوحدات جوية ووحدات الدفاع الجوي عن الإقليم.

## عنصر المرأة في الجيش الجزائري
وعلى الرغم من تحويل جيش التحرير الوطني إلى قوة نظامية سُمّيت "الجيش الشعبي الوطني" في العام 1962، إلا أن قيادة الجيش لم تضع موضع التنفيذ أي سياسة للتجنيد بالنسبة إلى المرأة، ومع ذلك، يمكن للنساء العمل كموظفات مدنيات في المناصب الإدارية والسكرتارية، في 5 كانون الثاني/يناير 1978، في أعقاب مرسوم أصدره هواري بومدين، سُمِح للمرأة أخيرًا بالالتحاق في صفوف الجيش الجزائري كضابط وضابط صف، تم استبعاد المرأة من فئة المجندين، من يحملون رتبة عسكري أو عريف، بحكم خصوصية المرأة وطبيعتها، فهي ليست مناسبة لهذا النوع من العمل"، وفق ماورد في مجلة الجيش، لكن الأبواب فُتِحَت أخيرًا أمام النساء لدخول مايُسمّى معترك الرجال، والجيش الوطني الشعبي أحرز تقدّمًا بارزًا في تجنيدهنّ كأفرادٍ في الجيش، وفي الاعتراف بحقوقهنّ. فمنذ العام 1978، أدّت النساء في الجيش الجزائري عددًا متزايدًا من الأدوار، وإن لم يكن على نطاق أوسع، شهدت عملية تجنيد النساء في الجيش الوطني الشعبي تطوّرًا مهمًا، إذ أُدخِلن إلى فروع القوات المسلحة كافة، لكن المسافة التي لا يزال عليهنّ اجتيازها قبل أن يُعتبَرنَ متساويات مع نظرائهنّ الذكور، يُظهِرها استمرار سياسات تعيينهنّ في مناصب تابعة، واستبعادهنّ عن الوحدات القتالية، في أيار/مايو 2001، قررّت قيادة الجيش استئناف تجنيد النساء، ووسّعت المجالات التي يمكن أن ينضممن إليها، شملت هذه المجالات الإدارة، والخدمات الاجتماعية، والصحة، والمالية، إضافةً إلى الأبحاث، والتنمية، والتصنيع العسكري، والصيانة، والتعليم. وواكب الإعلان عن هذا القرار إشارات عدّة إلى أهمية تلبية احتياجات الجيش الجديدة ومتطلّباته الخاصة، وفي العام 2006، أَدخل الجيش الوطني الشعبي تحوّلًا حاسمًا في السياسة، ساعيًا بشكل استباقي إلى تجنيد أكبر للنساء وتوسيع دورهنّ، وقد انعكس هذا الأمر في خطاب حول الحداثة، وترافق مع تدابير جديدة ترمي على مايبدو إلى تسهيل وضمان مشاركة النساء بشكلٍ أكبر، وُضِعت المرأة في مكانة متساوية مع الرجل للمرة الأولى في مرسوم شباط/فبراير 2006، وشرح الجيش الوطني الشعبي هذه الخطوة اللافتة باعتبارها:
- استجابةً لمتطلّبات أفراد الجيش، وطريقة للانسجام مع متطلّبات تحديث قواتنا المسلحة... إن المرسوم أُقِرّ، والمساواة الجندرية ضمن الجيش الوطني الشعبي مُنِحَت مع الأخذ في عين الاعتبار واقع أن المرأة هي عنصر فاعل يساهم مساهمةً كاملةً في عملية تحديث الجيش الوطني الشعبي وتطويره.

قدّمت مجلة الجيش المرسومَ على أنه «تشريع جديد يرسّخ مبدأ المساواة بين الأفراد الذكور والإناث في تجنيدهم، وتدريبهم، وترقيتهم، كما في حقوقهم وواجباتهم»، ووفقًا للمجلة، شدّد المرسوم أيضًا على أهمية مشاركة النساء في الجيش، لكون هذه المشاركة تصبّ «في صلب التحديث الوطني»، واتُّخِذَت تدابير عملية لتطبيق التشريع الجديد، وتسهيل مشاركة النساء في الجيش، وأُخِذَت في عين الاعتبار جوانب خاصة بالمرأة، على غرار إجازة الأمومة قبل الولادة وبعدها، وعوامل تتعلّق بمدّة خدمة النساء. في هذا الصدد، نصّت المادة 20 من المرسوم على أن المجنّدات النساء برتبة مقدَّم ومافوق يمكن أن يستفدن، بناءً على طلبهنّ، من تخفيضٍ تبلغ مدّته ثلاث سنوات لسنّ التقاعد الاعتيادي مدّته. في المقابل، منحت المادة 98 إجازةً مُمدَّدةً إلى النساء في الجيش، من الضباط وضباط الصف، في حال تعرَّضَ أحدُ أفراد عائلاتهنّ المباشرة، مثل الزوج أو الأبناء أو الشخص الخاضع شرعًا إلى الوصاية القانونية المعروفة بالكفالة، إلى حادث أو كان يعاني من مرض خطير. وتُمنَح الإجازة المُمدَّدة أيضًا إلى العناصر من النساء اللواتي يرغبن في أن يتبعن أزواجهنّ لأسباب مهنية، أو في أن يربّين ابنًا أو ابنة دون سنّ الثالثة، أو يقدّمن رعاية متواصلة إلى فردٍ من الأسرة ذي احتياجات خاصة. كذلك يستطعن أخذ إجازة مُمدَّدة لغرض الدراسة أو إجراء الأبحاث أو لأسباب شخصية، ولكن لفترة غير قابلة للتجديد مدّتها اثني عشر شهرًا. هذا ويعفي المرسومُ الضباطَ الإناث من بعض الواجبات مثل المهام الليلية، واليوم تُقبَل النساء في الأكاديمية العسكرية الجزائرية، حيث شكّلن نسبة 18 في المئة من مجمل المجنّدين في العام 2013. كما تُقبَل النساء في المدرسة العليا للدرك الوطني، والمدرسة التطبيقية للقوات الخاصة، والمدرسة العليا للإدارة العسكرية، والمدرسة الوطنية للصحة العسكرية، والمدرسة الجهوية لصيانة معدّات النقل، وفي العام 2013، رحّبت المدرسة العليا للبحرية بالضباط الإناث للمرة الأولى، فمن بين 92 ضابطًا، 29 كانوا من النساء، أي ما يمثّل 31.5 في المئة من المجموع، تخضع المجندات الجدد في الجيش الجزائري إلى عدة أشهر من التدريب الأساسي، إلى جانب المتدربين الذكور، من دون أن يخضعن إلى قيادة مدرّبات إناث حصرًا. خلال هذا التدريب، تدرس المجندات الانضباط العسكري والقواعد العسكرية والأخلاق. أما باقي التدريب فهو فني وفقًا لاختصاص كل فرد، كما تمارس المرأة التدريبات الميدانية، غير أن بمقدورها أن تختار قبول أو رفض الخضوع للتدريبات نفسها كالرجل. إذ لا توجد لوائح واضحة تحكم هذا التمييز في التدريب الميداني لأن هذا من شأنه أن يقوّض ادّعاء الجيش الجزائري بأنه يطبّق المساواة. ومع ذلك، وفقًا لمن قابلتهم، هناك ترتيبات خاصة للمجندات. وعلى حدّ قول عقيد سابق في الجيش الجزائري:
| الجيش الوطني الشعبي الجزائري | إذا كانت المرأة العسكرية ترغب في ممارسة التدريبات نفسها التي يقوم بها الرجل، يمكنها أن تفعل ذلك، لكن فقط إذا أرادت... ولكن لا جدوى من ذلك... لأنها لا تحتاج إليها. والأمر متروك لها. بل يعود الأمر أيضًا إلى شخصية المدرب، إذا رأى المرأة مساوية للرجل، سوف يطلب إليها أداء التدريب تمامًا مثل الرجال... لكنه لا يستطيع إلزامها. وللمرأة الحق في رفض المشاركة في التدريبات لأنها امرأة. الرجل ليس له أي عذر | الجيش الوطني الشعبي الجزائري |

## القوات البرية

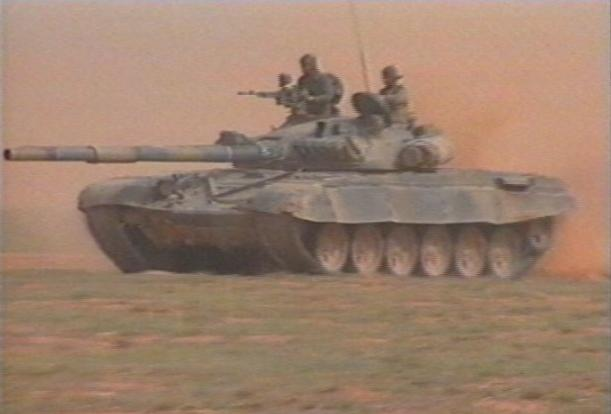
دبابة جزائرية من نوع تي-72

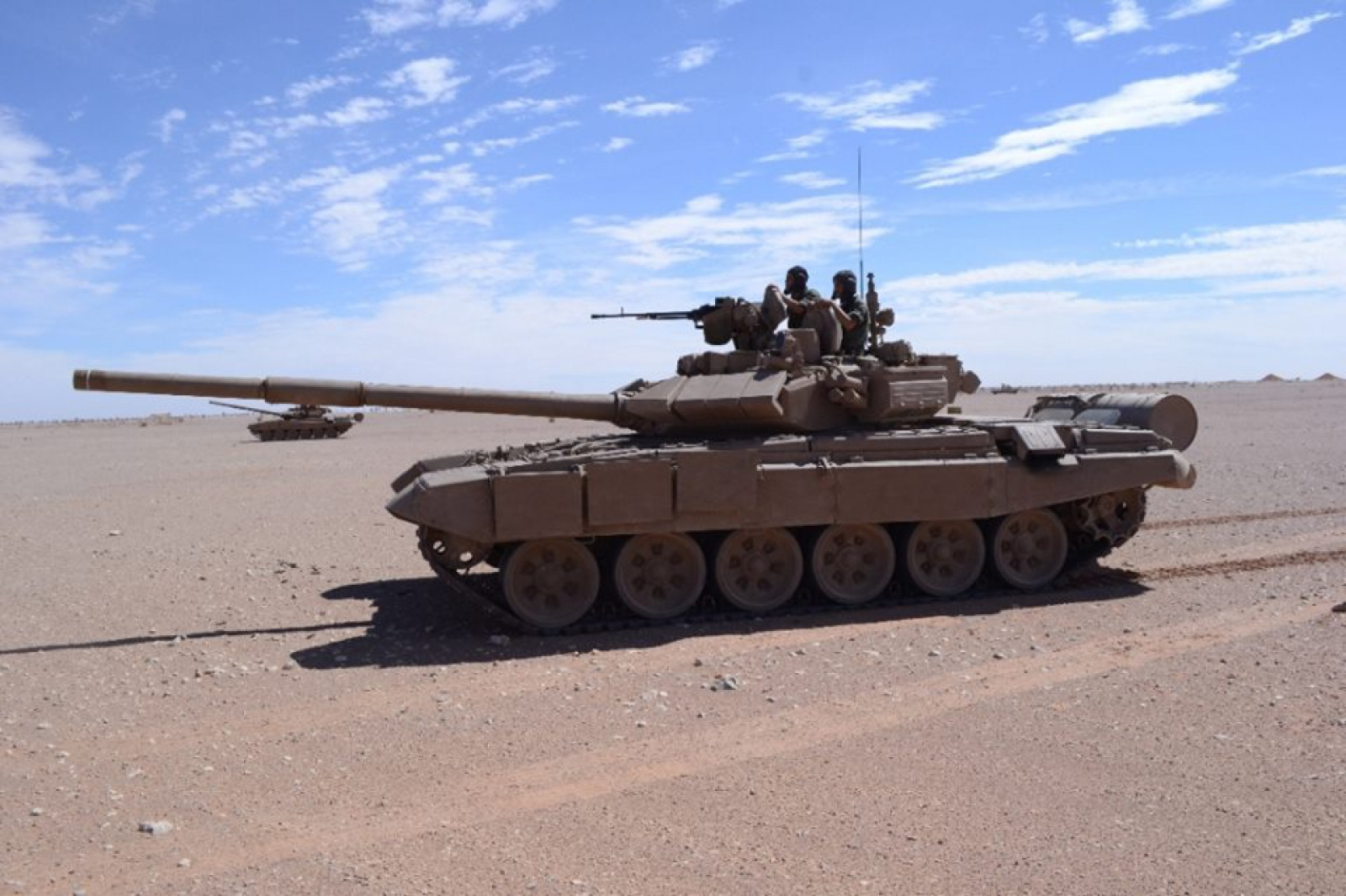
دبابات جزائرية في مناورات

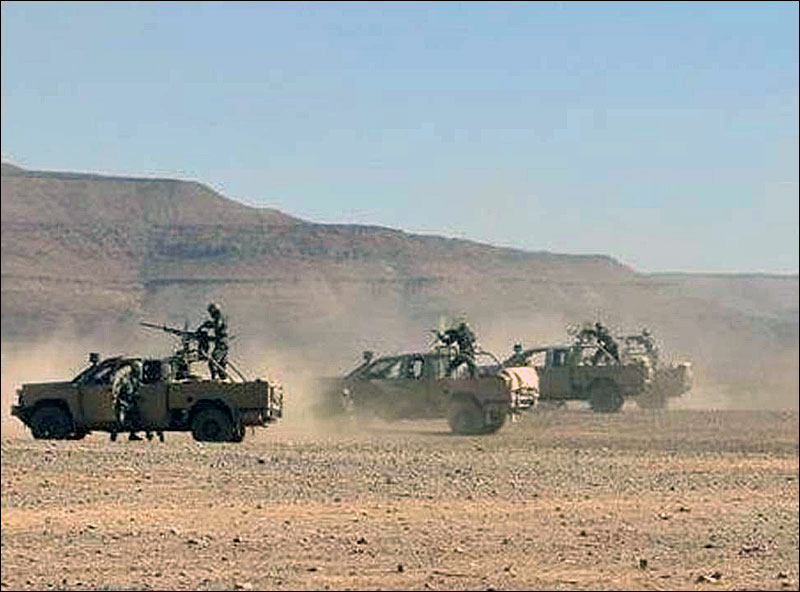
القوات البرية الجزائرية

- تطلق على القوات البرية الجزائرية لقب الجيش الوطني الشعبي وهو اللقب الذي أخده بعد أن تم تغير اسم جيش التحرير الوطني[ ؟ ] بعد الاستقلال ليبدأ مسيرة جديدة نحو بناء الوطن الذي تخرب بسبب الاحتلال الفرنسي وتتكون القوات البرية من حوالي 620.000 جندي ومن حوالي 5250 دبابة من أنواع تي-62 وتي-64 وتي-72 وتي-80 وتي-90 المزودة بنظام شتورا-1 [14] وهو نظام دفاع هامد، يبث موجات كهرومغناطيسية للتشويش على وسائل التهديف النصف آلية الشائعة الاستخدام مع الصواريخ المضادة للدبابات، المنضومة الصاروخية سكيف أت ج م (Skif-ATGM)[15][16] وصواريخ 9إم133 كورنت المضادة للدروع.
- كان الجيش في البداية غير مؤهل للحروب الكلاسيكية بسبب طبيعة تكوينه الذي اعتمد أساسا على مجاهدي ثورة التحرير ذوي الخبرة في حروب العصابات أكثر من المعارك الكلاسيكية كما كان كل ما يملكه أسلحة سوفياتية اشتراها في وقت الاستعمار سنة (1961م - 1962م) قبل الاستقلال حيث كانت تضم ترسانته العسكرية 200 دبابات تي-34 T-34/85 و300 مدفع M-1931/37 122mm اشتراها سنة 1961م وخزنت بعضها في المغرب واستلمها بعد الاستقلال وقام المغرب بإهداء الجزائر 6 دبابات AMX-13/Model-51 استلمت منها 4 فقط و104 من نفس النوع تركتها فرنسا وكاسحتي ألغام YMS من مصر.
- لم يظل الوضع كثيرا حتى لختبر الجيش الجزائري وليد الأمس في ما سمي حرب الرمال من قبل جاره المغرب سنة 1963م الذي تقدم بجيش كبير متفوق عدديا ونوعيا وكفاءة عن الجزائرين في محاولة لغزو المناطق التي تقع في الجنوب الغربي للجزائر لكنه لم يستطع اختراق الجزائر وفقد بلدية حاسي بيضة وتمكن الجيش الجزائري من التوغل 50 كلم في العمق المغربي بعد تدخل الرئيس الراحل هواري بومدين بقوة وكذا الاتحاد الأفريقي وتم وقف إطلاق النار نهاية سنة 1963م.
- ارتفع تعداد الجيش الجزائري بعدها وتم تطوير العتاد ليشمل 700 دبابة تي-34 أخرى و 400 دبابة تي-54 وعربات مصفحة من نوع بي تي أر-152 وكذلك 50 مدفع ذاتي الحركة من مدافع أس يو-100 و120 هاون من هونات مسييه 43 وبعض راجمات من نوع BM-14-16 و100 مدفع أم-46.
- سنة 1965م مع قدوم الراحل هواري بومدين بدأ بتطوير الجيش الجزائري وهذا بإبرام صفقات مع الاتحاد السوفياتي حيث كانت العلاقة بين الجزائر والاتحاد السوفياتي جيدة كون الجزائر كانت دولة اشتراكية، وتم الاعتماد على العقيدة السوفياتية في هيكلة الجيش وتدريبه وهذا بأن أرسلت الجزائر سنوات الستينات والسبعينات آلاف الضباط للدراسة هناك قبل أن تبني أكادميات عسكرية في الجزائر وصار الجيش في فترة (1965م - 1969م أكثر تطورا وأكثر خبرة وبعتاد جيد حيث دخلت دبابت تي-55 الخدمة بعدد 400 وكذلك راجمات BM-24 وعربات نقل الجنود بي تي أر-60 و180 مدفع M1938.
- تم إصدار قانون التجنيد الإجباري العام يوم 18 أفريل 1969م وتم توجيه أفراد الجيش بعدها للأعمال المدنية التي أهمها شق طريق طريق الوحدة الأفريقية سنة 1971م وبناء السد الأخضر سنة 1974م والذي امتد على طول 1560 كليومتر إضافة إلى بناء العديد من الجسور والسدود والمنشآت القاعدية المختلفة دون أغفال تطوير الجيش.
- في بداية السبعينات بدأت الجزائر في النظر إلى المستقبل بحيث بدأت مشاورات مع الاتحاد السوفياتي من أجل تطوير الجيش بأسلحة جديدة وهذا ما حصل بحيث حصل الجيش في أوائل السبعينات على حوالي 56 بطارية فروج-7 وصواريخ ماليوتكا المضادة للدروع، لكن التوتر عاد على الحدود الغربية إذ اندلعت حرب ثانية بين الجزائر والمغرب وكانت نتائجها كارثية على الطرفين خاصة المغرب لكن الملفت للنظر هو أداء فرقة الكوماندوس الجزائرية التي قدمت أداء عالي من الحرفية في كل المهمات التي أوكلت لها.
- بعد الحرب الثانية قامت الجزائر بعدة إضافات للجيش وهذا بمضاعفة عدد القوات وإدخال أسلحة جديدة لسد الثغرات حيت أقتنت بداية 98 راجمة بي إم-21 غراد و
- 430 بي تي أر-50 و 1200 بي تي أر-60 لنقل الجنود، كما اقتنت 760 دبابة تي-62 و 800 عربة بي إم بي-1 ومدافع دي-74 كما دخلت الدبابة تي-72 الخدمة سنة 1979 بعدد 400 أوليا وطورت عربات بي أر دي إم-2 بصواريخ 9م 113 كونكورس وتم اقتناء عربات بانهارد إم 3 الفرنسية وإضافة قطع D30 إلى سلاح المدفعية.
- سنة 1984م عاد التوتر للمنطقة من جديد بسبب مشكلة على الحدود "حدود مدينة بشار[ ؟ ]" والتي تسمى حرب الرمال وكادت المشكلة تسبب كوارث خصوصا أن الجيش المغربي والمدن المغربية كان في مرمى بطاريات السكود الجزائرية التي اقتنت الجزائر المئات منها وكانت تستطيع ضرب كل المدن المغربية وتدميرها كليا وقد خلف الهجوم الجزائري مقتل حوالي 645 جندي مغربي وأسر 32 ضابط وقتل 25 جندي جزائري قبل أن تتوقف العملية باعتذار رسمي مغربي.
- في أواخر الثمانينات بدأت تسؤ الأحوال الاقتصادية للجزائر لكن لم يمنع الجزائر من اقتناء أسلحة صواريخ مضادة للدبابات 9 كيه 111 فاجوت بعدد 4250 وعربات بي إم بي-2 و 500 دبابة T-72M1 وزي أس يو-23-4 شيلكا تم تسليم 310 من اتحاد الجمهوريات الاشتراكية السوفياتية،[17] وتطوير عدد من عربات شيلكا من خلال الرفع من قدرات المحرك لتزويد العربة بسرعة فائقة في جميع أنواع الأرضيات وكذا تزويدها بنظام تثبيت جديد ونظام مدفعي جديد كذلك ومن نفس العيار وتكيفها للرمي الصاروخي أرض جو.

وبي تي أر-80 وهي ناقلة جنود مدرعة رباعية الدفع، سوفيتية الصنع، دخلت الخدمة في الجيش السوفيتي عام 1986 لتحل محل ناقلات الجند السوفييتية الأقدم البي تي أر-60 والبي تي أر-70، كلمة بي تي أر (الروسية: БТР-80) هي أختصار كلمة Бронетранспортёр التي تعني ناقلة مدرعة، وكانت فترة التسعينات سنوات صعبة على الجزائر والقوات البرية التي حربة الإرهابية الذي يعتمد في حرب العصابات غير المعتاد عليها جيش خاصة بعد فرض العالم حصر غير معلن عن الجزائر، ولكن رغم ذلك قام الجيش بقضاء على الجمعات الإرهابية ودخول الجزائر سوق العالم للأسلحة من بابه الواسع لتجديد عتاده العسكري.
- في سنة 2006م عقدت الجزائر صفقة مهمة مع روسيا ومن بين ما شملته إمداد الجزائر ب 500 دبابة تي-90 و300 مجنزرة بي إم بي-3 وتحديث 1200 دبابة تي-72، وصواريخ أرض جو “بوك أم2 إي” أنتاي 2500، 3أم-54 كاليبر (المصمم لنظام قبول أنواع مختلفة من الرؤوس الحربية على حسب المهمة: الحرب المضادة للسفن والغواصات أو هجوم بري. هو صعب الاكتشاف بالنسبة للرادار بسبب قطره الصغير واستخدامه لطلاء ماص لموجات الرادار)، ”تور” للدفاع الجوي وقاذفات القنابل سوخوي سو-35 ومروحيات ميل مي-24 ودبابات تي-90 أس أ، مضيفة أن الجزائر تتطلع أيضا إلى الحصول على طائرات ياك -13 وآليات ترميناتو المدرعة.[18]

### قوات الصاعقة

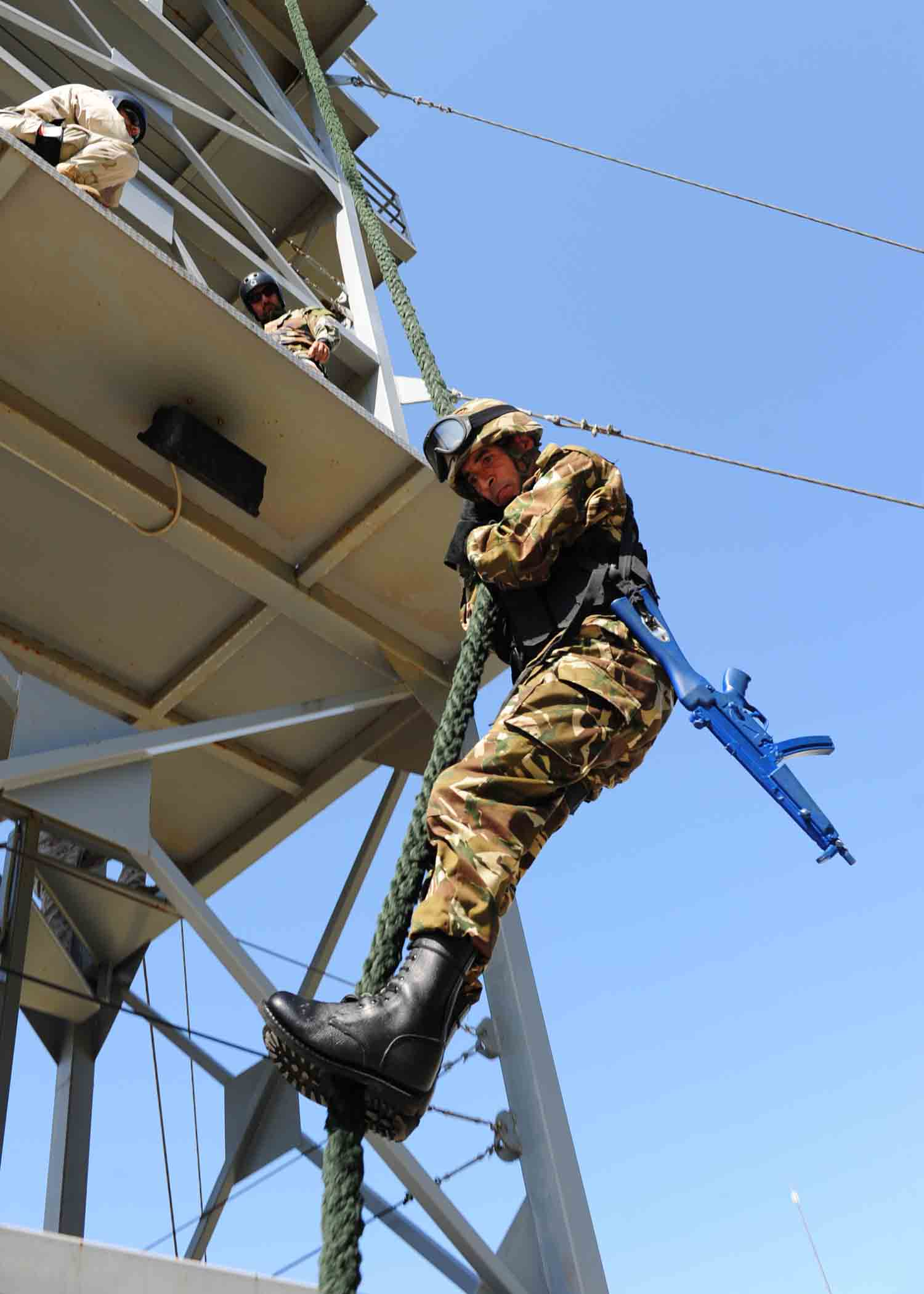
قوات النخبة في التدريبات

القوات الخاصة الجزائرية، هي وحدات في الجيش تابعة إلى القوات البرية الجزائرية للجيش الوطني الشعبي، رجال المغاوير أو فرق التدخل والاقتحام أو المظلي (الصاعقة)، مختصون في التدخل السريع تلقو تدريبات خاصة من جميع النواحي القتالية لغرض التدخل السريع، تكوينها العسكري النظري والتطبيقي الموجهة للدفاع عن الوطن من خلال تكوين عسكري يتسم بالقوة البدنية والقتالية في مختلف الظروف والأوقات وتنمية القدرات الذهنية للعسكريين وكذا الرفع من مستوى عناصر الجيش الثقافية والرياضية بمختلف الورشات ذات التجهيز المتطور المواكب للعصرنة وبتكنولوجيا عالية، ما يميز القوات الخاصة عن غيرها من قوات الجيش هو القوة البدنية والسرعة في التدخل والحزم في الفعل وكذا رد الفعل العسكري مع سرعة الاختفاء والتمويه، ويعتبر مركز التدريب ببوغار الوحيد من نوعه في الوطن الذي يعنى بتدريب المغاوير التابعين للقوات الخاصة، كما يستقبل أفرادا من الحرس الجمهوري والشرطة القضائية والعسكرية والدفاع الجوي عن الإقليم للتدريب في مكافحة الإرهاب والتدخل السريع.

### الفرقة الثامنة مدرعات
تعتبر الفرقة الثامنة مدرعات ، إحدى أقوى الفرق المدرعة عربيا وإفريقيّا من ناحية التسليح وكفاءة جنودها وضباطها، تتمركز قيادة الفرقة الثامنة في ولاية سيدي بلعباس أما سر شهرة الفرقة فهي مشركتها في حربي 1967 و1973 ضد إسرائيل، أما مهمتها الحالية فهي حماية الحدود الغربية وتقديم الدعم لعمليات المشاة القوات الخاصة ضد الإرهاب من خلال المدفعية أو عمليات التطويق وقد أدت هذه القوة دورا مهما في العمليات الواسعة النطاق ضد الإرهاب في التسعنيات، تتسلح الفرقة بدبابات تي-62 وتي-72 وتي-80 إضافة لدبابات تي-90 المتطور، كما تمتلك عدة أفواج فوج الدبابات، فوج الدفاع الجوي، فوج المشاة الميكانيكية، وغيرها، تقوم الفرقة بمناورات لمختلف الأسلحة كل سنة للحفاظ على جهوزيتها وهي تحت قيادة الناحية العسكرية الثانية وتمتاز بتدريبات خاصة لأفرادها.

## الحرس الجمهوري الجزائري

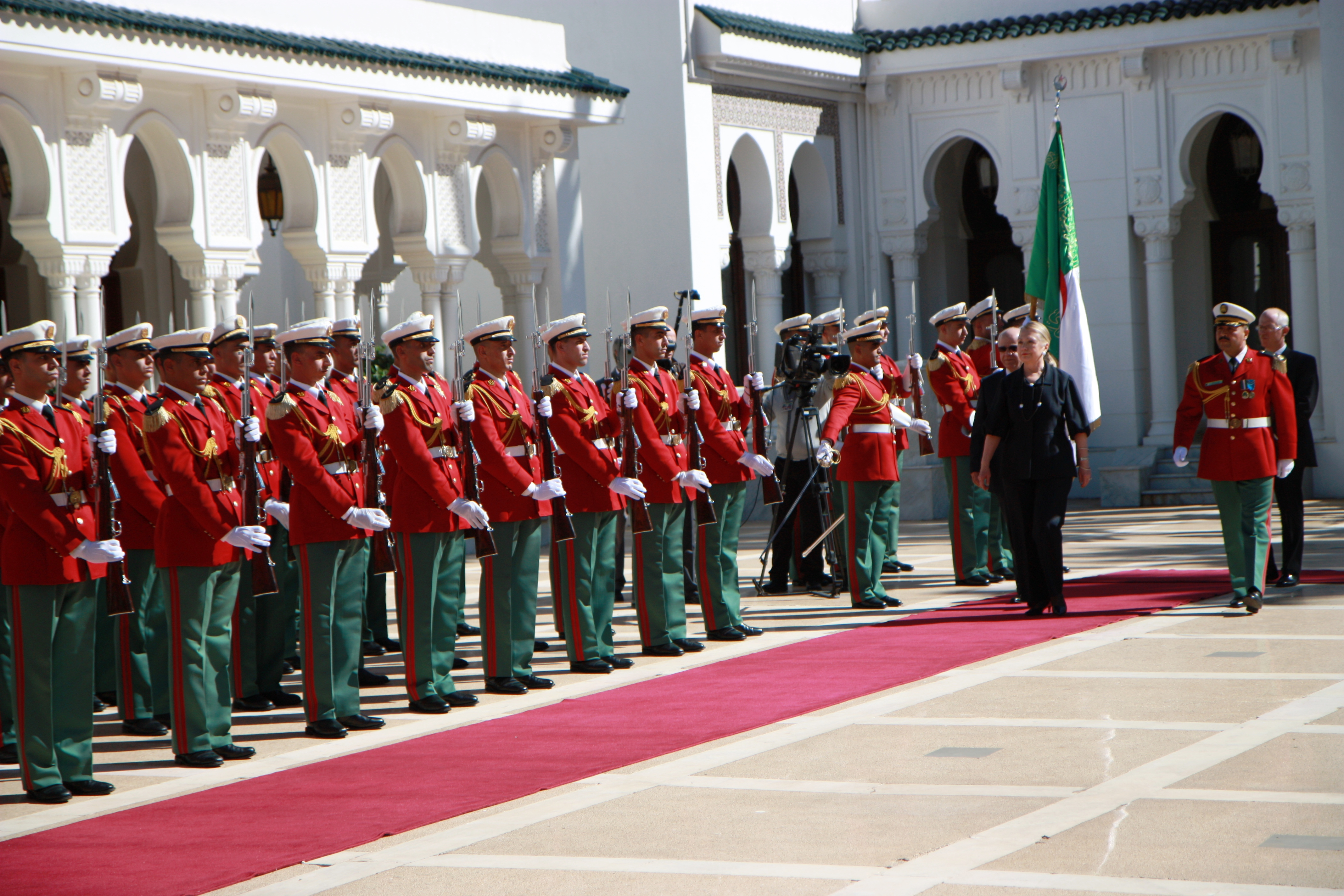
الحرس الجمهوري الجزائري

الحرس الجمهوري الجزائري  وحدة عسكرية تابعة للجيش الوطني الشعبي الجزائري
ويعتبر أحد قوات النخبة في الجيش تعد هذه الفرقة أقوى فرق الجيش الجزائري وأكثرها تسليحا، ولكنّه لا يتلقى تعليماته من قيادة القوات المسلحة، بل يَتلقّى تعليماته من ضباطه فقط وأعلى قائد في هذا السلاح هو قائد قوات الحرس الجمهوري وهو عادة ضابط برتبة لواء أو فريق وهو لا يتلقى تعليماته سوى من رئيس الجمهورية. دوره حماية النظام الجمهوري بأكمله، بما في ذلك منشآته ومؤسساته وهي لا تنحصر في قصور الرئاسة وإنما أيضا مراكز القيادة ومطارات الرئاسة بل وتمتد صلاحيتهم لحماية مؤسسات مثل مجلس الشعب والمحكمة الدستورية ومجلس الأمة أثناء الحرب.
يبلغ تعدادها قرابة 20,000 فرد مقاتل، جلّهم من درجة فارس (مقاتل)، لباسهم تقليدي مميز يعبر عن تاريخ الجزائر، العرب، الأمازيغ، الإسلام، ألوان اللباس لون العلم الوطني. فالسروال أخضر والقميص أحمر يسمى قيمجة والبرنوس أبيض مع العمامة البيضاء وعليها رمز النبالة للفرسان، إضافة إلى السيف التقليدي الطويل الخاص بالفرسان، ويتميز بأنه طويل ومستدق الرأس لأنه كان مخصصا في القديم لعملية الطعن من فوق الجواد، أما الخيول فيتميز فرسان الحرس الجمهوري بخيولهم البربرية النقية الدم والبيضاء اللون، وتوجد أيضا وحدة الفرسان الموسيقية، والتي تقدم النشيد الوطني الجزائري، وأغاني وطنية أخرى في المناسبات الرسمية، مثل زيارة رسمية يقوم بها رئيس دولة أجنبية، أو خلال المناسبات الدولية.

## تعداد معدات القوات البرية
| العتاد                      | صورة   | بلد الاصل/الشراء | في الخدمة                                                                      | ملاحظات |
| دبابات                      | دبابات | دبابات           | دبابات                                                                         | دبابات |
| --------------------------- | ------ | ---------------- | ------------------------------------------------------------------------------ | --- |
| تي-90                       |        | روسيا            | 505                                                                            | دفعة جديدة بعدد 350 في نهاية 2017 من مصنع الجزائر للدبابات بشراكة مع روسيا وهي من نوع T-90 MS دبابة قتال رئيسية                                                                                       |
| تي-72                       |        | روسيا            | 500                                                                            | دبابة قتال رئيسية تم تطوبرها كليا |
| تي-62                       |        | روسيا            | 900+                                                                           | دبابة صف ثاني تم تطويرها بالكامل وتم استبدال البرج والمحرك والدروع ويتم صنعها محليا بترخيص |
| تي-55                       |        | روسيا            | 600                                                                            | دبابة صف ثاني تم تطويرها بالكامل وتم استبدال البرج والمحرك والدروع |
| تيرمينيتر                   |        | روسيا            | 300                                                                            | بي أم بي تي تيرمينيتر قد تم اختياره في نسخته الجديدة. |
| مدرعات                      |        |                  |                                                                                | |
| بي إم بي-3                  |        | روسيا            | 100                                                                            | |
| بي إم بي-2                  |        | روسيا            | 760                                                                            | |
| بي إم بي-1                  |        | روسيا            | 685                                                                            | طورت كليا بتبديل برجها وإضافة 4 صواريخ كورنيت مضادة للدروع وتم استبدال المحرك أيضا وإضافة دروع جديدة...                                                                                               |
| BMD-4                       |        | روسيا            | 100                                                                            | |
| بي تي أر-60                 |        | روسيا            | 250                                                                            | تم تطويرها |
| بي تي أر-80                 |        | روسيا            | 150                                                                            | تم تطويرها |
| بي أر دي إم-2               |        | روسيا            | 250                                                                            | |
| بنهارد إيه إم إل            |        | رومانيا          | 250                                                                            | |
| هامفي                       |        | الولايات المتحدة | 200+                                                                           | |
| نمر الجزائر                 |        | الجزائر          | 3000                                                                           | تصنع محليا بشراكة مع الإمارات العربية |
| بنهارد إيه إم إل 90         |        | فرنسا            | 54                                                                             | |
| فودنيك (مركبة عسكرية روسية) |        | روسيا            | 1000                                                                           | |
| EE-9 Cascavel               |        | البرازيل         | 600                                                                            | |
| دبليو زد 551                |        | الصين            | 240                                                                            | |
| مدرعة BCL-M5                |        | الجزائر          | 4500                                                                           | |
| Otokar Akrep                |        | تركيا            | 1200                                                                           | |
| فهد                         |        | مصر              | 200                                                                            | |
| بي تي أر-40                 |        | روسيا            | 900                                                                            | خرجت من الخدمة وتستعمل للطوارئ |
| مدرعة فوكس                  |        | ألمانيا الجزائر  | 1200                                                                           | تصنع محليا برخصة من ألمانيا |
| مدفعية وراجمات صواريخ       |        |                  |                                                                                | |
| بي إل زد-45                 |        | الصين            | 87                                                                             | |
| 2 أس 3 أكتسيا               |        | الاتحاد السوفيتي | 320                                                                            | |
| فوزديكا 2أس1                |        | روسيا            | 300                                                                            | |
| بي إم-30 سميرتش             |        | روسيا            | 38                                                                             | تم إضافة الكثير منها وتستعمل كراجمة دفاعية |
| بي ام-24                    |        | روسيا            | 55                                                                             | |
| بي إم-21 غراد               |        | روسيا            | 400                                                                            | |
| D-30                        |        | روسيا            | 50                                                                             | يصنع محليا برخصة من روسيا |
| دي-74                       |        | روسيا            | 148                                                                            | |
| أم-46                       |        | روسيا            | 30                                                                             | يصنع محليا برخصة |
| M1931                       |        | روسيا            | 13                                                                             | |
| M1938                       |        | روسيا            | 91                                                                             | |
| زي أس يو-23-4 شيلكا         |        | روسيا            | 600                                                                            | تم تطوير عربات شيلكا من خلال الرفع من قدرات المحرك لتزويد العربة بسرعة فائقة في جميع أنواع الأرضيات وكذا تزويدها بنظام تثبيت جديد ونظام مدفعي جديد كذلك ومن نفس العيار وتكيفها للرمي الصاروخي ارض جو. |
| أنظمة دفاع جوي              |        |                  |                                                                                | |
| أس - 300                    |        | روسيا            | 8                                                                              | |
| بانتسير أس 1                |        | روسيا            | 108                                                                            | تملك الجزائر أحسن نسخة منه حيث يبلغ مداه 80 كلم بدل 20 كلم |
| SAM-6/8/7/9/13/14/16/18     |        | روسيا            | أعداد كبيرة                                                                    | تم تطوير كل البطاريات |
| سام 3                       |        | الاتحاد السوفيتي | أعداد كبيرة                                                                    | تم تطويرها بزيادة مداها وسرعة الصاروخ |
| صاروخ S-200                 |        | روسيا            | غير معروف                                                                      | تم تطويرها مؤخرا حيث وصل مداها بعد التطوير إلى 250 كلم |
| أس - 400 ترايمف             |        | روسيا            | غير معروف                                                                      | |
| نظام صواريخ بوك             |        | روسيا            | 48                                                                             | صواريخ بوك 1 وبوك 2 |
| تور (نظام صاروخي)           |        | روسيا            | 24 بطاريات 70 بطاريات تور-M2 سلمت من روسيا في عام 2014 و12 التالية في عام 2015 | |
| إيغلا                       |        | روسيا            | غير معروف                                                                      | يصنع محليا |
| إستريلا 2                   |        | روسيا            | غير معروف                                                                      | يصنع محليا برخصة من روسيا ويسمى الصاعق |
| RBS 70                      |        | السويد           | 120                                                                            | |
| أنظمة مضادة للدروع          |        |                  |                                                                                | |
| آر بي جي 7                  |        | روسيا            | أعداد كبيرة                                                                    | يصنع محليا |
| صاروخ SPG-9                 |        | روسيا            | أعداد كبيرة                                                                    | يصنع محليا |
| آر بي جي - 29               |        | روسيا            | أعداد كبيرة                                                                    | يصنع محليا |
| AT-1 Snapper                |        | روسيا            | 2250                                                                           | |
| AT-2 Swatter                |        | روسيا            | غير معروف                                                                      | |
| 9م113 كونكورس               |        | روسيا            | غير معروف                                                                      | |
| 9إم133 كورنت                |        | روسيا 20         | النسخة E تحصلت على النسخة M مؤخرا                                              | |

بالإضافة إلى وضع طلبيات بقيمة مليار دولار لاقتناء 6 دبابة من نوع أرماتا تي-14 و8 بطاريات من نوع إس-500

## القوات الجوية

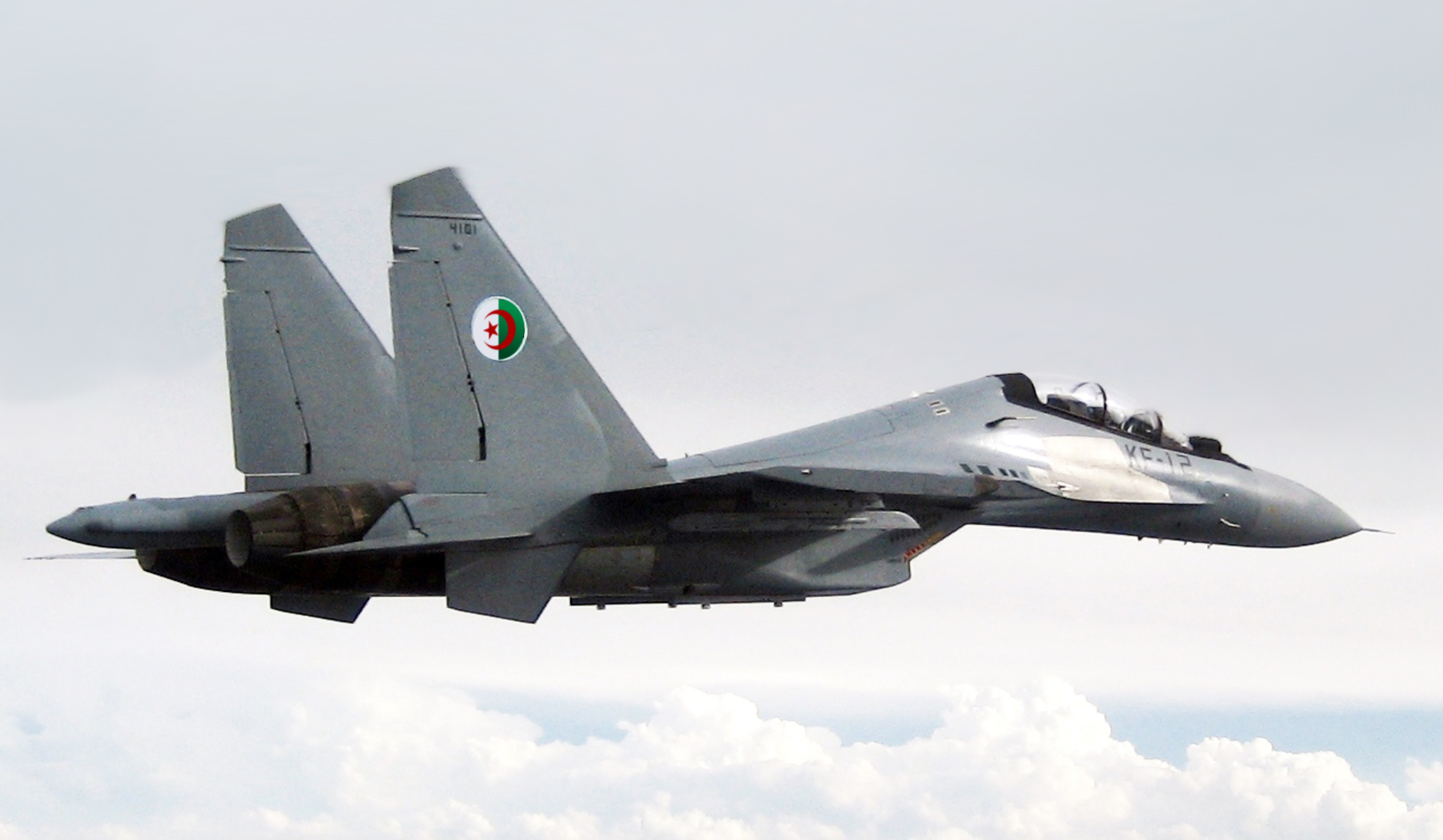
سوخوي سو-30

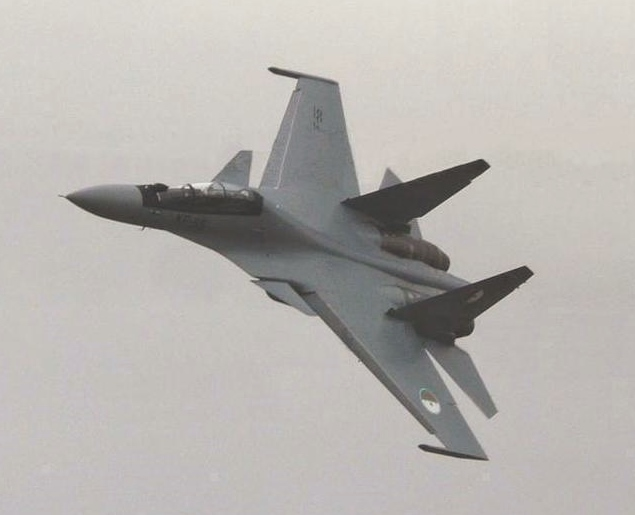
Sukhoi Su-30MKA

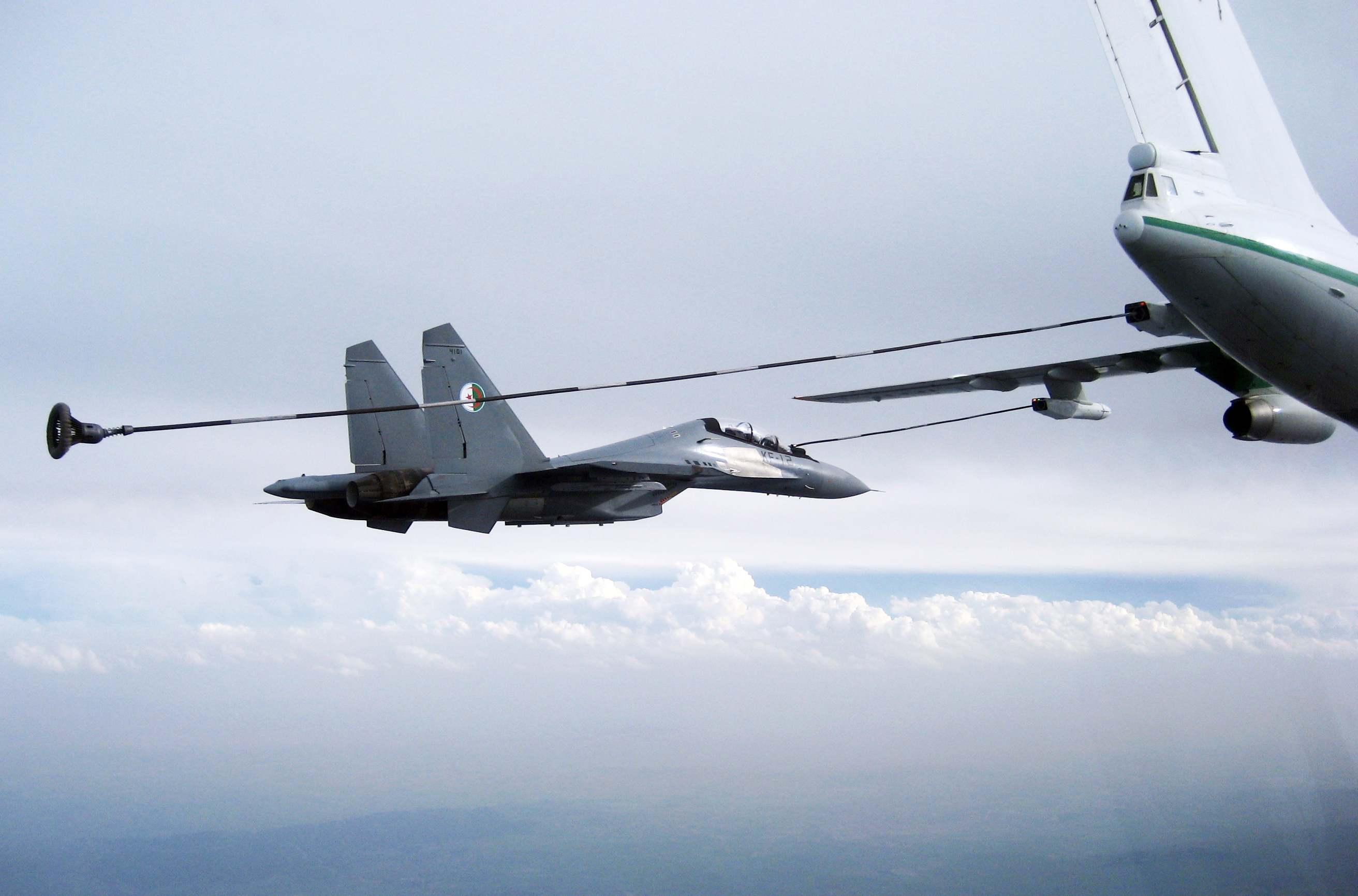
التزود بالوقود جوًا لطائرة Su-30MKA.

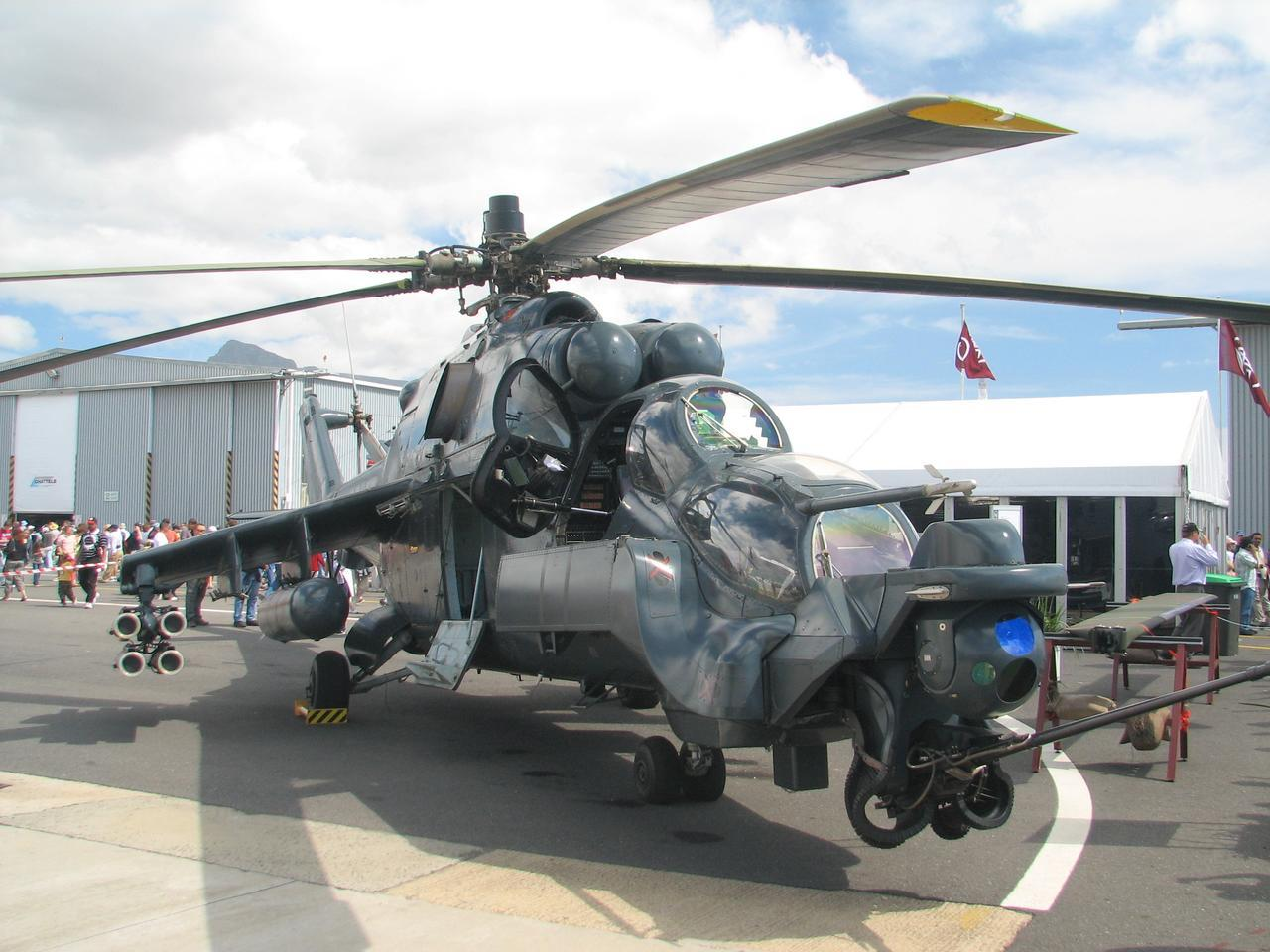
سوبر هند MKIII القوات الجوية الجزائرية نسخة جزائرية معدلة بإلكترونيات طيران غربية

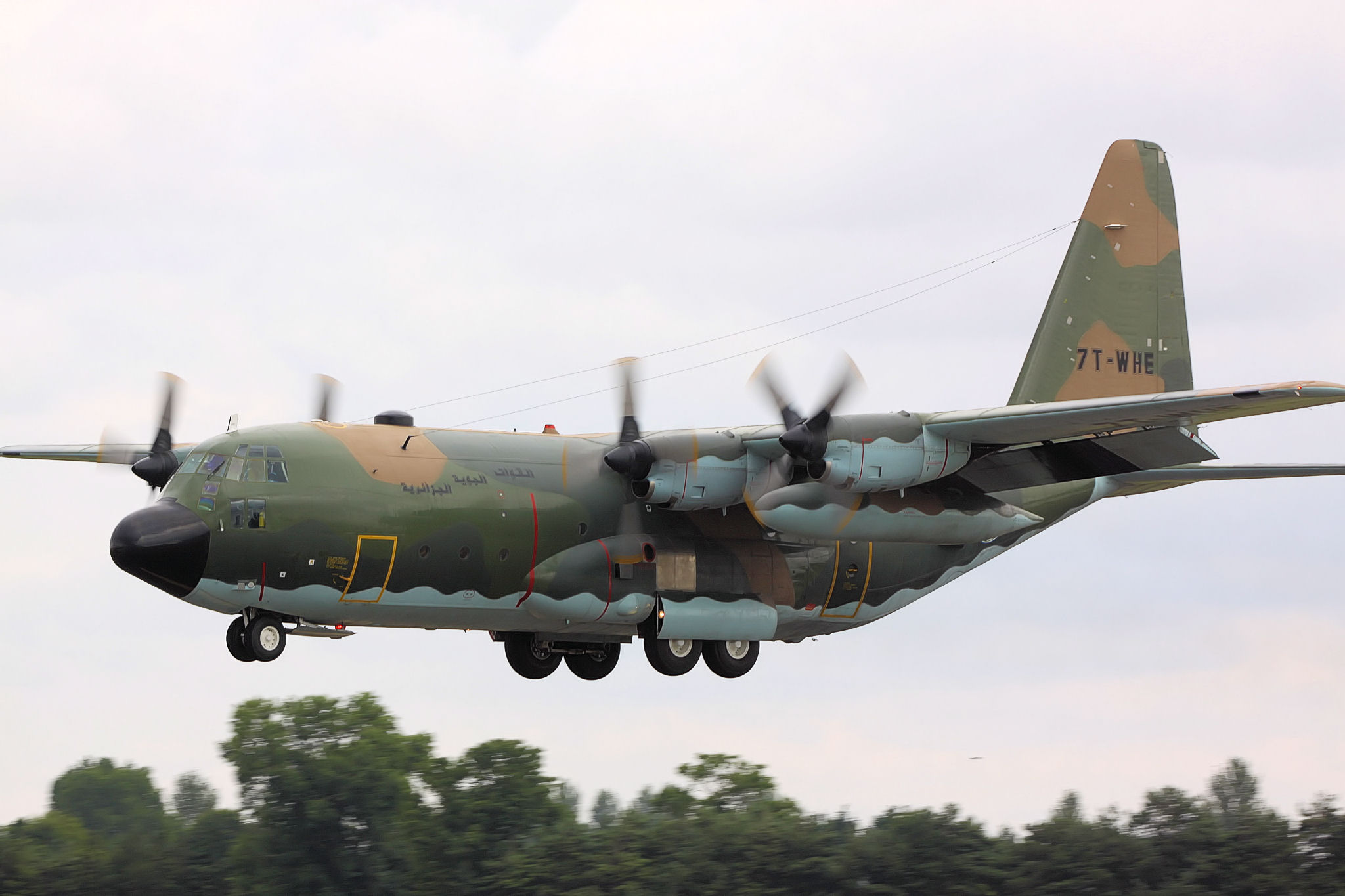
C130 Hercules

- انشئت القوات الجوية الجزائرية سنة 1957م باعتبارها واحدة من أسس إستراتيجية الدفاع عن الوطن وتعتبر حاليا إحدى أقوى الاساطيل عربيا وأفريقيا لامتلاكها أسطولا جويا حديثا يضم أنواعا مختلفة من الطائرات العسكرية أهمها مقاتلات سو-30 وميكويان ميج-29 ومقنبلات سو-24، سوخوي سو-27، مروحيات مي-17 ومي-24 علما أن روسيا سلمت للجزائر 40 طائرة هليكوبتر هجومية طراز (MI28NE) ميل مي-28 وهذا بموجب عقد إتفاق ثنائي لتوريد المروحيات بين البلدين والتي يسميها الجيش الروسي “نايت هانتر” هي من بين أفضل طائرات العالم من طرازها وتقدر على تنفيذ مهام نهارية وليلية في أقسى الظروف الجوية، للإشارة وبهذا الإتفاق المبرم بين الجزائر وروسيا، تصبح الجزائر أول دولة تشتري مروحيات ميل مي-28، وأيضًا مروحيات ميل مي-26 (لقب تعريف الناتو: هالو "Halo") هي مروحية نقل ثقيلة سوفيتية/روسية مصنعة بواسطة ميل موسكو تخدم العسكرية والمدنية على حد سواء، تستطيع حمل شحنة يصل ثقلها الي 20 طن كما أنها تستعمل أيضًا في حالات نشوب حريق في الغابات فهي تستطيع حمل 15000 لتر من الماء، إضافة إلى ذلك يعتبر أسطول النقل الجوي التكتيكي الجزائري الأكبر عربيا وأفريقيا بمجموع 266 طائرة متخصصة مثل إليوشن إي أل-76 (IL-76TD-90VD) وهذا النموذج تم تزويده بمحركات (بي اس -90) لتتفق اليوشن مع المعايير الاوربية لحدود الضوضاء، وتخطط القوات الجوية مستقبلا لدعم وتطوير أسطولها الجوي بمقاتلات سو-35 وميغ-35 إضافة إلى مروحيات أغستاوستلاند AW101 ومي-28 وسوخوي سو-35.
- من ناحية الهياكل القاعدية تشغل القوات الجوية عددا معتبرا من القواعد منتشرة في كل أنحاء البلاد والتي من أهمها على الإطلاق القاعدة الجوية عين البيضاء[ ؟ ] بالشرق الجزائري التي تعتبر أكبر قاعدة جوية عربية وأفريقية اين تتمركز طائرات سو-30. إضافة إلى مدارس تكوين الطيارين التي نذكر منها المدرسة العليا للطيران بطفراوي ولاية وهران ومدرسة الوطنية للحوامات عين أرنات ولاية سطيف والقواعد الجوية الرئيسية ورقلة، بوسفر، تندوف، بشار[ ؟ ]، تمنراست، عين وسارة، بسكرة، بوفاريك، مشرية، الشلف والمنيعة.

### الطائرة بدون طيار CH-3
نقلت وكالة «سبوتنيك» الروسية عن موقع «فيستنيك موردافي» أن هذه الطائرة اشترتها الجزائر من الصين، وهي طائرة تزن حوالي 1300 كلغ، وهي قادرة على البقاء لمدة (14 ساعة) في السماء وحمل 350 كلغ من الصواريخ الموجهة بالليزر التي تزن 40 كلغ والقنابل الموجهة التي تزن 100 كلغ.
إلى أن الجزائريين اشتروا بالإضافة إلى (СН-4)، الطائرة بدون طيار CH-3 من نفس الشركة (China Aerospace Science and Technology Corporatio).
وأن هذا النوع من الطائرات تقاتل حاليا في العراق، وقد شوهدت في المملكة العربية السعودية، وتوجد بيانات عن تصديرها إلى الإمارات العربية المتحدة وهي موجودة أيضا في باكستان. (يطلق عليها هناك اسم «براق»).

## درون الجزائر 55 والجزائر 54
«طائرة (الجزائر 55)»، (بالإنجليزية: El-Jazaïr-55) هي طائرة استطلاع بدون طيار ستراتيجية.
أن هذه الطائرات المصنعة بالجزائر بأيادي وكفاءات وطنية من مهندسي وتقنيي الجيش الوطني الشعبي الجزائري "مجهزة بالتقنيات والوسائل الحديثة وتم تسميتها بـ"الجزائر 54" و«الجزائر 55» تيمنا بهاتين المحطتين التاريخيتين البارزتين في مسار الثورة التحريرية الجزائرية المباركة.
الدرون المسلح «الجزائر 55» يمكنه حمل صاروخ نمرود الموجه المستنسخ من الرابتور الجنوب أفريقي يمكن للجزائر 55 حمل أربع صواريخ من هذا النوع
كما يمكنها حمل طوربيدات مضادة للسفن والغواصات، تطورت قدرات الجيش الجيش الجزائري فيما يخص الدرونات بعد دخول الجزائر 55 و55 الخدمة ودرونات من عائلة Ch، (الجزائر 54) يصنفان ضمن فئة طائرات بدون طيار ذات ارتفاع متوسط لمدى طويل (Male) ومن حيث الخصائص تتفوق (الجزائر 54) من حيث المدى والارتفاع ونقاط التسليح لكن يعاب عليها نوع الذخيرة فقط، ثم تأتي الفئة الأخيرة وهي الطائرات بدون طيار ذات الارتفاع الشاهق ولمدى الطويل (Hale) وفي الاخير فئة (Ucav) وهي الطائرات بدون طيار القتالية.

## القوات البحرية

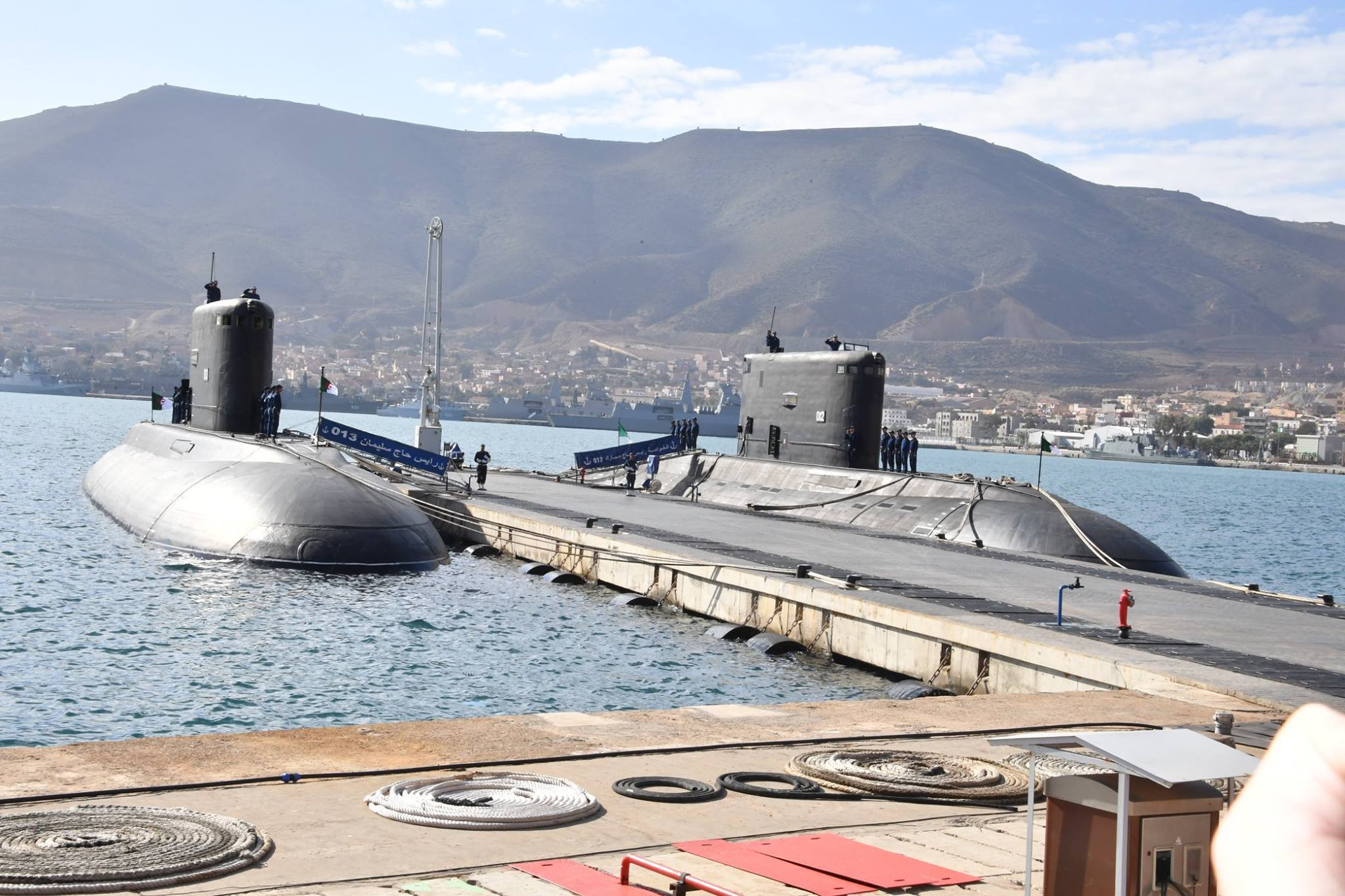
الغوصات الجزائرية

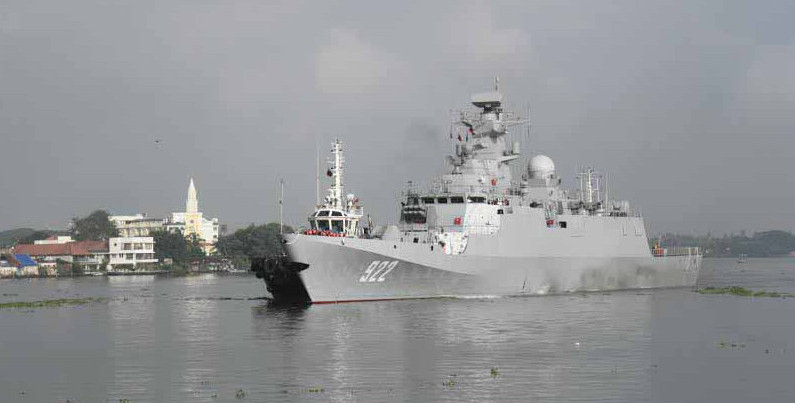
السفينة الحربية الجزائرية (الشبح)

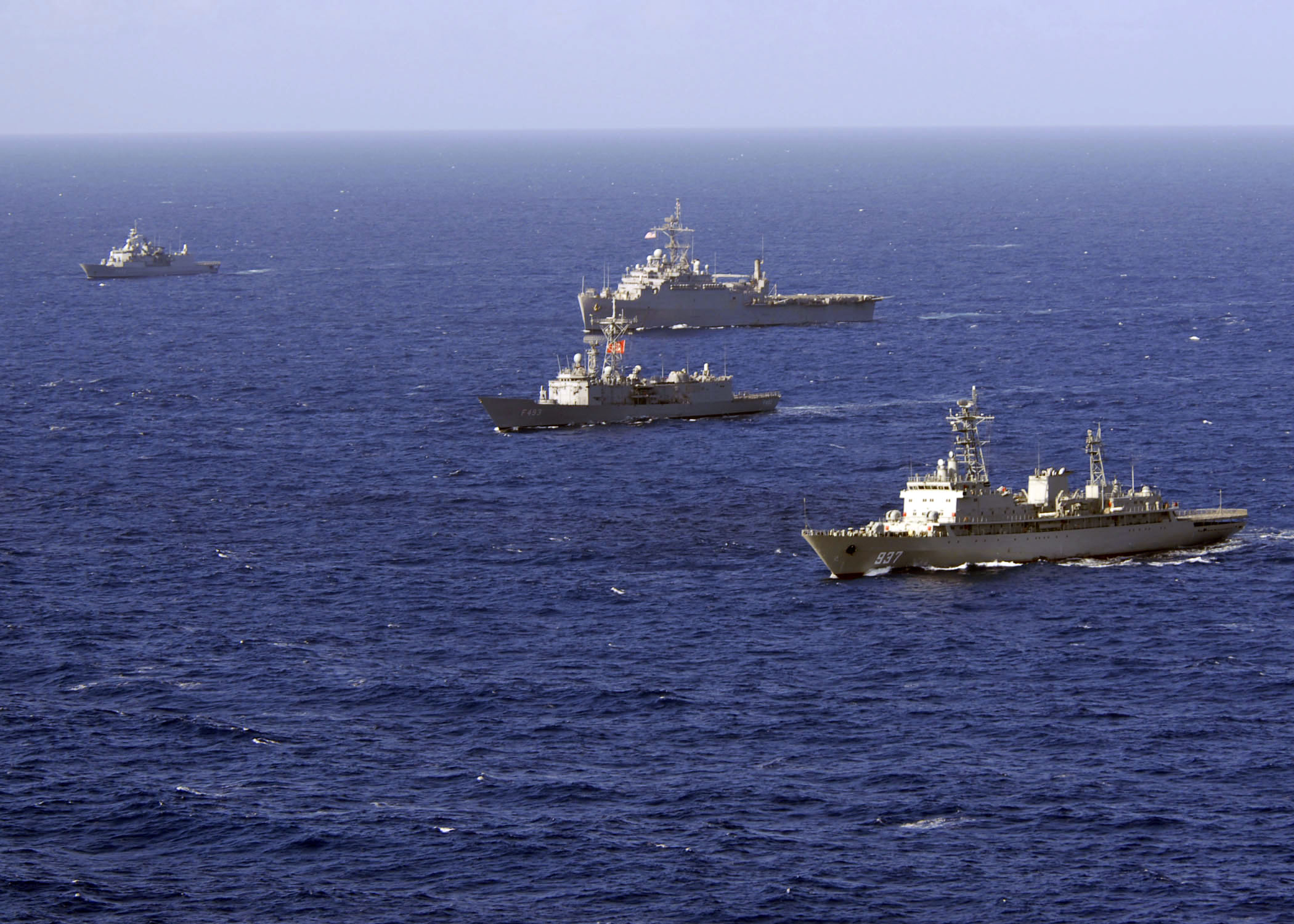
تمرين فينيكس إكسبريس 2008: سفينةالصومام في المقدمة

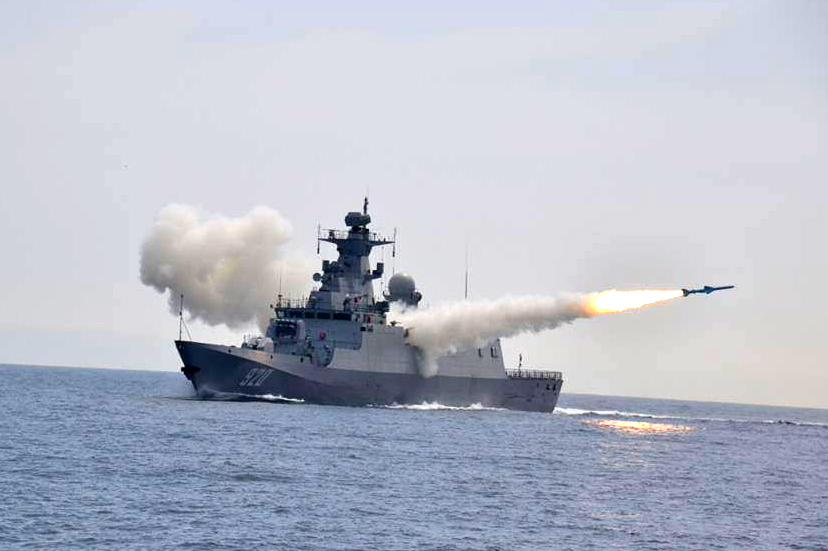
السفينة الحربية الجزائرية في مناورات عسكرية

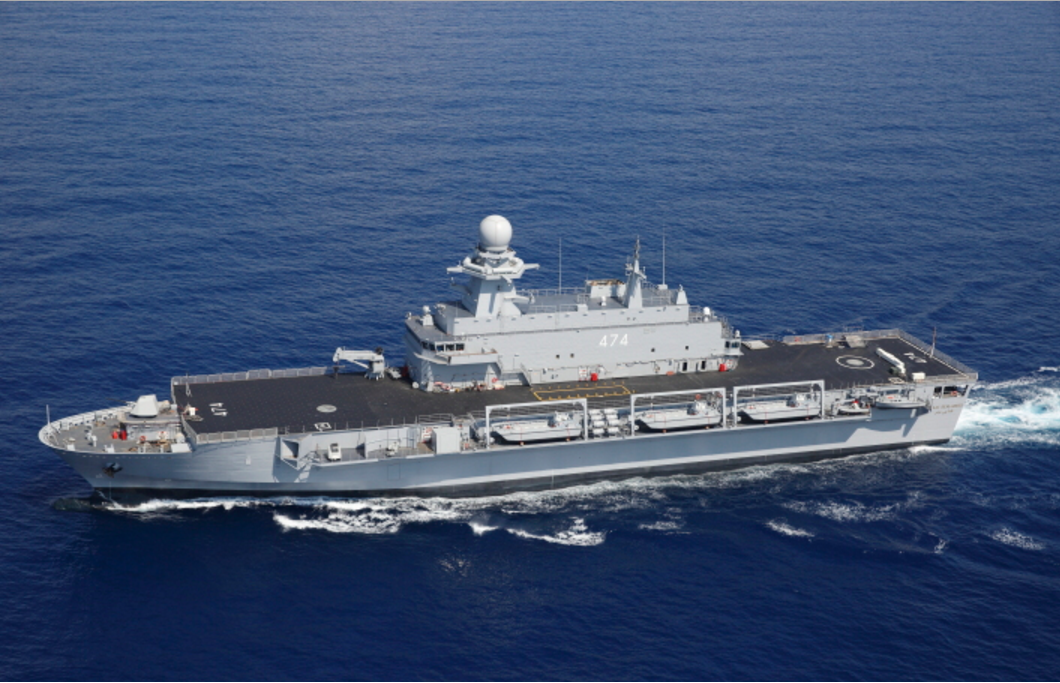
حاملة المروحيات قلعة بني عباس

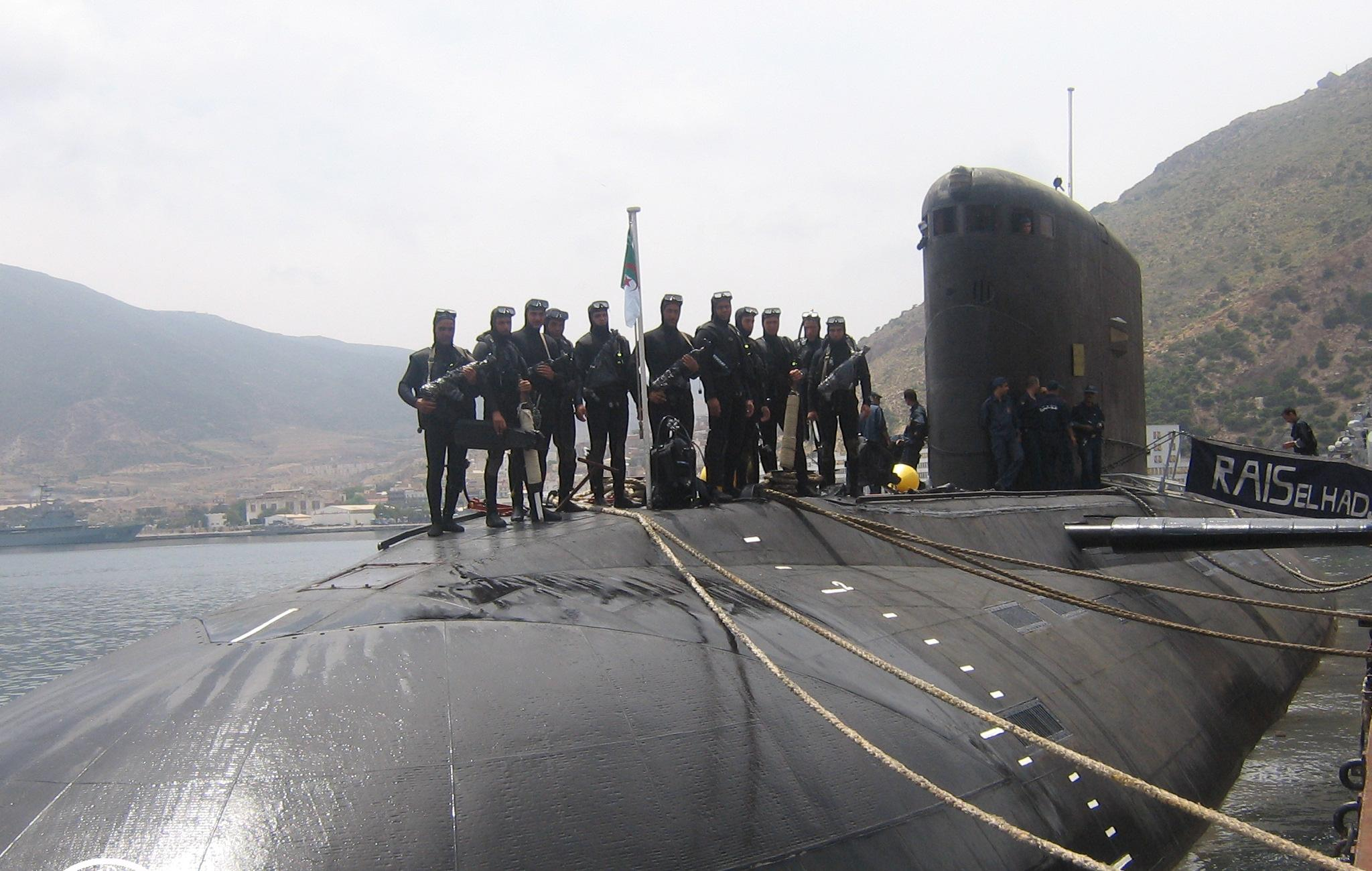
الغواصة الرايس الحاج مبارك

قوات الضفادع البشرية الجزائرية

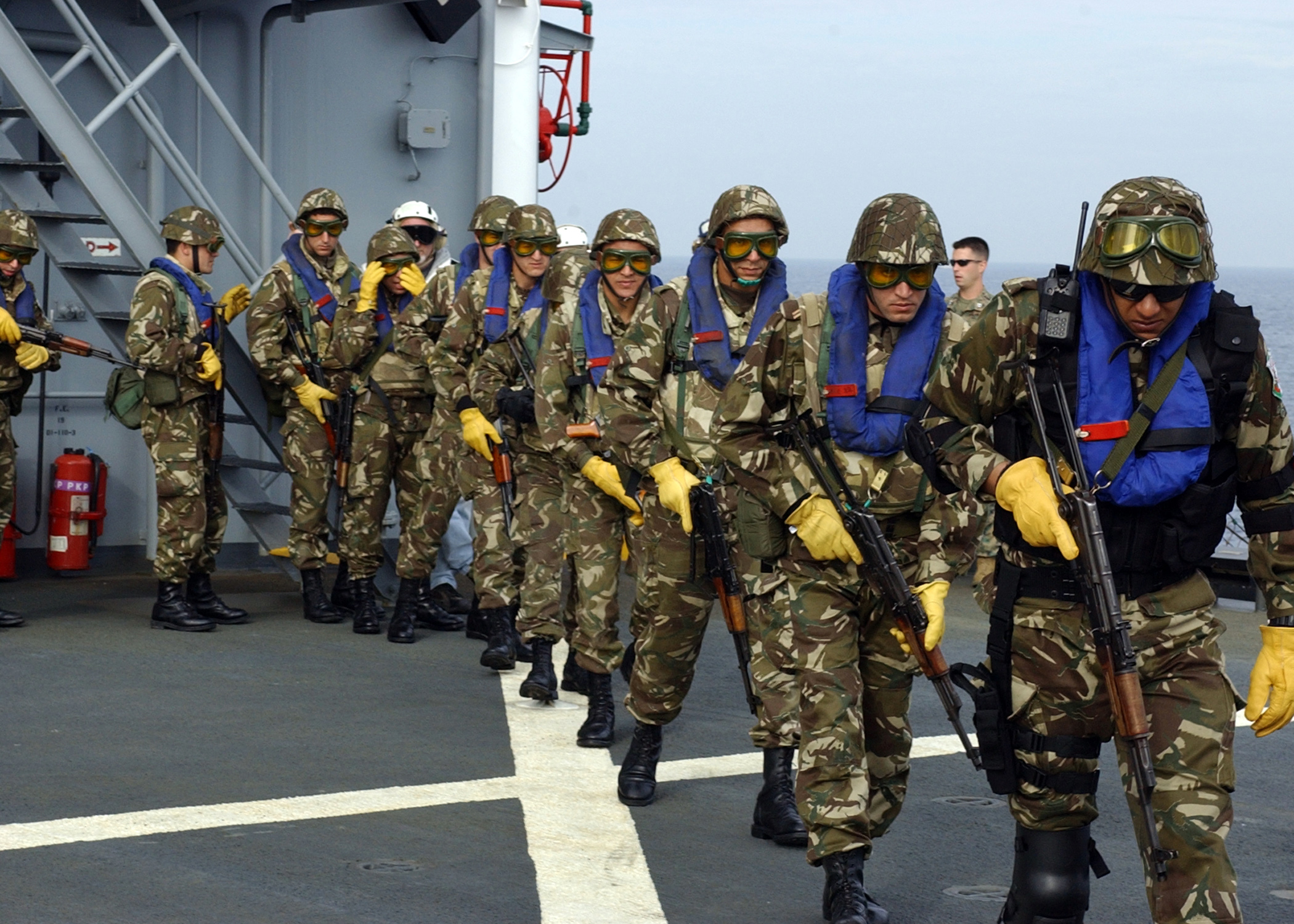
جنود البحرية الجزائرية

- تاريخيا وقبل الاحتلال الفرنسي كانت البحرية الجزائرية تعتبر إحدى أقوى الاساطيل العالمية، وكانت تفرض سيادة مطلقة على حوض البحر الأبيض المتوسط وتفرض غرامات على الدول الأخرى مقابل السماح لسفنها بالعبور وحراستها من القراصنة وقد كان لتحطم الاسطول الجزائري في معركة نافارين سنة 1827 الدور الأكبر في جعل فرنسا تقرر احتلال الجزائر سنة 1830م.
- تعد القوات البحرية الجزائرية بصيغتها الحديثة والتي انشئت سنة 1962م أحد أكبر القوى البحرية في أفريقيا وقد بوشر مباشرة بعد أنشائها غداة الاستقلال في إعادة بناء البحرية بطريقة عصرية.
- تقسم البحرية الجزائرية إلى ثلاثة واجهات الواجهة الشرقية والواجهة الوسطى والواجهة الغربية حيث توجد هناك أكبر القواعد البحرية الجزائرية وهي المرسى الكبير والتي تملك موقع استراتيجي هام.
- قلعة بني عباس (سفينة) هي سفينة إنزال ودعم لوجستي (BDSL)، تابعة للقوات البحرية الجزائرية، وهي أكبر سفينة حربية بحرية في تاريخ الجزائر، وتعد من أحدث السفن العسكرية المجهزة بأحدث التكنولوجيات العسكرية والبحرية والقادرة على العمل والتدخل على نطاق واسع في مهام عسكرية ولوجيستيكية وإنسانية[36]، يمكن للسفينة أن تنفذ مهام قتال السفن، وأعمال القيادة والسيطرة لمجموعات العمل الجوية / البحرية المشتركة، وكذلك أعمال المراقبة، ومرافقة القوافل، ونقل القوات الخاصة وأعمال الإمداد للأسطول.
- وبعدما تتسلم غواصتين من روسيا بحلول عام 2018م من طراز متطور من غواصة الديزل غواصة كيلو، وأنها ستجعل أسطول الغواصات الجزائري من أقوى أسلحة الغواصات في المنطقة، الجزائر تعاقدت مع روسيا على الغواصتين في 2014م وأن التعاقد شمل 2 كورفيت صواريخ طراز “تايجر” من المنتظر أن تتسلمهم البحرية الجزائرية في 2017م “ علما أن قوة الغواصات الجزائرية تتكون من 4 غواصات ديزل في الوقت الحالي جميعها غواصات روسية من طراز غواصة كيلو، مشيرة إلى أن استلامها غواصتين جديدتين سيجعلها واحدة من أقوى أسلحة الغواصات في أفريقيا والشرق الأوسط بعد وصول عدد غواصات إلى 6 غواصات، علما أن الجزائر تملك صواريخ 3أم-54 كاليبر الذي تم تصميم نظام لقبول أنواع مختلفة من الرؤوس الحربية على حسب المهمة: الحرب المضادة للسفن والغواصات أو هجوم بري. هو صعب الاكتشاف بالنسبة للرادار بسبب قطره الصغير واستخدامه لطلاء ماص لموجات الرادار.

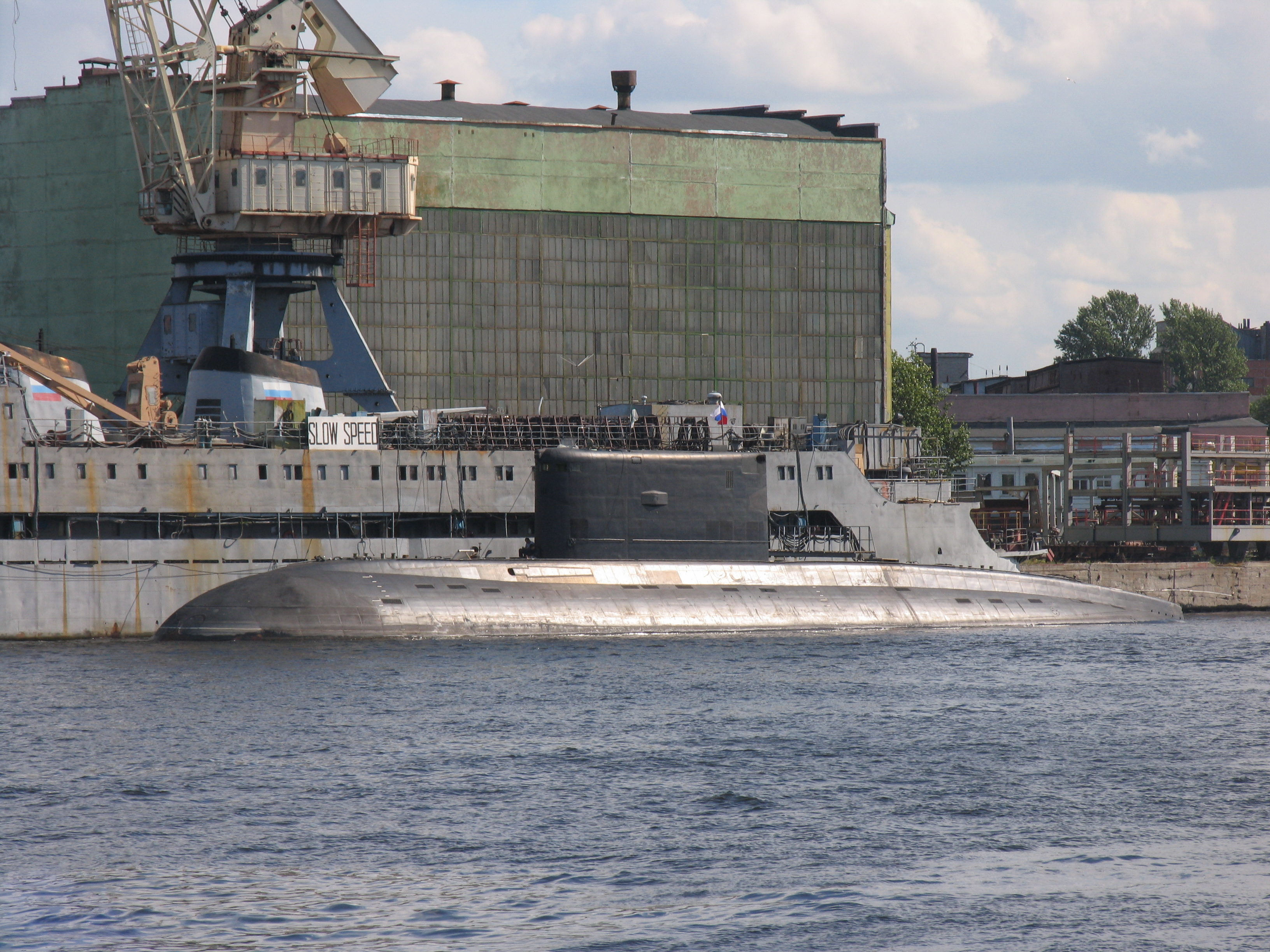
غواصة جزائرية
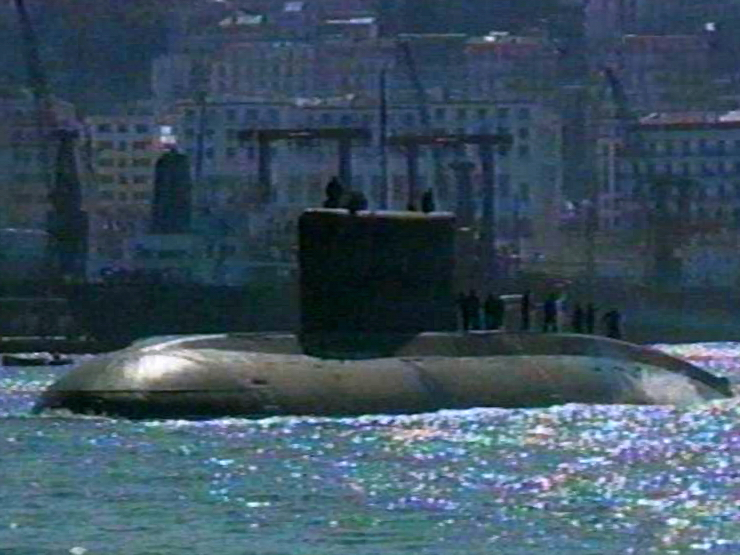
غواصة جزائرية
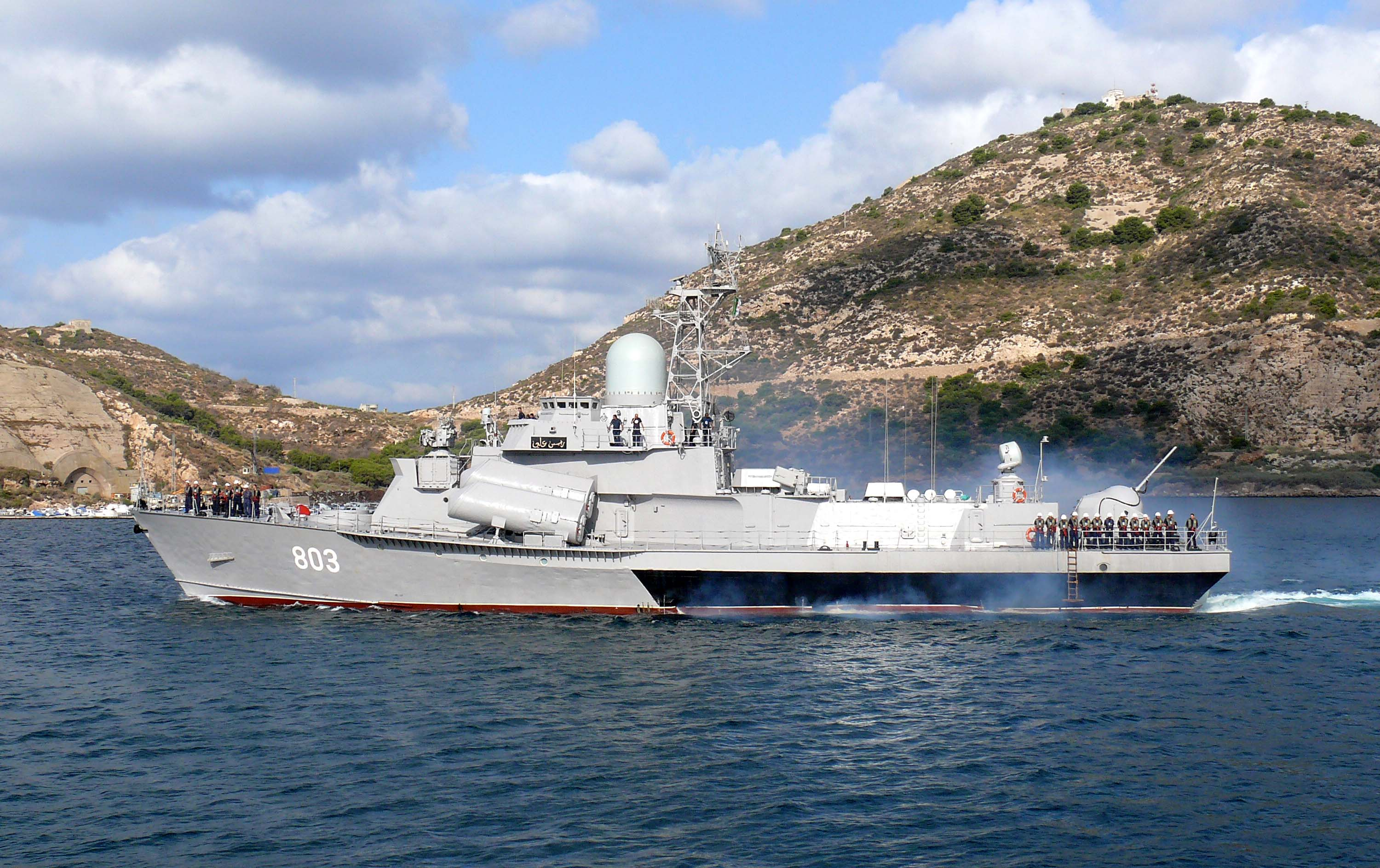
الباخرة الحربية رايس علي
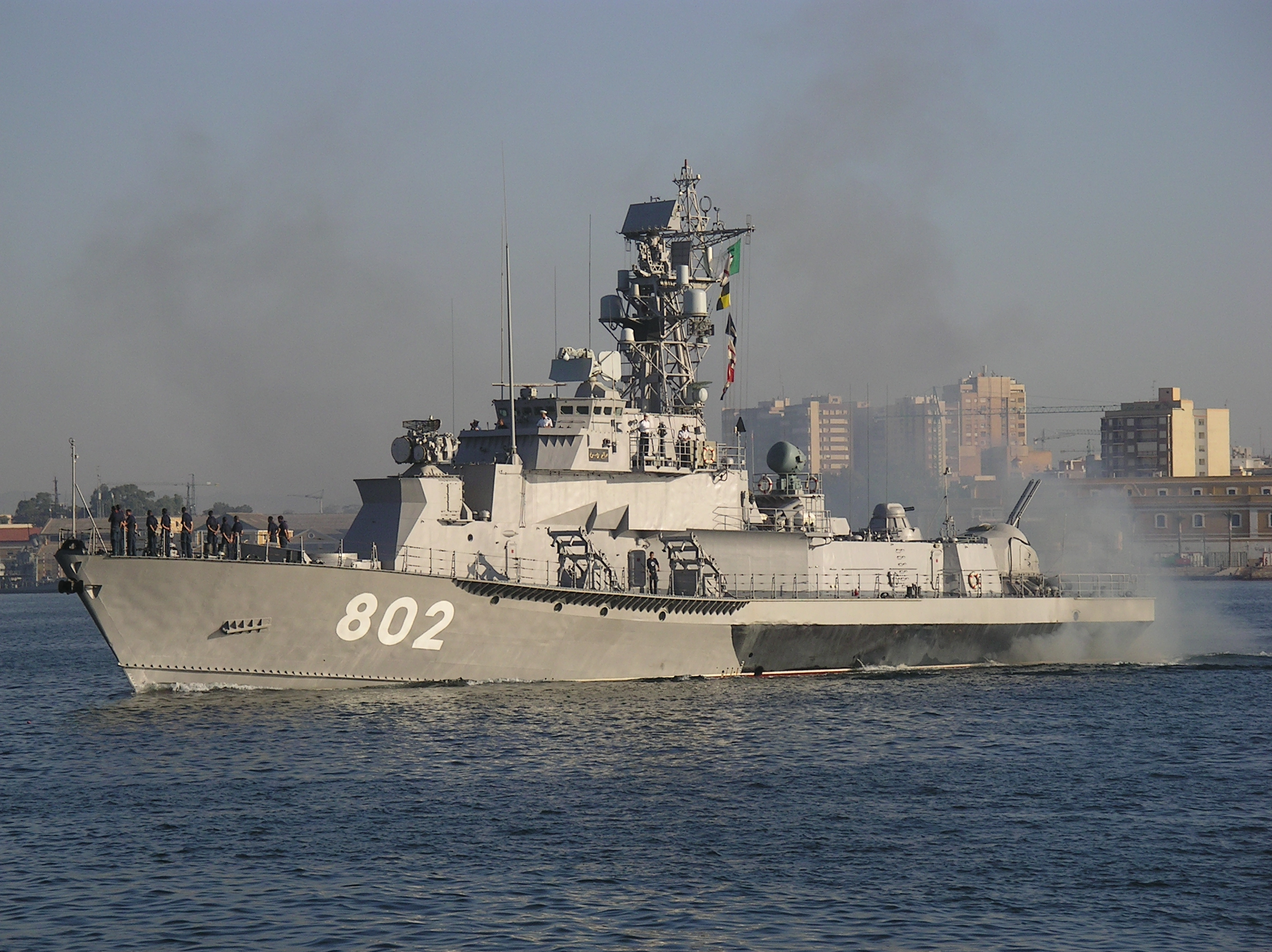
الباخرة الحربية رايس صالح
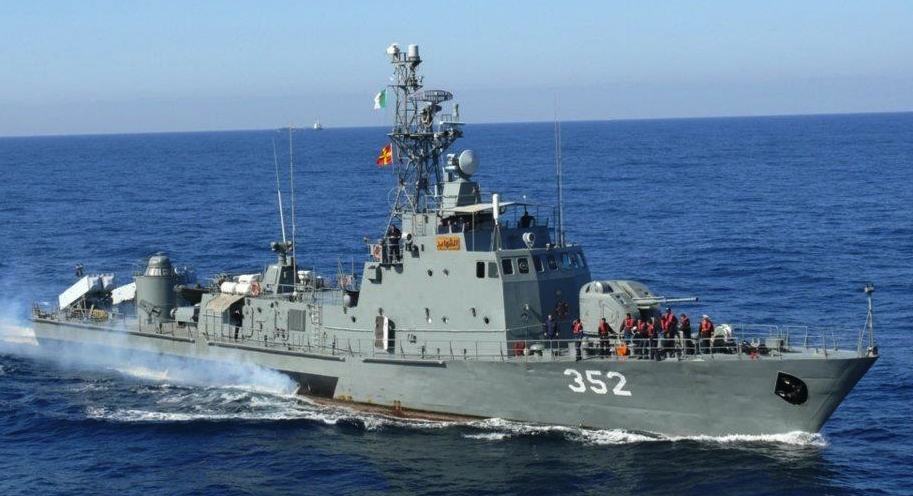
طراد جبل شنوة

## قوات الدفاع الجوي عن الإقليم

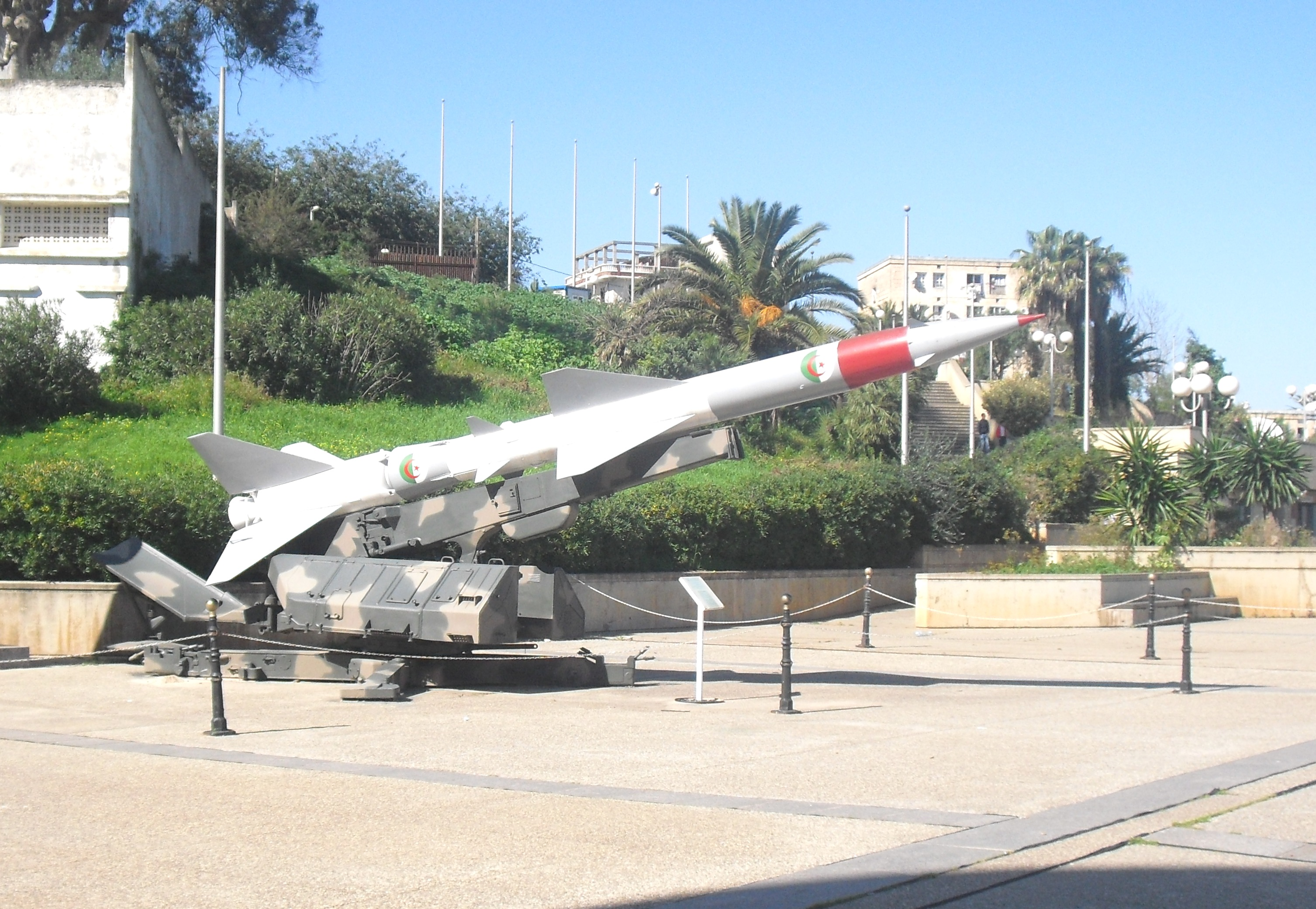
صواريخ

- تم أنشائها سنة 1982م، بعد فصلها عن قيادة القوات البرية وتخضع حاليا لقيادة قائد قوات الدفاع الجوي عن الإقليم، تقع على عاتقها مهمة حماية المجال الجوي الجزائري، ويشكل نظام أس - 300 وأس - 400 ترايمف مع بطاريات بانتسير-اس1 وتور (نظام صاروخي) حاليا أهم سلاح تملكه قوات الدفاع الجوي إضافة إلى بطاريات سام 6 وبطاريات سام 3 وأنظمة سام 8، مدافع الشيلكا ذات 23 ملم والصواريخ المحمولة صاروخ إيغلا إضافة إلى امتلاكها أنواع عديدة من نظام رادار كولشوغا، وأس - 400 ترايمف[37]

## الصناعة العسكرية
عزمت القوة العسكرية في الجزائر سنة 1980م على ضمان استقلاليتها واعتمادها على نفسها في التصنيع العسكري لضمان الكفاءة والاكتفاء الذاتي للجيش الجزائري بمختلف فروعه، بعد فرض الدول الغربية حظرا لبيع أسلحتها للجزائر لمكافحة الإرهاب سنوات التسعينات، هذه الاستراتيجة سمحت للجزائر بتبني قاعدة صناعية عسكرية واجهت بها مخاطر الإرهاب والأزمات الأمنية والمالية التي تعرضت لها البلاد على مر السنوات.
الصناعة العسكرية قبل 2000 كانت شبه متواضعة وغير منافسة للأسلحة الأجنبية، المتشكلة أساسا من المعدات الخفيفة بموجب ترخيص من الشركات العسكرية الروسية والصينية ذات الأولوية للجيش الشعبي الجزائري. وعلى رغم من عدم وجود وحدات تصنيع للقوات البرية والبحرية والجوية، فضلا عن وحدات الصيانة، عمل الجيش الوطني الشعبي على ترقية الأسلحة والمعدات التي تم أقتناؤها وبناء سفن صغيرة خاصة به.

### الإنتاج المحلي

فرناس 142 - سفير 43

- أمل 2-700 أول طائرة جزائرية بدون طيار، صنع طائرة بدون طيار بمواد ووسائل تقنية جزائرية خالصة، كما أبدوا استعدادهم لصناعة نماذج أخرى من هذه الآلات المتطورة حسب الطلب، وصار بحوزة الجزائر، سنة 2016، نموذجان من الطائرة بدون طيار، هما أمل 1-400 (AMEL 400-1) وأمل 2-700 (AMEL 700-2) وأيضًا الفجر 10، وأخيرًا أمل 3-300 (AMEL 3-300) إلى جانب نموذج صغير الحجم يُعرف بالطائرة المتعددة المروحيات، شرعت الشرطة الجزائرية في استغلالها لعدة أغراض، وينتظر مركز البحث في التكنولوجيا الصناعية التابع لوزارة التعليم العالي والبحث العلمي، الضوء الأخضر من المؤسسات الأمنية والعسكرية، لتزويدها بهذه الآليات الحديثة، بقصد استخدامها في مراقبة الحدود البرية، وأخيراً طائرة بدون طيار الجزائر 54 والجزائر 55 صناعة جزائرية للجيش الجزائري.
- تصنع مؤسسة البناءات الميكانيكية بخنشلة منذ عام 1990م تحت الترخيص أغلب الأسلحة الروسية مثل المسدسات[ ؟ ] والرشاشات أشهرها الكلاشنكوف (الجزائر) AK-47 وAK-12 قناصة Dragunov ورشاشات RPD بالإضافة إلى قاذفات آر بي جي RPG بالإضافة إلى ذخيرة كل نوع وجميع أنواع القذائف وصواريخ 9إم133 كورنت المضادة للدروع وسكيف أت ج م الأكراني.
- طائرات خفيفة بمعقدين (فرناس-142) والطائرات الخفيفة بأربعة مقاعد (سفير-43)، والطائرات الخفيفة ذات مقعد واحد (إكس-3أي)، المصنعة من قبل مؤسسة بناء الطائرات (ECA) بقاعدة طفراوي جنوب مدينة وهران، وهي نفس المؤسسة التي تقوم بتصنيع أول طائرة بدون طيار جزائرية بطول 3 أمتار والتي يمكن أن تطير على أرتفاع 7000 متر لمدة 36 ساعة والجزائر على وشك صناعة طائرة نقل عسكرية تحمل 18 جندي.
- كورفيت فئة جبل شنوة وزورق دورية فئة كبير، يتم تصنيعها للقوات البحرية الجزائرية من قبل مؤسسة الإنشاءات وأصلاح السفن بقاعدة المرسى الكبير غرب مدينة وهران.
- تضمن عقد توريد فرقاطتي فئة ميكو أ-200 الألمانية توفير اختياريا، بناء سفينتين أخرتين في قاعدة المرسى الكبير بالجزائر وقريبا سيتم بناء حاملة مروحيات ثانية بشراكة مع إيطاليا و3 كورفيت من نوع (سي-28).
- كما أنشأت أقطاب صناعية جديدة أخرى ومنها مصنعين بتيارت الأول بالشراكة مع (Diemler) لإنشاء مصانع لتركيب أنواع مختلفة من شاحنات وسيارات رباعية الدفع علامة (مرسيدس-بنز) والثاني بالشراكة مع (Rheinmetall) لإنشاء مصنع لمدرعات (Fuchs) و (Puma) وثالث بمنطقتي عين سمارة وواد حميمين بقسنطينة بالشراكة مع العلامتين الالمانتين (MTU-Deutz) لإنتاج المحركات.[38]

### الشراكة
لمواجهة أحتكار بعض القوى الكبرى مثل الولايات المتحدة وبريطانيا والصين وروسيا، على تصنيع ونقل الأسلحة، شرعت الجزائر في إستراتيجية للشراكة الصناعية والتجارية والتكنولوجية لتشجيع من جهة الصناعة العسكرية في البلاد، وخفض تكاليف الواردات من المعدات العسكرية الأخرى، في هذا الإطار تم توقيع العديد من الاتفاقيات:
- توقيع أتفاقية شراكة بين مجمع تنمية الصناعة الميكانيكية (GPIM) التابع لوزارة الدفاع الوطني وشركة (نمر أتوموتيف) التابعة لمجموعة توازن الإماراتية، يوم 19 جويلية 2012 عقود إنشاء الشركة ذات الرأسمال المختلط نمر الجزائر (Nimr Algerie Spa)، لتصنيع المركبة المضادة للرصاص والألغام نمر (Nimr) المختصة في نقل الجنود.[39]
- إنشاء ثلاث شركات ذات رأس مال مختلط بين وزاراة الدفاع الجزائرية وصندوق الإماراتي أبار للاستثمار والشركات الألمانية دايملر و (دوتز أي جي) و (أم تي أو) لإنشاء ثلاث مصانع في الجزائر لبناء الشاحنات والحافلات وسيارات رباعية الدفع من طراز مرسيدس بنز، وهذه الشركات هي:
  - الشركة الجزائرية لإنتاج الأوزان الثقيلة لعلامة مرسيدس بنز «ش ذ أ» رويبة: أنشئت سنة 2012 بموجب بروتوكولات الاتفاق الجزائري-الإماراتي برأس مال يقدر بـ103 مليون يورو، ستنتج هذه الشركة حوالي 46 ألف شاحنة وحافلة في السنة في أفق 2018و2019 وفقا لرخصة إنتاج العلامة دايملر، وانطلقت في الإنتاج سنة 2013 بموقع الشركة الوطنية للسيارات الصناعية بالرويبة. خرجت أول شاحنة مركبة في الجزائر تحت علامة مرسيدس بنز.
  - الشركة الجزائرية لصناعة المركبات لعلامة مرسيدس بينز «ش ذ أ» تيارت: أنشئت سنة 2012 بموجب بروتوكولات الاتفاق الجزائري-الإماراتي برأس مال يقدر بـ120 مليون يورو، ستنتج هذه الشركة حوالي 17 آلاف سيارة رباعية الدفع لجميع التضاريس والنفعية في السنة أفاق 2016-2017 وفقا لرخصة إنتاج العلامة دايملر، ستنطلق في الإنتاج نهاية سنة 2014 بالموقع السابق لوحدة صناعة السيارات بمدينة تيارت.
  - الشركة الجزائرية لصناعة المحركات للعلامة الألمانية (مرسيدس بنز-دوتز ومتو)«ش ذ أ» و«اد حميميم» قسنطينة
  - "مصنع مختلطة بين الجزائر ألمانيا لصناعة مدرعة فوكس 2 (الجزائر)، وتبلغ قيمة العقد 28 مليون يورو (37 مليون دولار) ويشمل بناء خط لتجميع مدرعات بعجلات من طراز "فوكس" وقطع الغيار لها، ويقع المصنع على بعد 400 كيلومتر من الجزائر العاصمة، ينتج المصنع ألف مدرعة، وسيتم توريد القطع والمعدات للإنتاج من ألمانيا، وقد تم الاتفاق بين الجزائر وألمانيا على إنشاء المصنع في عام 2008 خلال زيارة المستشارة الألمانية أنجيلا ميركل إلى الجزائر.
  - الشراكة الجزائرية الروسية لانتاج مدرعات وشاحنات من نوع كاماز في مدينة سطيف تم توقيع الاتفاقية سنة 2016 لينطلق الإنتاج سنة 2017 وسينتج المصنع مدرعات مختلفة وشاحنات عسكرية لفائدة الجيش وسيبدأ بعدد 12 ألف شاحنة و700 مدرعة سنويا.
  - الشركة الجزائرية لصناعة المروحيات[40]، وقعت وزارة الدفاع الوطني، على بروتوكول إتفاق شراكة صناعية وتجارية مع مجموعة فينميكانيكا الإيطالية، يتضمن إنتاج حوامات من علامة أغستاوستلاند بموقع عين أرنات بولاية سطيف.

## الصواريخ الإستراتيجية
تملك الجزائر 8 أنظمة دفاع جوي أس - 300، أس - 400 ترايمف و38 بطارية بانتسير-اس1. أعلنت الجزائر عن صواريخ سكود مداها 3000 كلم ويتم تطويرها بالتعاون مع أيران إلى 5500 كلم وبعدها تم كذلك الإعلان عن تعاون جزائري كوري في تطوير صواريخ سكود إلى مدى أطول مما يشير عن أمتلاك الجزائر صواريخ سكود الا انه يتسم بالغموض والسرية التي تغطي البرنامج، أمتلكت الجزائر بضعة صواريخ فروغ-7 بمدى 65 كلم وصواريخ (سكود - بي) بمدى 300 كلم وكان آخر ظهور لها في مناورات مع ليبيا سنة 2007 ويرجح أنه تم التخلص منها سنة 2008، أمتلكت الجزائر (سكود B، سكود D)، قالت بعض المصادر أن الجزائر تلقت عدد كبير من صاروخ سكود D خلال الفترة من 1985-1990، وأخيرًا الجيش الجزائري يتعزز بصواريخ براهموس المضادة للسفن والأهداف البرية، تقرير سرية تقول أن الجزائر تملك نظام الدفاع الجوي إس 300، ولم تجد صعوبة في إقامة وحدات من أنظمة إس-400 تريومف، حسب مصادر روسية، والصاروخ الجديد اسكندر-إم الذي تملكه الجزائر سوف يغير موازين القوى في البحر الأبيض المتوسط لتصبح أقوى جيش أفريقي وعربي لعقود، رغم الأزمة الاقتصادية التي تمر بها نتيجة تراجع عائدات النفط والغاز، تستمر الجزائر في مخططها التسليحي الضخم وقد طلبت من روسيا بيعها صواريخ إس-400 تريومف المتطورة.

## أسلحة المشاة
تستخدم الجزائر العديد من البنادق والمسدسات وتقريبا الجزائر تصنع 90 بالمئة من أسلحة مشاتها بنفسها:
| نموذج         | النوع              | الصورة | البلد المصنع             | الملاحظات |
| ------------- | ------------------ | ------ | ------------------------ | --- |
| مسدس كاراكال  | مسدس نصف آلي       |        | الإمارات العربية المتحدة | في أكتوبر 2011 شرعت المؤسسة الجزائرية العمومية للصناعات الميكانيكية وفرع "كركال" التابع للمجمع الإماراتي "توازن" في صناعة الآلاف من الأسلحة الجد متطورة من نوع "كاركال" لمتطلبات الجيش الوطني الشعبي، للمديرية العامة للأمن الوطني، المديرية العامة للجمارك والمؤسسات الأخرى. |
| SIG سوير P226 | مسدس نصف آلي       |        | سويسرا                   | |
| جلوك          | مسدس نصف آلي       |        | النمسا                   | يصنع محليا |
| بيريتا 92     | مسدس نصف آلي       |        | إيطاليا                  | |
| إيه كيه إم    | بندقية اقتحام      |        | الاتحاد السوفيتي         | يصنع محليا برخصة من روسيا |
| أيه كيه-12    | بندقية اقتحام      |        | الاتحاد السوفيتي         | يصنع محليا برخصة |
| CAR-816       | بندقية اقتحام      |        | الإمارات العربية المتحدة | يصنع محليا برخصة |
| دراغونوف      | بندقية قنص         |        | الاتحاد السوفيتي         | تصنع محليا |
| DPMS Panther  | بندقية قنص         |        | الولايات المتحدة         | |
| رشاش بي كي    | رشاش متعدد الأغراض |        | الاتحاد السوفيتي         | يصنع محليا |
| دوشكا(MGD)    | رشاش ثقيل          |        | الاتحاد السوفيتي         | يصنع محليا |
| AGS-30        | قاذف قنابل         |        | روسيا                    | يصنع محليا |
| آر بي كي      | رشاش خفيف          |        | الاتحاد السوفيتي         | يصنع محليا |

## الرتب
الرتب العسكرية للجيش الوطني الشعبي الجزائري على نمط وأسلوب الجيوش العالمية إلا أنها تنتهي إلى الفريق قائد الأركان نائب وزير الدفاع أحمد قايد صالح.
| الرتبة | الشارة الشارات التي تحمل رمز البحرية خاصة بقوات البحرية. |
| --- | -------------------------------------------------------- |
| جندي. عريف (caporal). عريف أول (caporal chef). رقيب (sergent).                                                                                    |                                                          |
| رقيب أول (segent chef). مساعد (adjudant). مساعد أول (adjudant chef). ملازم (sous lieutenant). ملازم أول (lieutenant). نقيب (capitaine).           |                                                          |
| رائد (commandant). مقدم[ ؟ ] (lieutenant colonel). عقيد (colonel). عميد (général). لواء[ ؟ ] (genéral major). فريق (général de corps de l'armée). |                                                          |

## قائمة وزراء الدفاع وقيادي الأركان
| الترتيب | الصورة | قيادة الأركان       | مـن               | إلـى               | ملاحظات |  |
| ------- | ------ | ------------------- | ----------------- | ------------------ | --- |  |
| 1       |        | هواري بومدين        | من 27 سبتمبر 1962 | إلى 27 ديسمبر 1978 | رئيس الجمهورية أحمد بن بلة رئيس مجلس الثورة هواري بومدين رئيس الجمهورية هواري بومدين                                                                        |  |
| 2       |        | الشاذلي بن جديد     | من 9 فيفري 1979   | إلى 10 جويلية 1990 | رئيس الجمهورية الشاذلي بن جديد |  |
| 2       | -      | خالد نزار           | 25 جويلية 1990    | 10 يوليو 1993      | رئيس الجمهورية الشاذلي بن جديد رئيس المجلس الأعلى للدولة محمد بوضياف رئيس المجلس الأعلى للدولة علي كافي                                                     |  |
| 3       |        | اليمين زروال        | من 10 يوليو 1993  | إلى 27 أبريل 1999  | رئيس المجلس الأعلى للدولة علي كافي فراغ دستوري يحكم الدولة المجلس الأعلى للدولة (عين وزير الدفاع ثم انتخب رئيس جمهورية في 16 نوفمبر 1995 إلى 27 أبريل 1999) |  |
| 3       |        | محمد العماري        | من 10يوليو 1993   | إلى 3 أغسطس 2004   | الرئيس اليمين زروال |  |
| 4       |        | عبد العزيز بوتفليقة | من 5 مايو 2003    | إلى 2 أفريل 2019   | وزير الدفاع الوطني ورئيس للجمهورية (قيل اشترط صلاحية وزير الدفاع الوطني)                                                                                    |  |
| 4       |        | أحمد قايد صالح      | من 3 أغسطس 2004   | 23 ديسمبر 2019     | نائب وزير الدفاع الوطني رئيس الأركان الجيش الوطني الشعبي |  |
| 5       |        | عبد المجيد تبون     | 19 ديسمبر 2019    | إلى اليوم          | رئيس الجمهورية السيد عبد المجيد تبون القائد الأعلى للقوات المسلحة وزير الدفاع الوطني                                                                        |  |
| 6       |        | السعيد شنقريحة      | 23 ديسمبر 2019    | إلى اليوم          | رئيس أركان الجيش الوطني الشعبي بالنيابة |  |

## المدارس والمعاهد العسكرية
أما المدارس والمعاهد فهي متنوعة وحسب التخصص
الأكاديمية العسكرية بشرشال بحيث تتكفل بإعداد الضباط وتستقبل كذلك متدربين من خارج الجزائر مثل سوريا، اليمن، وتونس، وموريتانيا، وفلسطين ودول أفريقية، كما تحتوي الأكاديمية كلية أركان للتدريب المتقدم.
كما تتوفر الجزائر على العشرات من المدارس والمعاهد العسكرية من كل الاختصاصات مثل القوات البرية والمدرعات مدفعية الميدان والقوات الخاصة.

## مدارس أشبال الأمة
مدارس أشبال الأمة مؤسسات للتعليم الثانوي والمتوسط تحت الوصاية المزدوجة لوزارة الدفاع الوطني ووزارة التربية الوطنية، تقبل مدارس أشبال الأمة التلاميذ الجزائريين ذوي المستوى الدراسي الممتاز والذين يرغبون بالإلتحاق في صفوف الجيش الوطني الشعبي، بعد الحصول على شهادة البكالوريا يتم توجيه الأشبال حسب إحتياجات الجيش الوطني الشعبي نحو مختلف المدارس العليا العسكرية للجيش الوطني الشعبي.

## الصحة
كما هو معلوم تعتبر الصحة العسكرية عنصر أساسي في دعم وتقوية منظومة الدفاع من حيث تقليل نسبة الضحايا والاهتمام بالفرد العسكري، تشهد الصحة العسكرية الجزائرية منذ مدة نهضة غير مسبوقة من حيث المشاريع الجهوية التي أنجزت أو قيد الإنجاز، حيث يملك الجيش بنية تحتية معتبرة من المستشفيات العسكرية المتطور وفي جميع نواحي العسكرية.

## الخدمة الوطنية
- الخدمة الوطنية إلزامية في الجزائر لمدة 12 شهرا، لكل من بلغ الثامنة عشرة من عمره، وهي تشمل جميع المواطنين دون استثناء ويعفى منها الذين يعانون من مشاكل صحية أو الابن الأكبر إذا كان معيل العائلة الوحيد.

## المتحف المركزي للجيش الجزائري
يقع برياض الفتح (الجزائر العاصمة)، تجد تاريخ الجيش الجزائر والأسلحة المستعملة في حرب التحرير وأيضًا مجموعة من صور الشهداء في مقتبل العمر من رجال أو النساء، من أشهر الصور هي صورة لامرأة شابة ترمز إلى القوة الفتاة الجزائرية، جميلة بو عزة، أما عن الجزائر ما بعد الاستقلال، نجد فيه بعض الأشياء الشخصية الخاصة للرئيس الراحل هواري بومدين مثل بعض ربطات العنق كالتي كان يلبسها في خطابه الشهير في الأمم المتحدة، وبدلاته، وسيارته الخاصة سيتروين د.أس.

## الرياضة
ينتمي الجيش الجزائري إلى المجلس الدولي للرياضة العسكرية، منذ الاستقلال، ويحتوي الجيش الجزائري عدة فرق رياضية في جميع أنواع الرياضة كما ينتمي أيضًا إلى:
- الاتحاد العربي للرياضة العسكرية وأنضر أيضًا الألعاب العالمية العسكرية
- منتخب الجزائر العسكري لكرة القدم بطل العالم 2011 و2015.

## معرض الصور

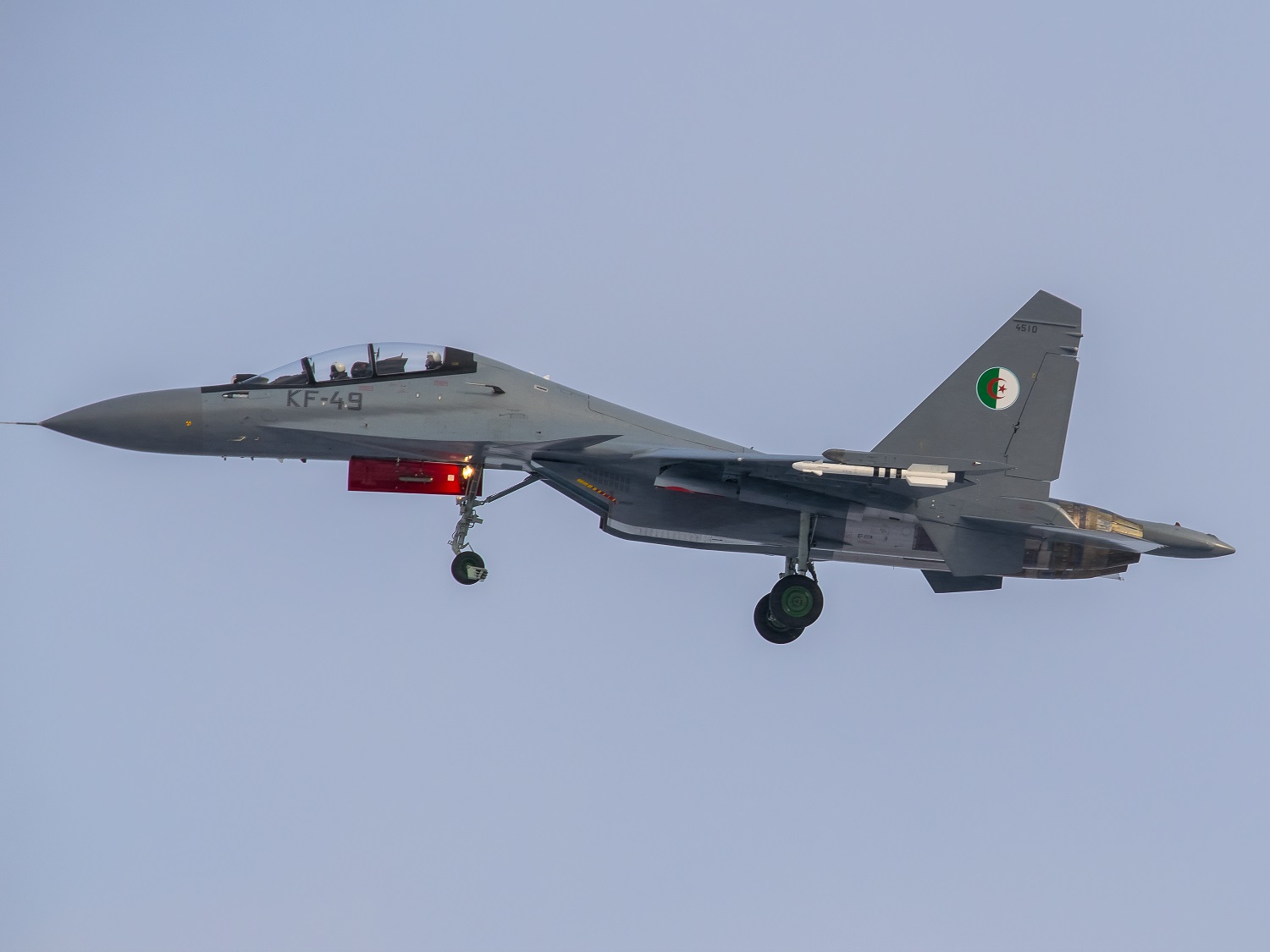
سوخوي
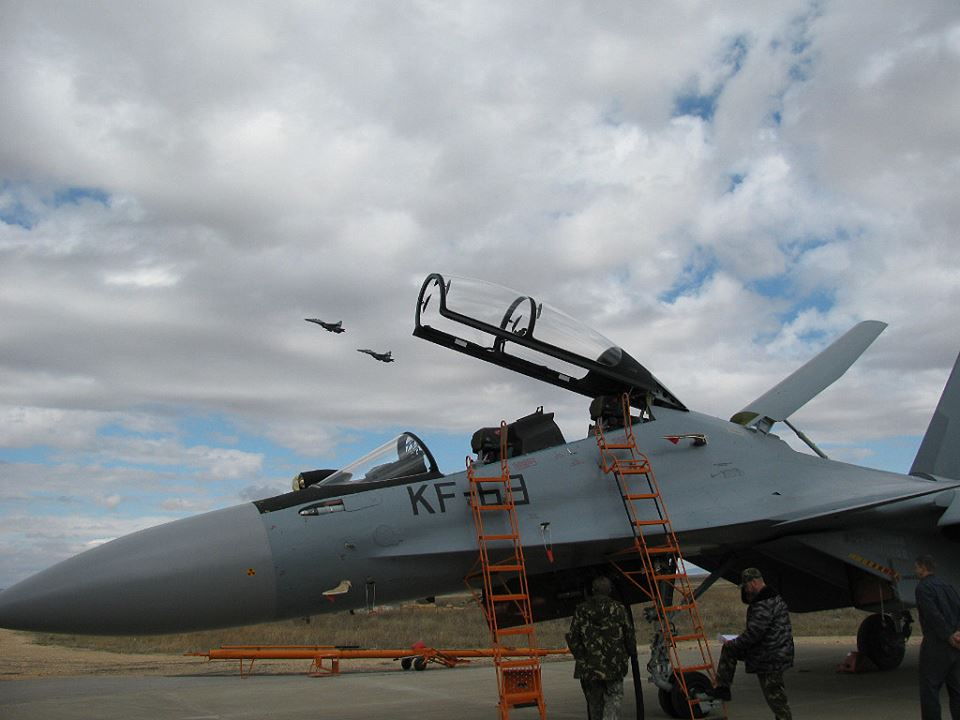
طائرة حربية جزائرية
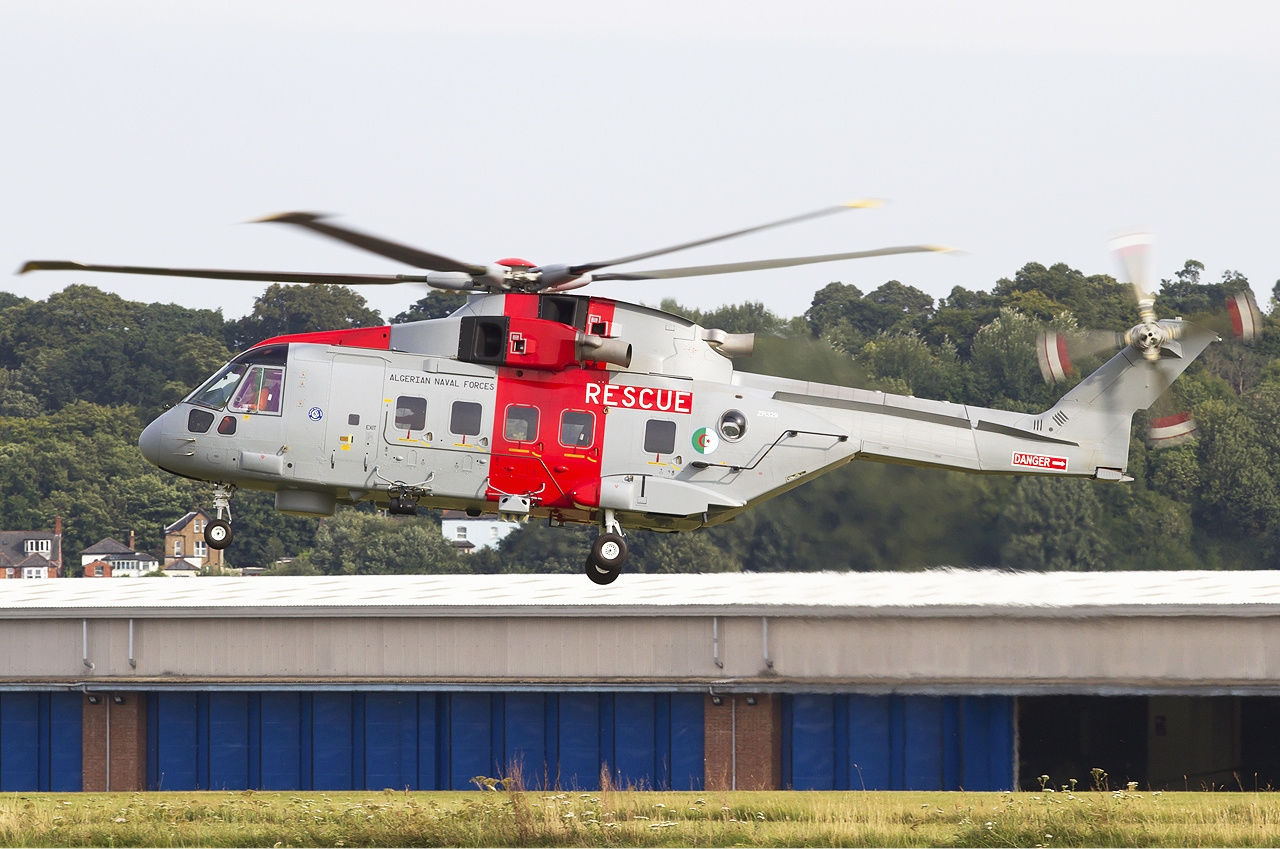
مروحية البحث والإنقاذ الجزائرية التابعة البحرية الجزائرية
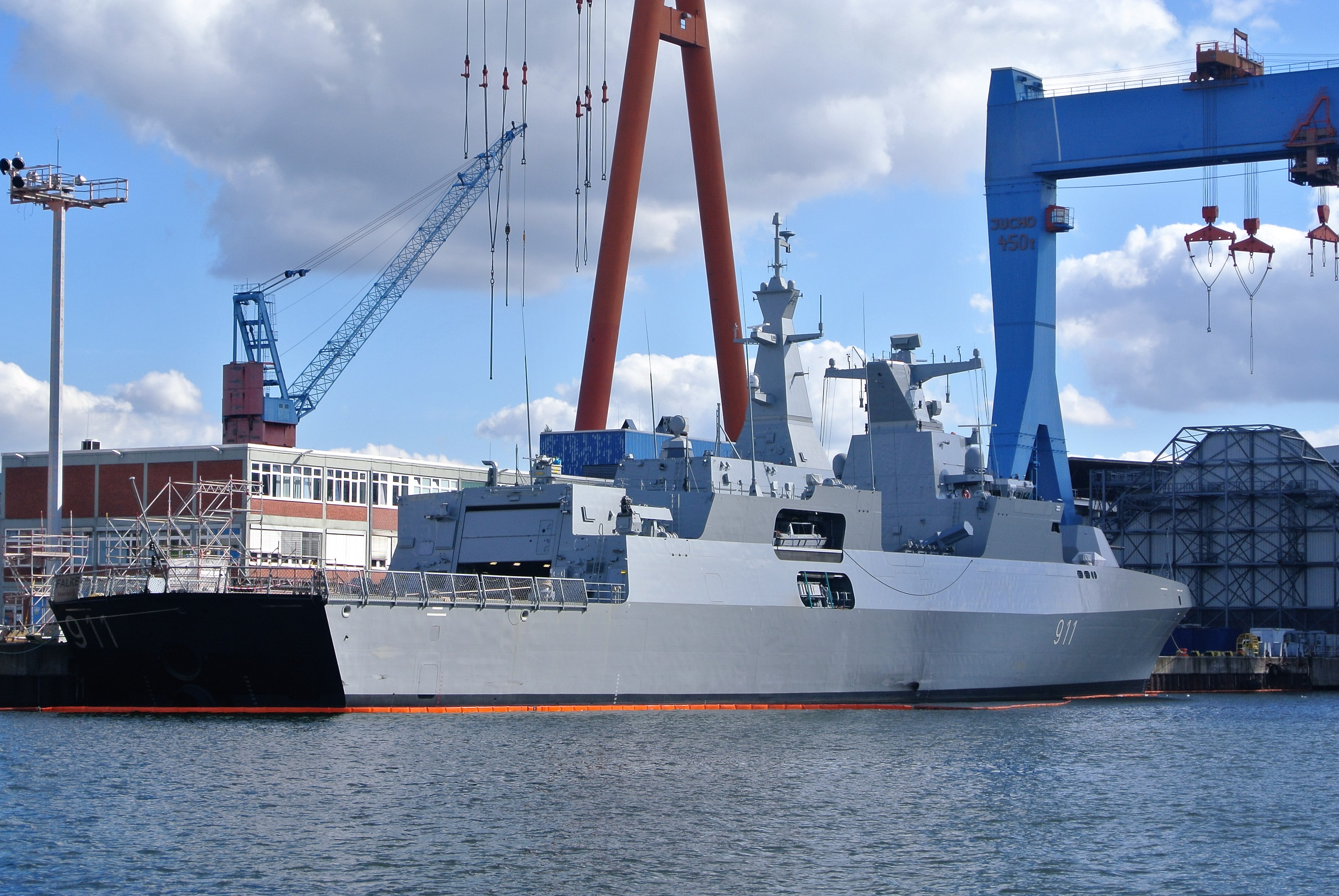
السفينة الحربية فرحات 911
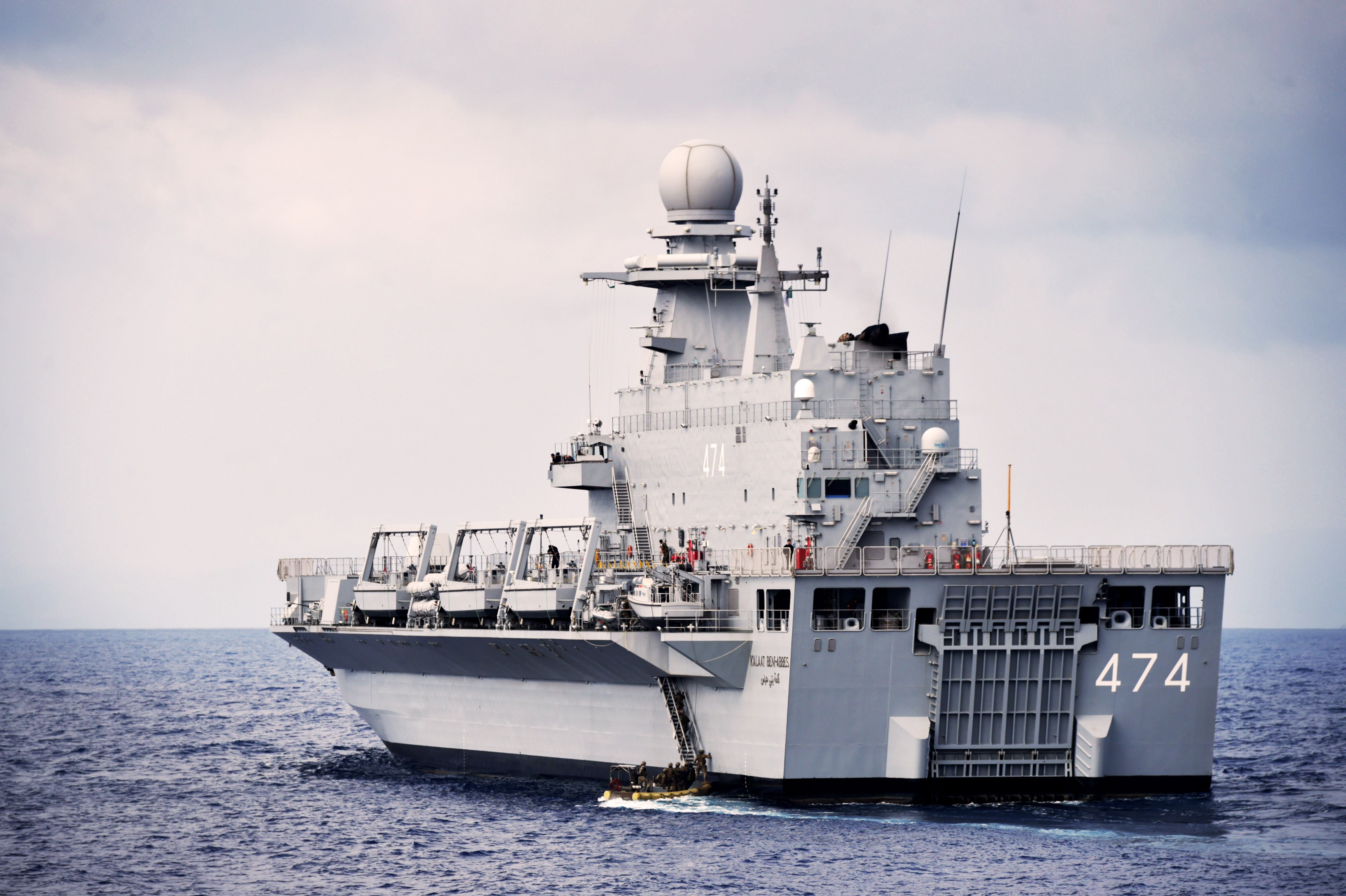
السفينة الحربية الجزائرية حاملة المروحيات قلعة بني عباس
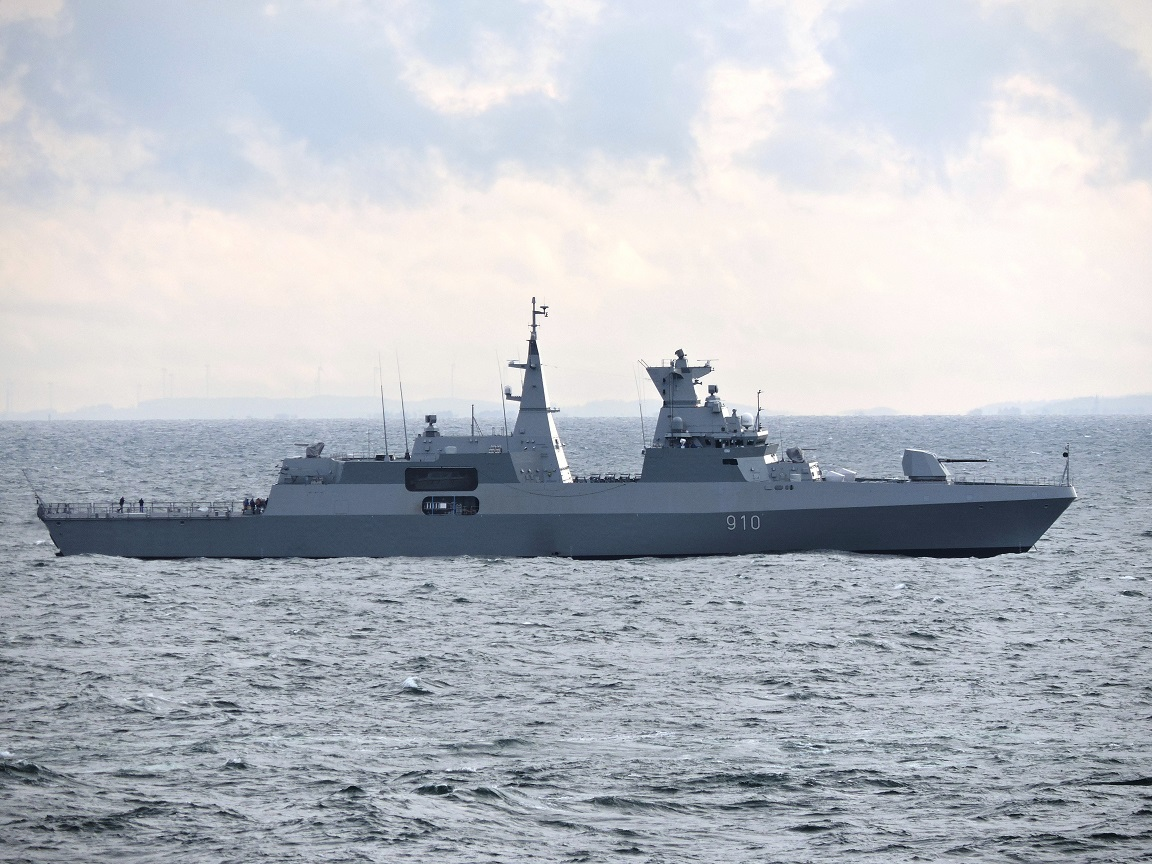
السفينة الحربية ميكو
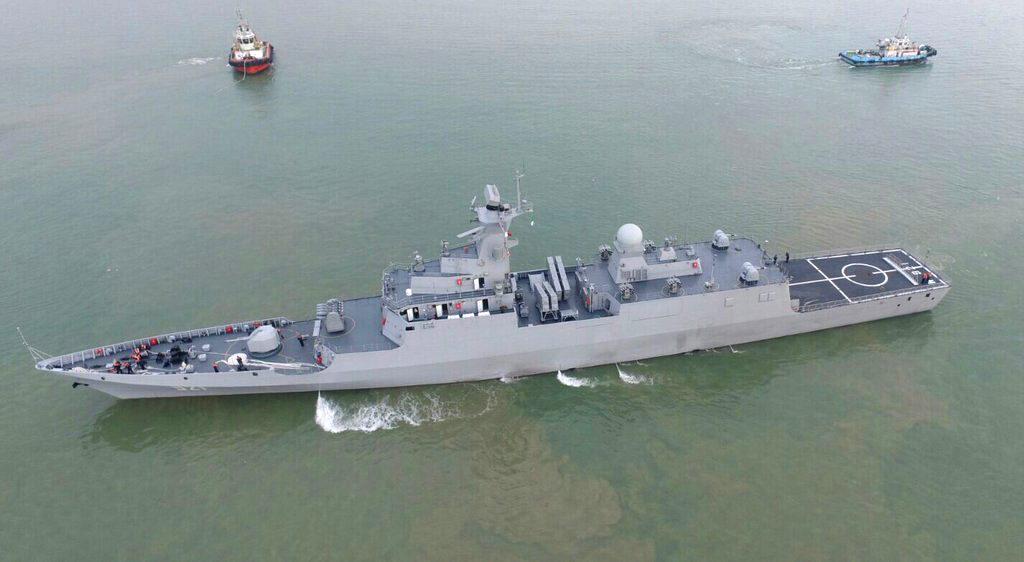
السفينة الحربية الجزائرية الفتح
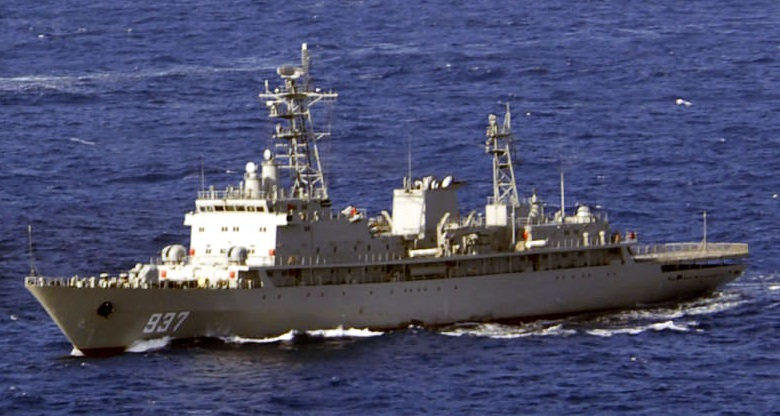
السفينة الحربية الجزائرية صومام
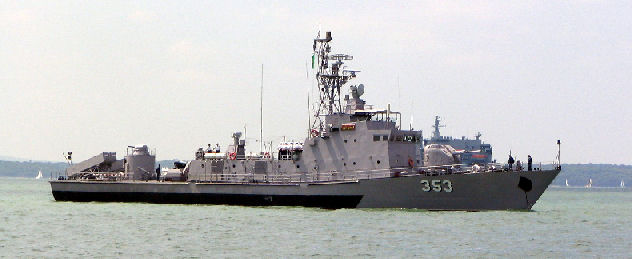
السفينة الحربية الجزائرية القرش
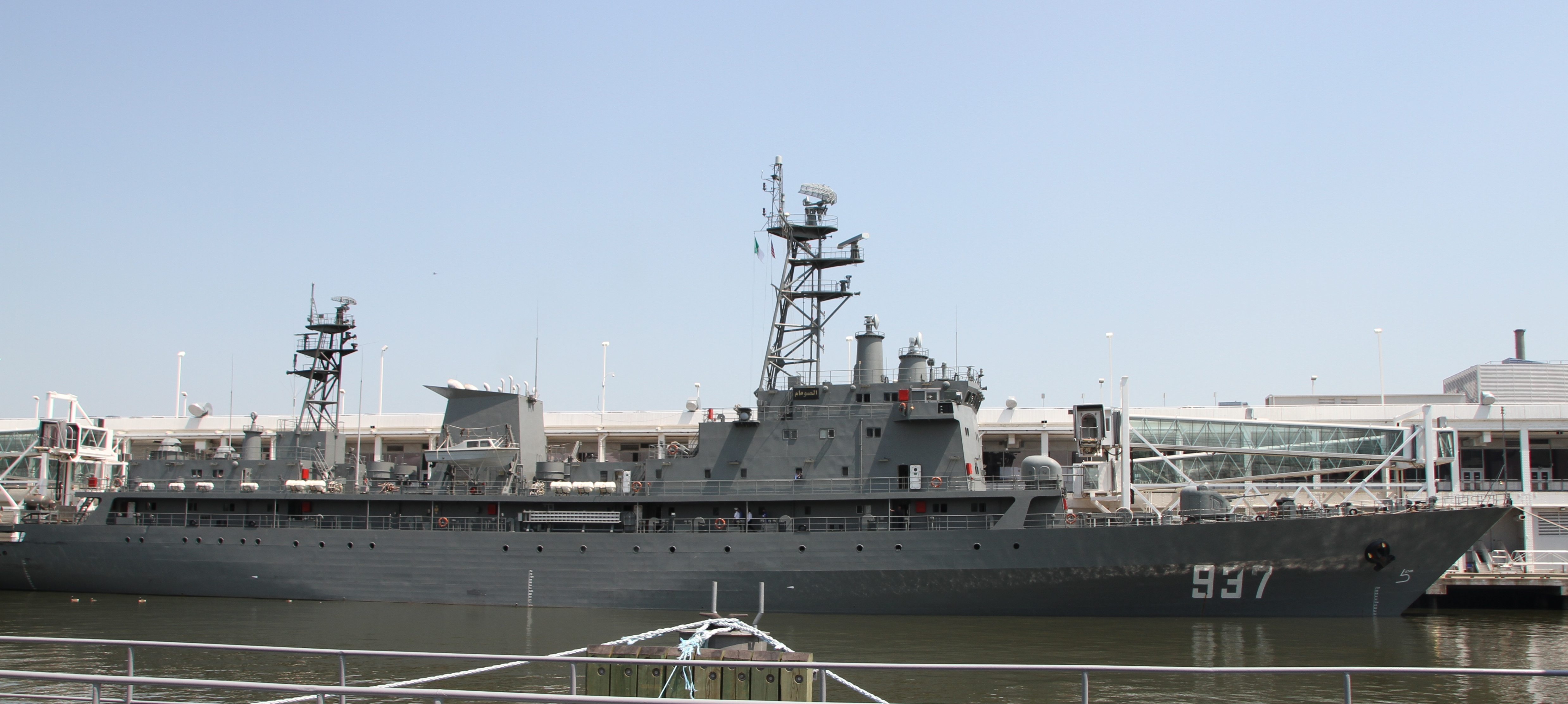
السفينة الحربية الجزائرية
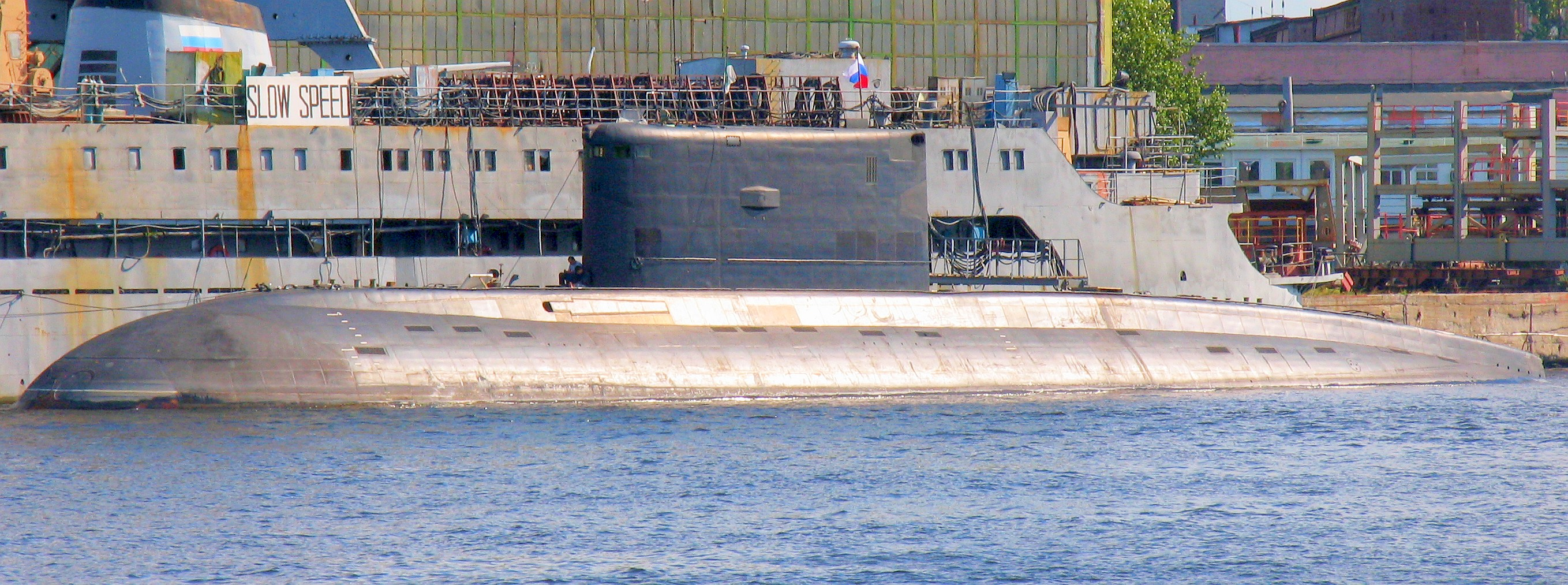
الغواصة الجزائرية كيلو س.ت
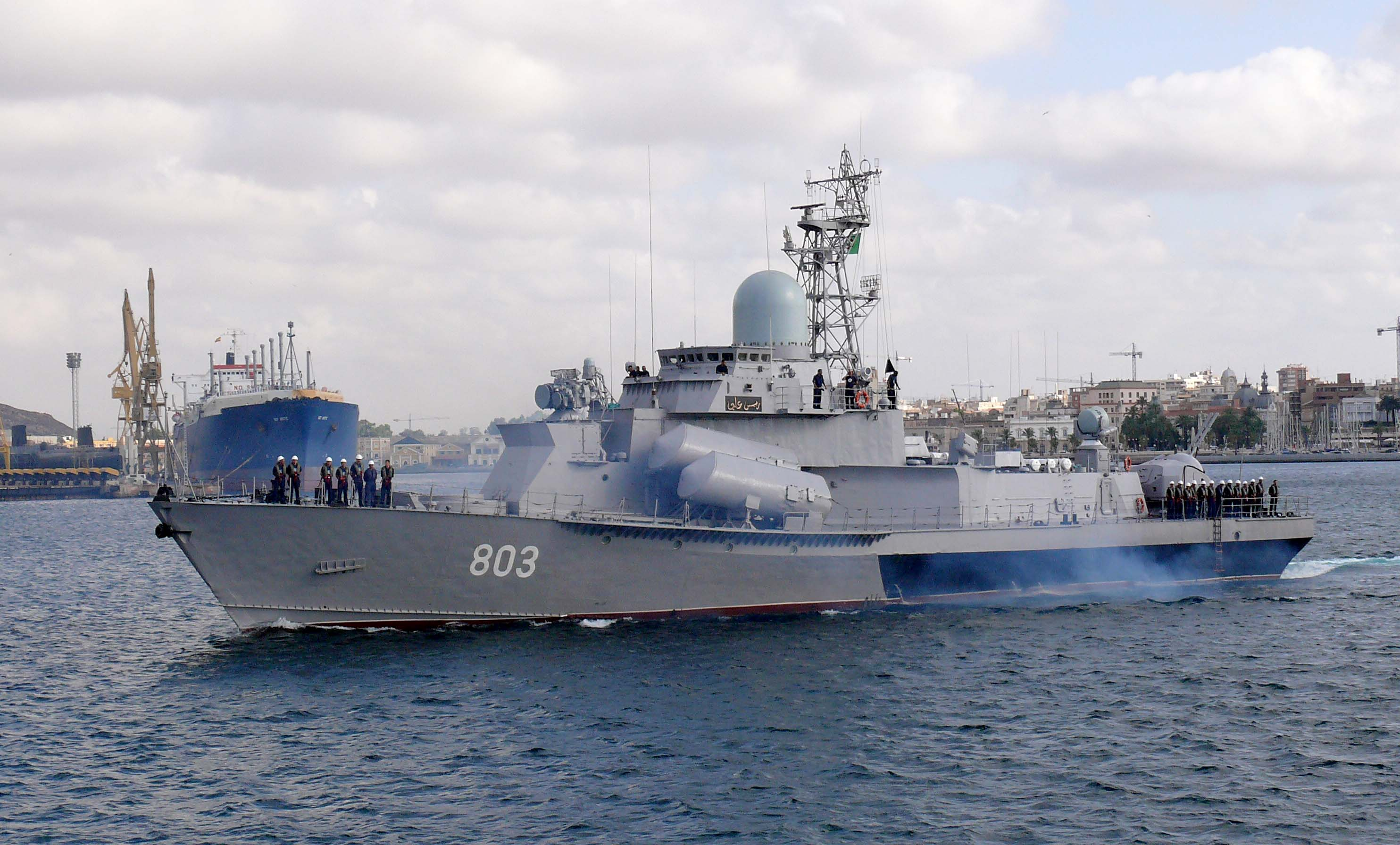
الباخرة الحربية رايس علي
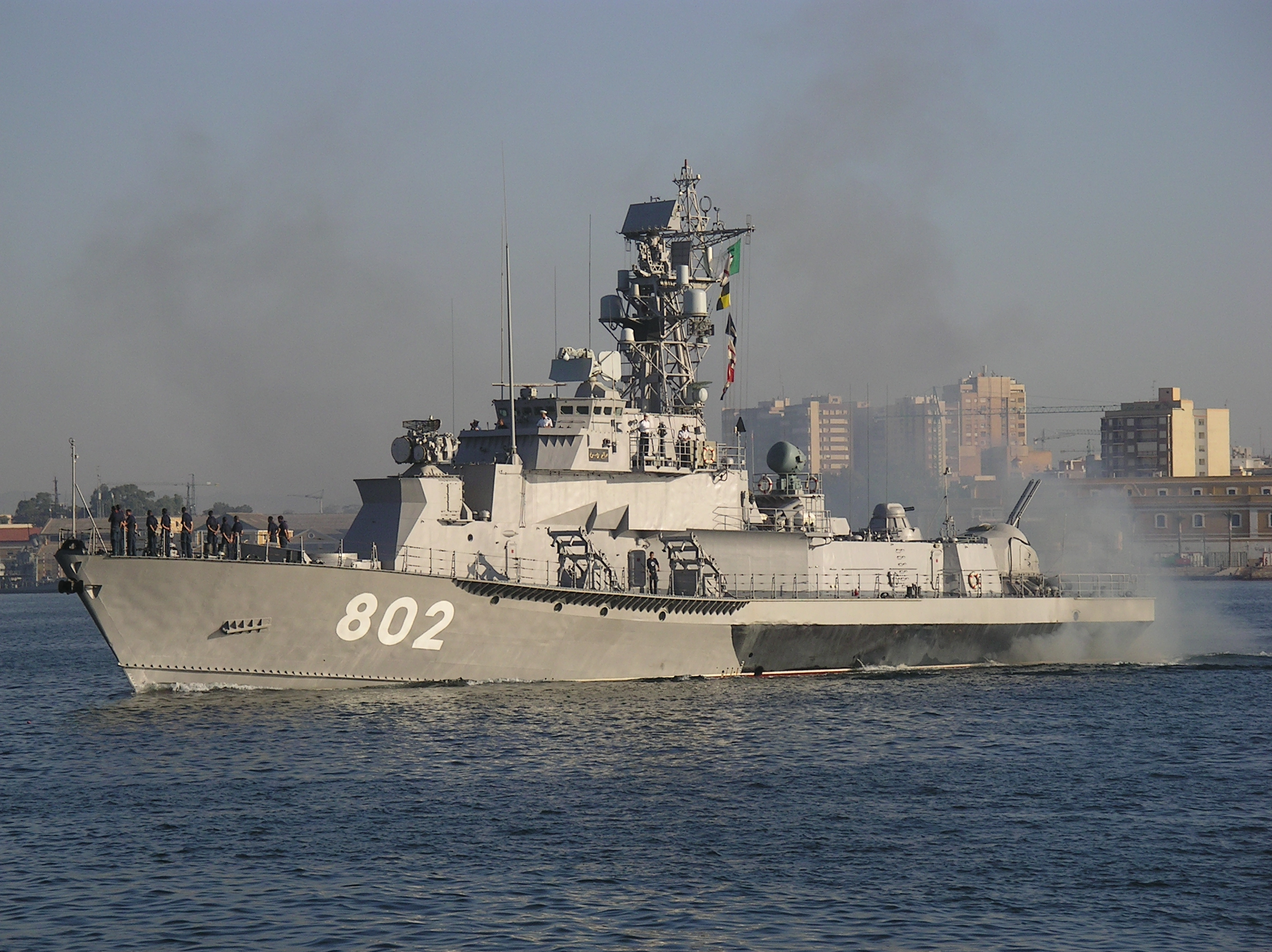
الباخرة الحربية رايس صالح
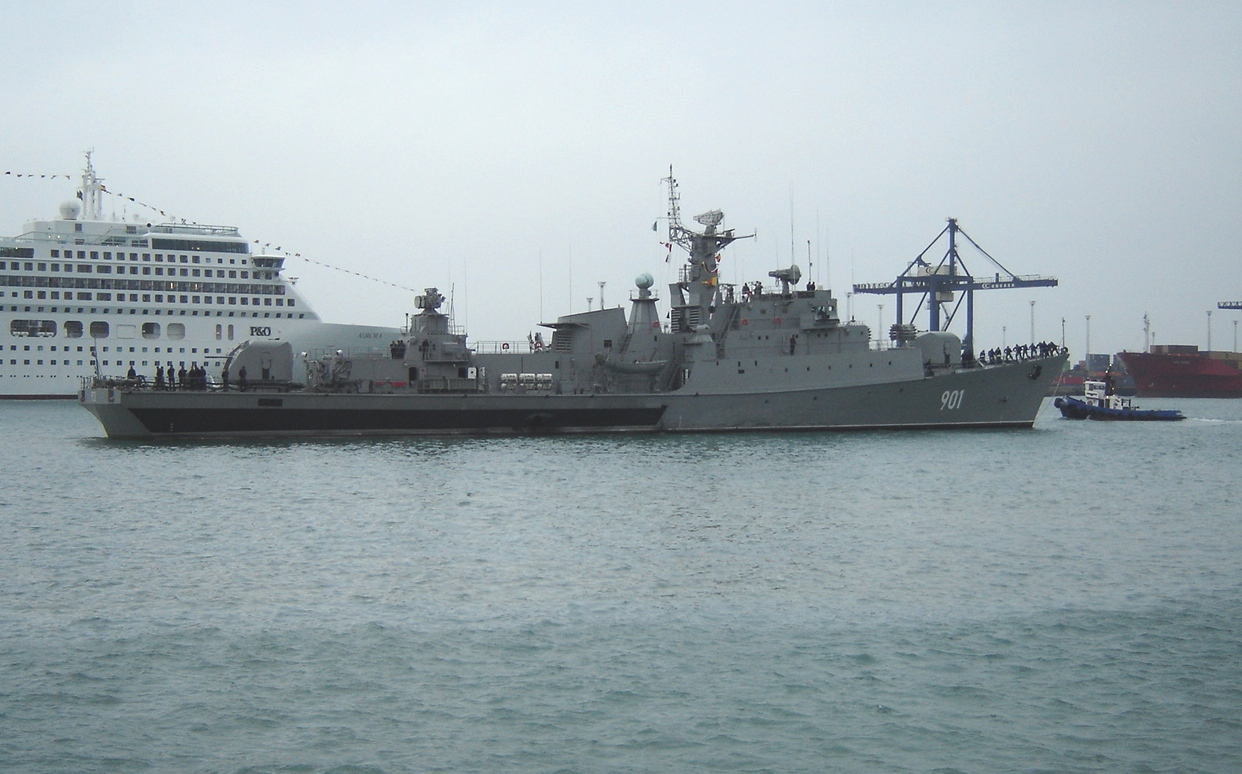
الباخرة الحربية رايس موراد
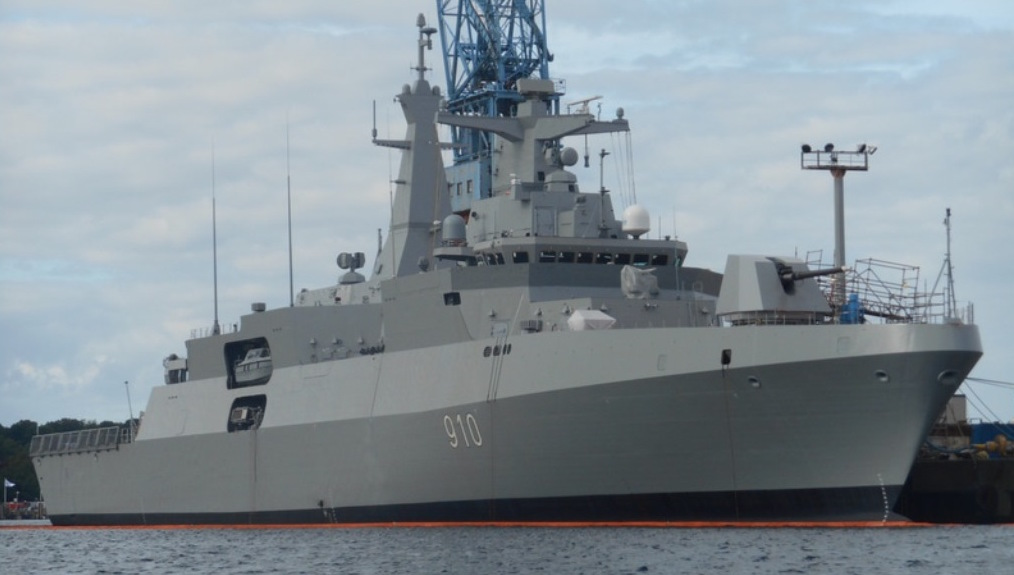
السفينة الحربية الجزائرية الرادي
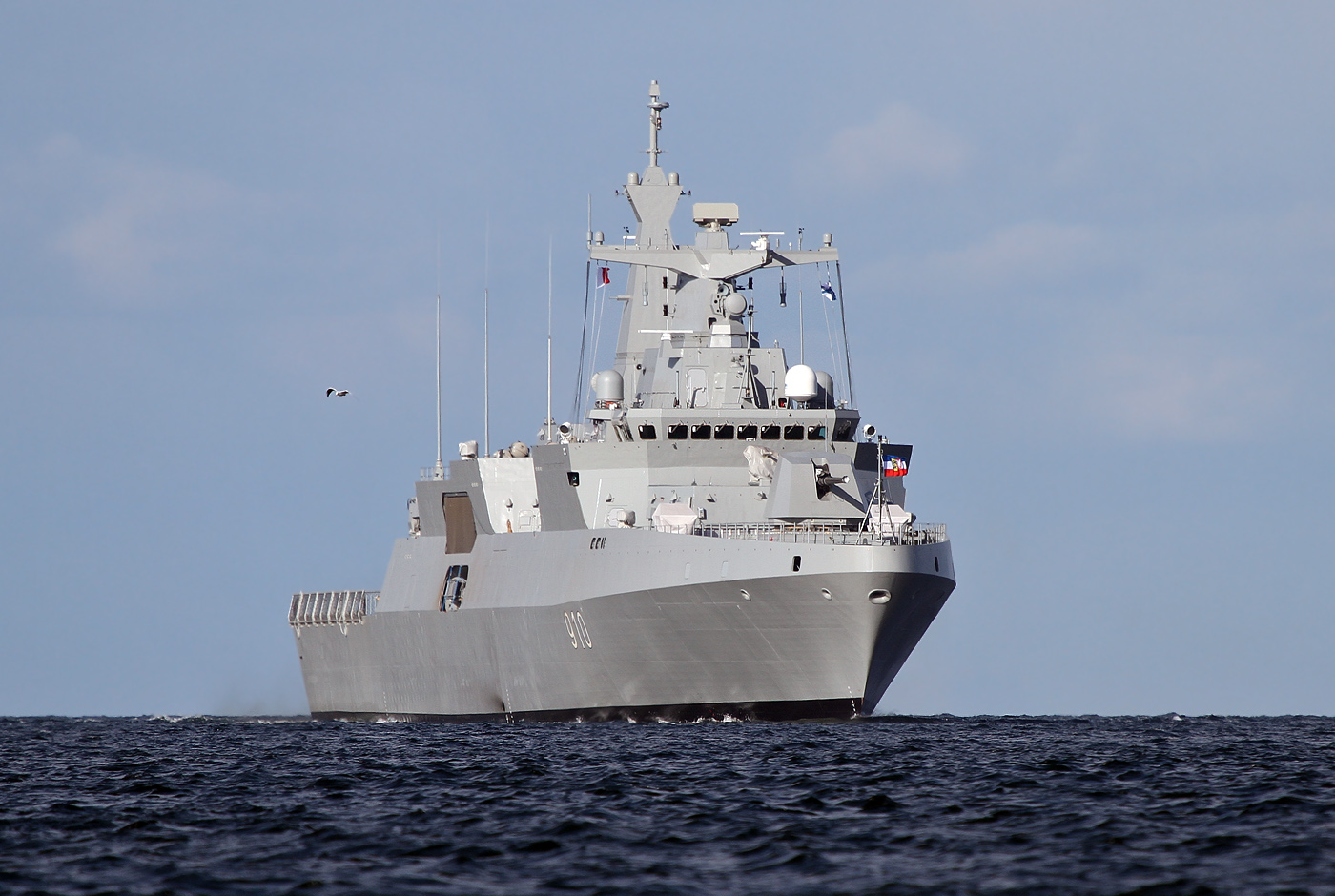
السفينة الحربية الجزائرية
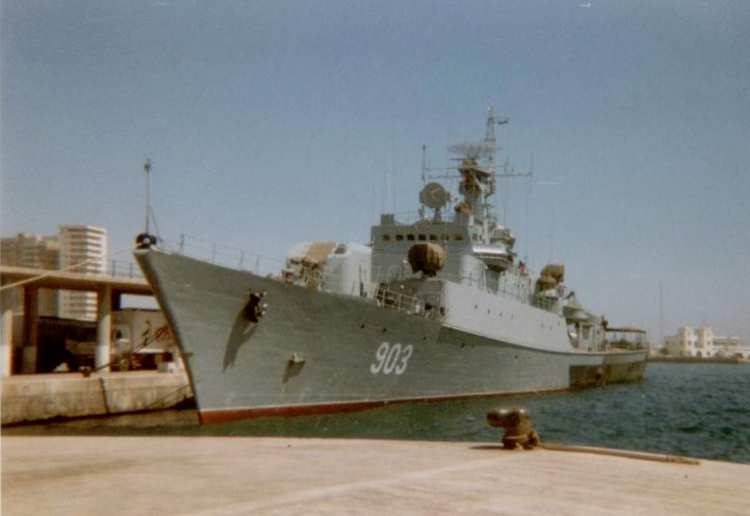
الباخرة الحربية الرايس كورفو
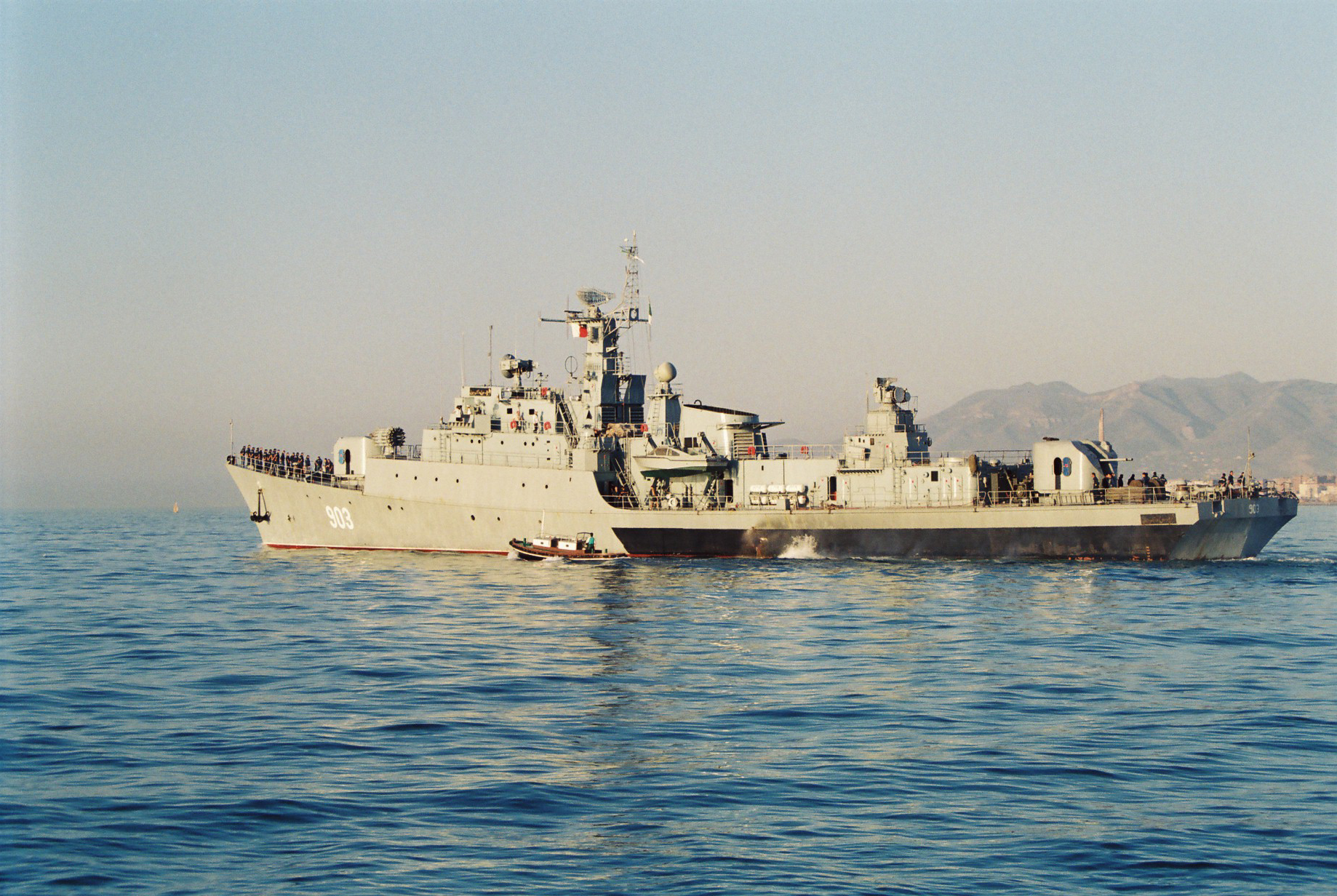
الباخرة الحربية الرايس (Korfou)
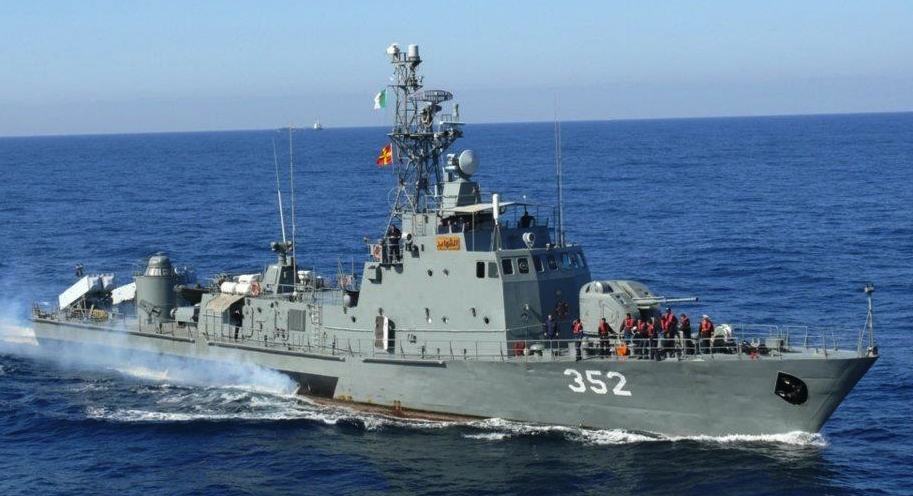
طراد جبل شنوة
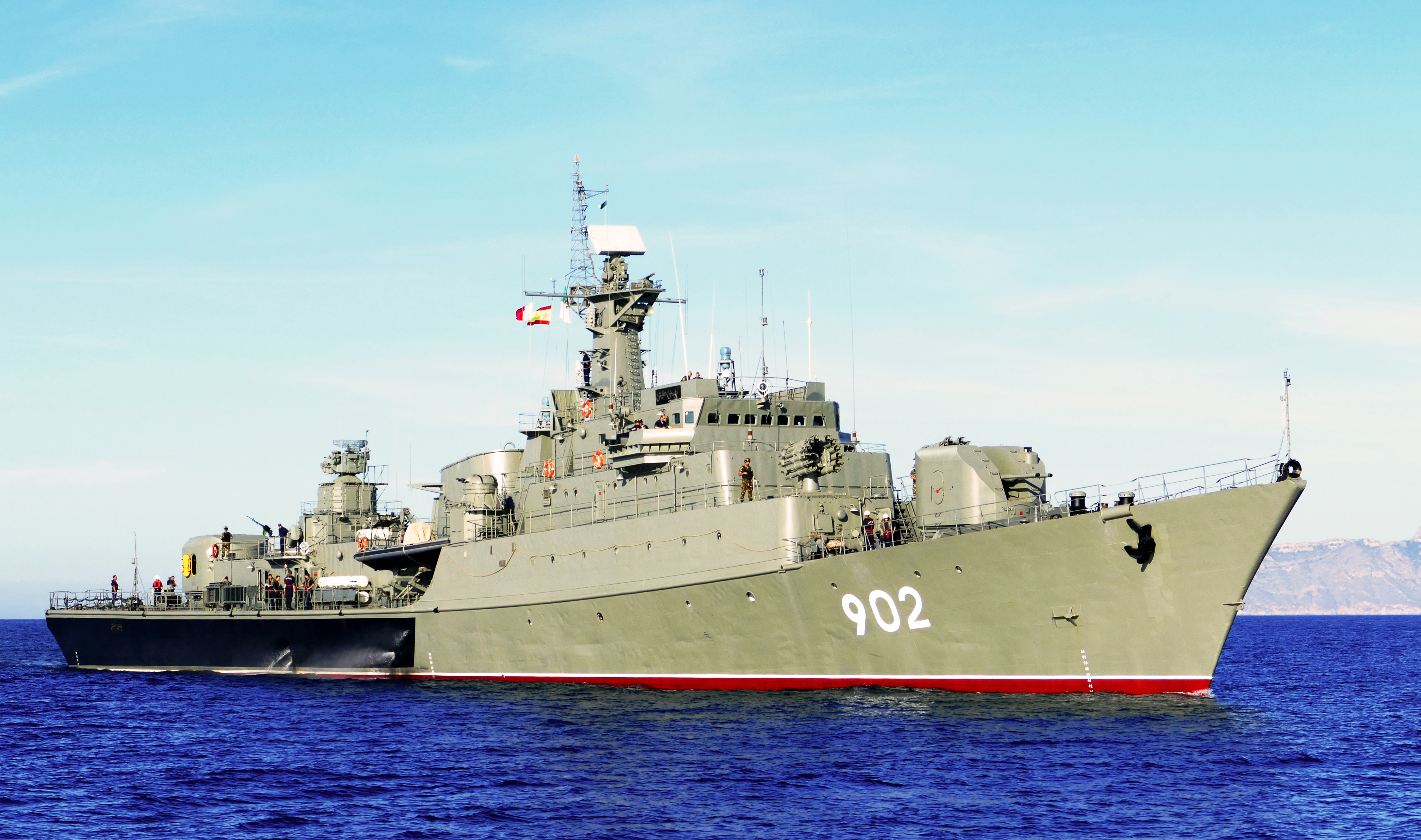
الباخرة الحربية Arg 902
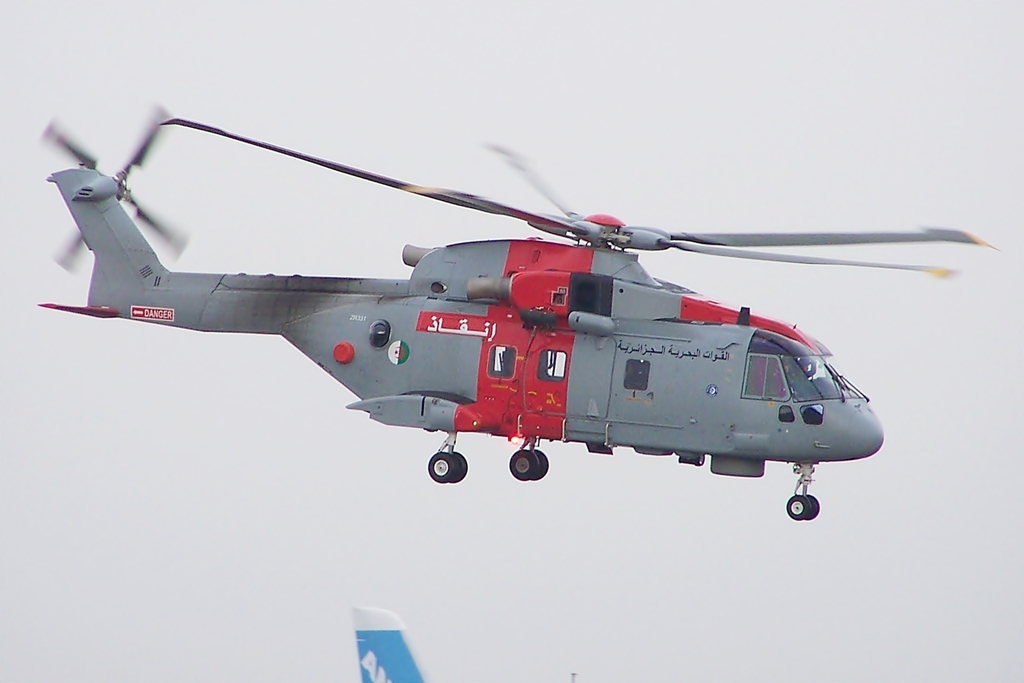
مرواحية للبحث والإنقاذ
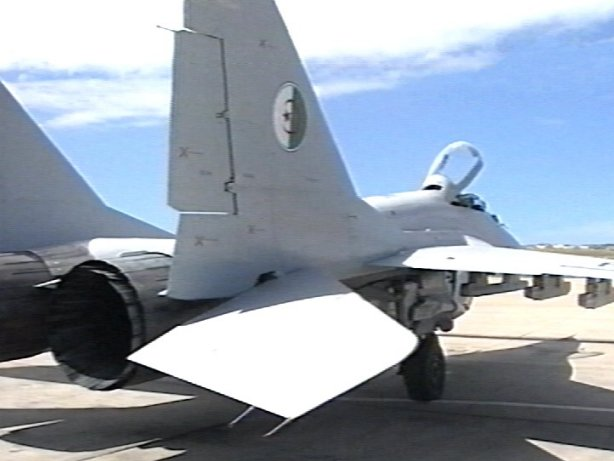
طائرة ميڨ29
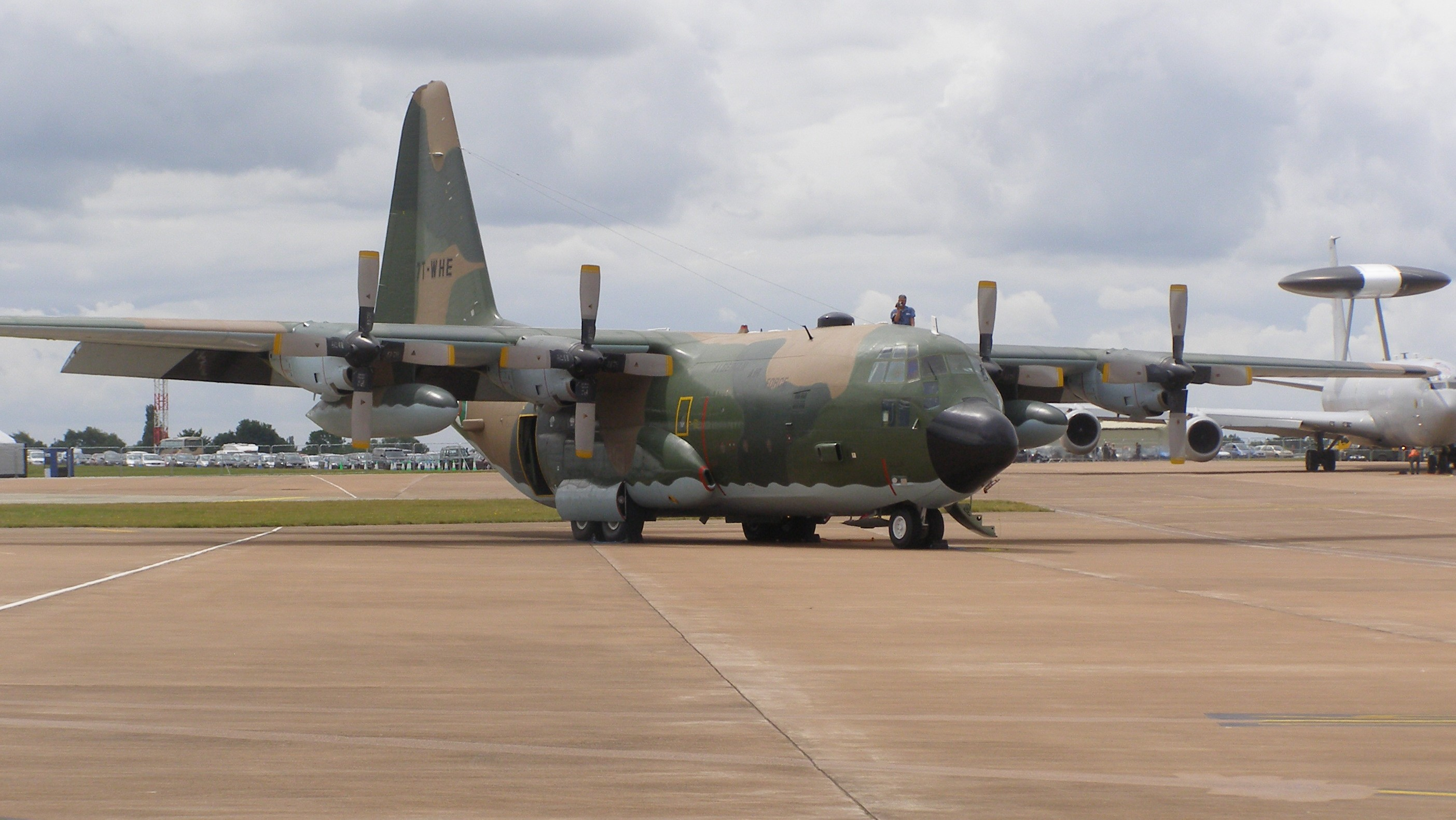
طائرة هيركيل
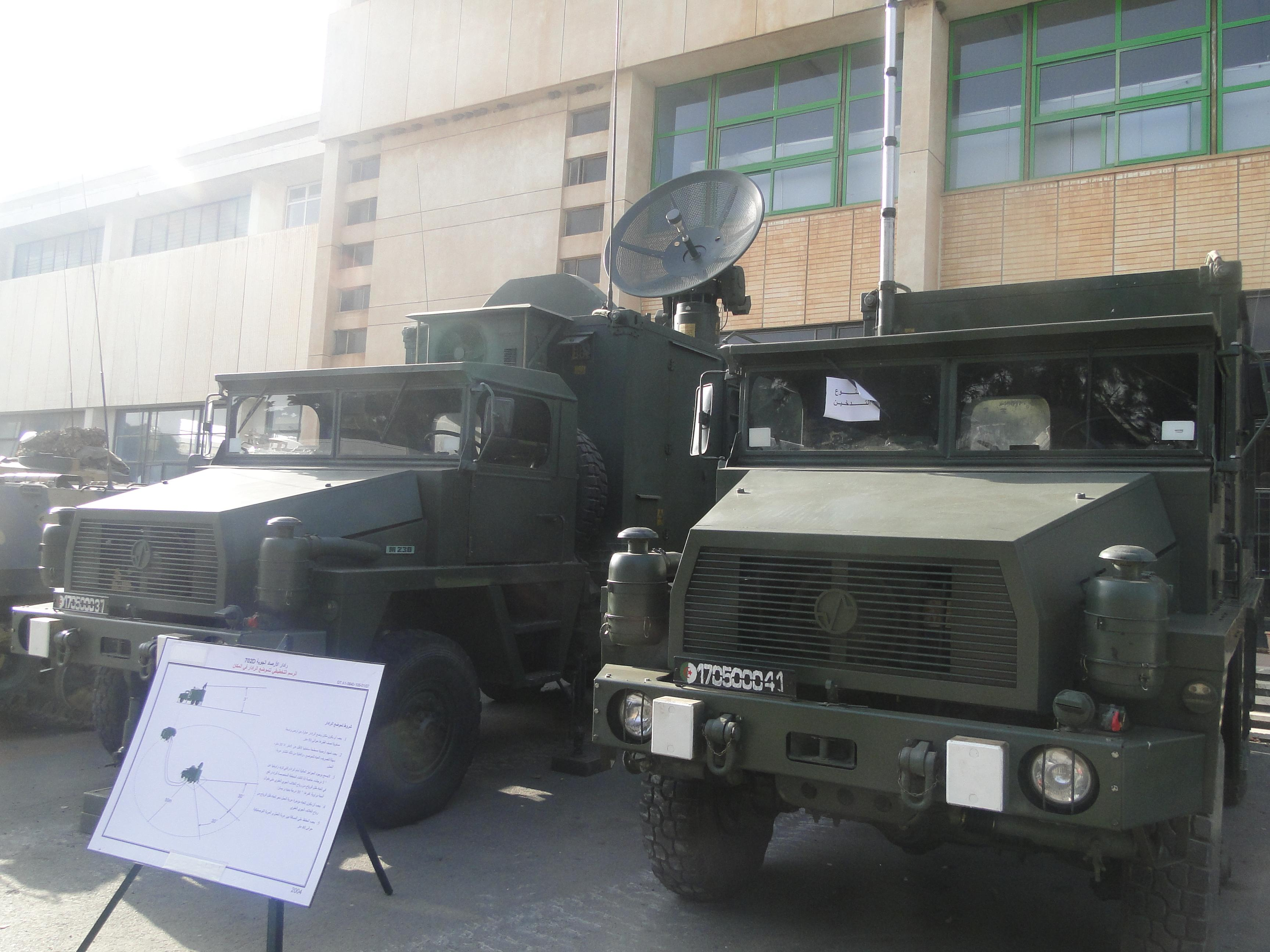
شاحنات عسكرية صنع جزائري
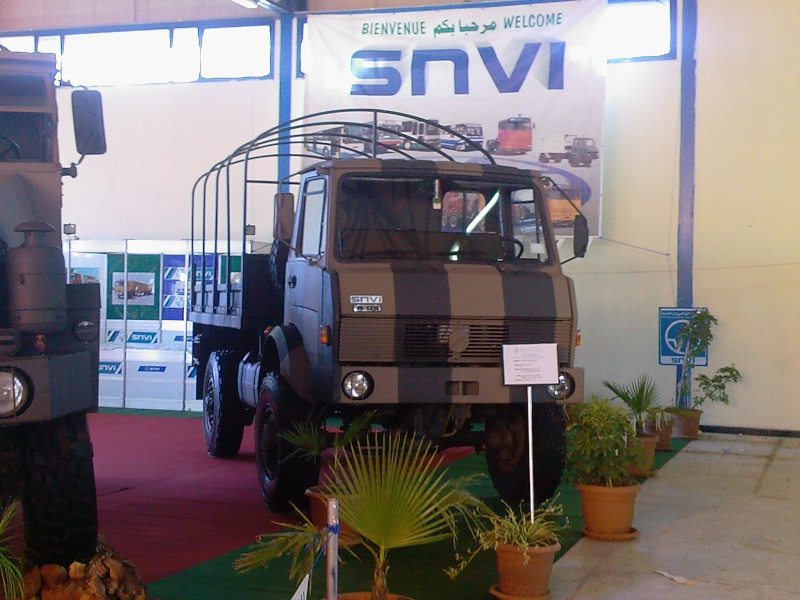
شاحنات عسكرية صنع جزائري
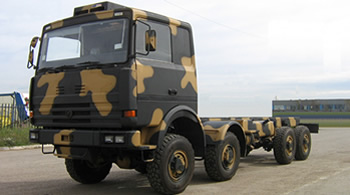
شاحنات عسكرية صنع جزائري
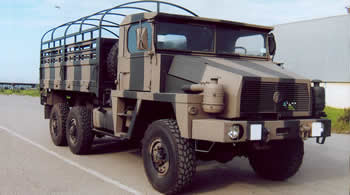
شاحنات عسكرية صنع جزائري لنقل القوات
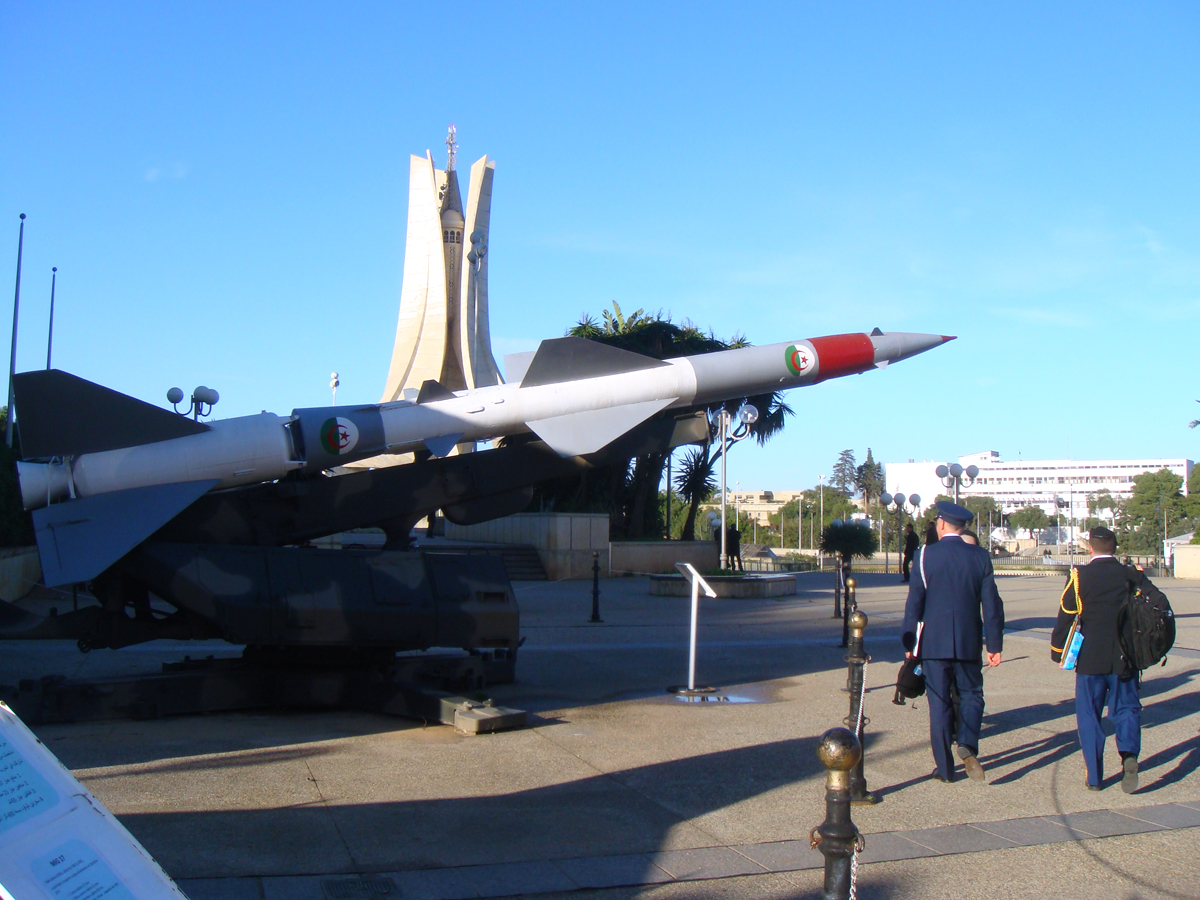
صواريخ حربية

## وصلات داخلية
- الأمن العسكري (الجزائر)
- دائرة الاستعلام والأمن
- القوات الخاصة الجزائرية
- القوات البرية الجزائرية
- الحرس الجمهوري الجزائري
- القوات الجوية الجزائرية
- الأميرالية (الجزائر)
- قوات الضفادع البشرية الجزائرية
- القوات البحرية الجزائرية
- قلعة بني عباس (سفينة)
- الدرك الوطني الجزائري
- مفرزة الدرك الوطني الجزائري للتدخل
- مجموعة التدخل الخاصة
- معركة الجزائر (توضيح)[ ؟ ]
- معركة نافارين
- تاريخ البحرية الجزائرية
- الأسطول البحري الجزائري
- سوناكوم ام 210 وام 230
- وزارة التسليح والاتصالات العامة
- الفجر 10 أول نموذج لطائرة بدون طيار جزائرية 100%
- صناعة عسكرية جزائرية
- شرطة الجزائر

## وصلات خارجية
- وزارة الدفاع الوطني الجزائري
- الصفحة الرسمية لوزارة الدفاع الوطني الجزائرية على فيس بوك
- اعتراف عالمي جديد بقوة الجيش الجزائري (الجيش الوطني في المركز ال17 عالميا)
- تاريخ الجيش الجزائري من 1954 إلى يومنا هذا
- حسب تقرير لمؤسسة (غلوبال فاير بوور) الجيش الجزائري ضمن أقوى 17 جيشا في العالم 2017
- إغراءات روسيا فوق مكتب الفريق قايد - روسيا ترغب في بيع طائرات وصواريخ حديثة للجزائر
- الجزائر أول مستورد للأسلحة العسكرية في إفريقيا
- الجيش الجزائري يقوم بتغطية احتياجاته ويضمن تسويق العتاد العسكري للخارج
- صحيفة العدو الإسرائيلي:” ترسانة الجيش الجزائري تقلق الموساد”
- الجزائر تكشف عن صناعات عسكرية محلية (صور)
- الجزائر تحصل حصريا على صواريخ “إس-400” مــــن روســــيا
- الجزائر تمتلك الأسلحة الكيماوية: هل هو سرّ انكشف